# 法隆寺
法隆寺（ほうりゅうじ、旧字体：灋隆寺）は、奈良県生駒郡斑鳩町法隆寺山内にある聖徳宗の総本山の寺院。山号はなし。本尊は釈迦如来。創建当時は斑鳩寺（鵤寺 = いかるがでら）と称し、後に法隆寺となった。法隆学問寺としても知られる。
法隆寺は7世紀に創建され、古代寺院の姿を現在に伝える仏教施設であり、聖徳太子ゆかりの寺院である。創建は金堂薬師如来像光背銘、『上宮聖徳法王帝説』から推古15年（607年）とされる。金堂、五重塔を中心とする西院伽藍と、夢殿を中心とした東院伽藍に分けられる。境内の広さは約18万7千平方メートル。西院伽藍は、現存する世界最古の木造建築物群である。
法隆寺の建築物群は法起寺と共に、1993年（平成5年）に「法隆寺地域の仏教建造物」としてユネスコの世界遺産（文化遺産）に登録された。建造物以外にも、飛鳥・奈良時代の仏像、仏教工芸品など多数の文化財を有する。

## 歴史

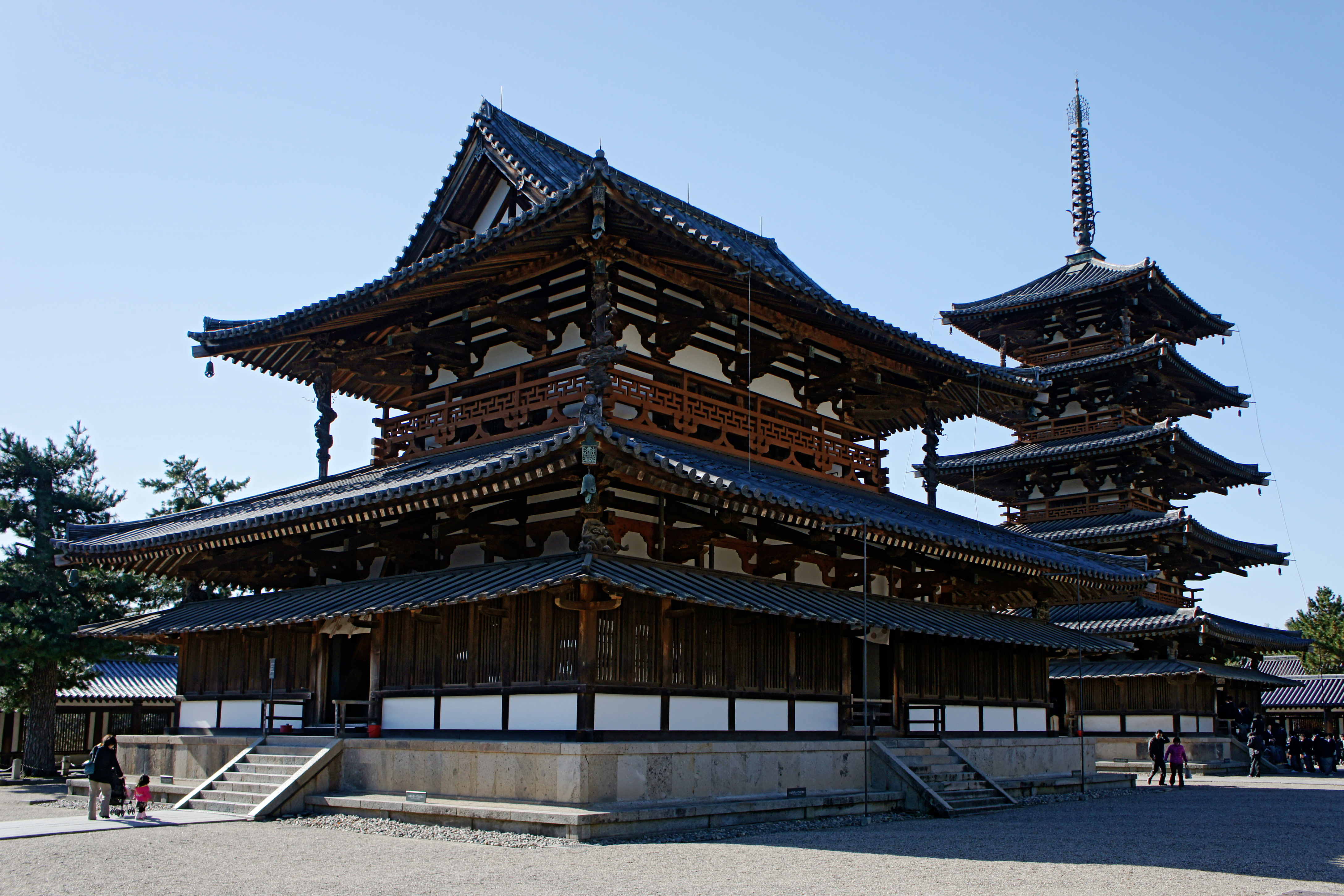
金堂と五重塔

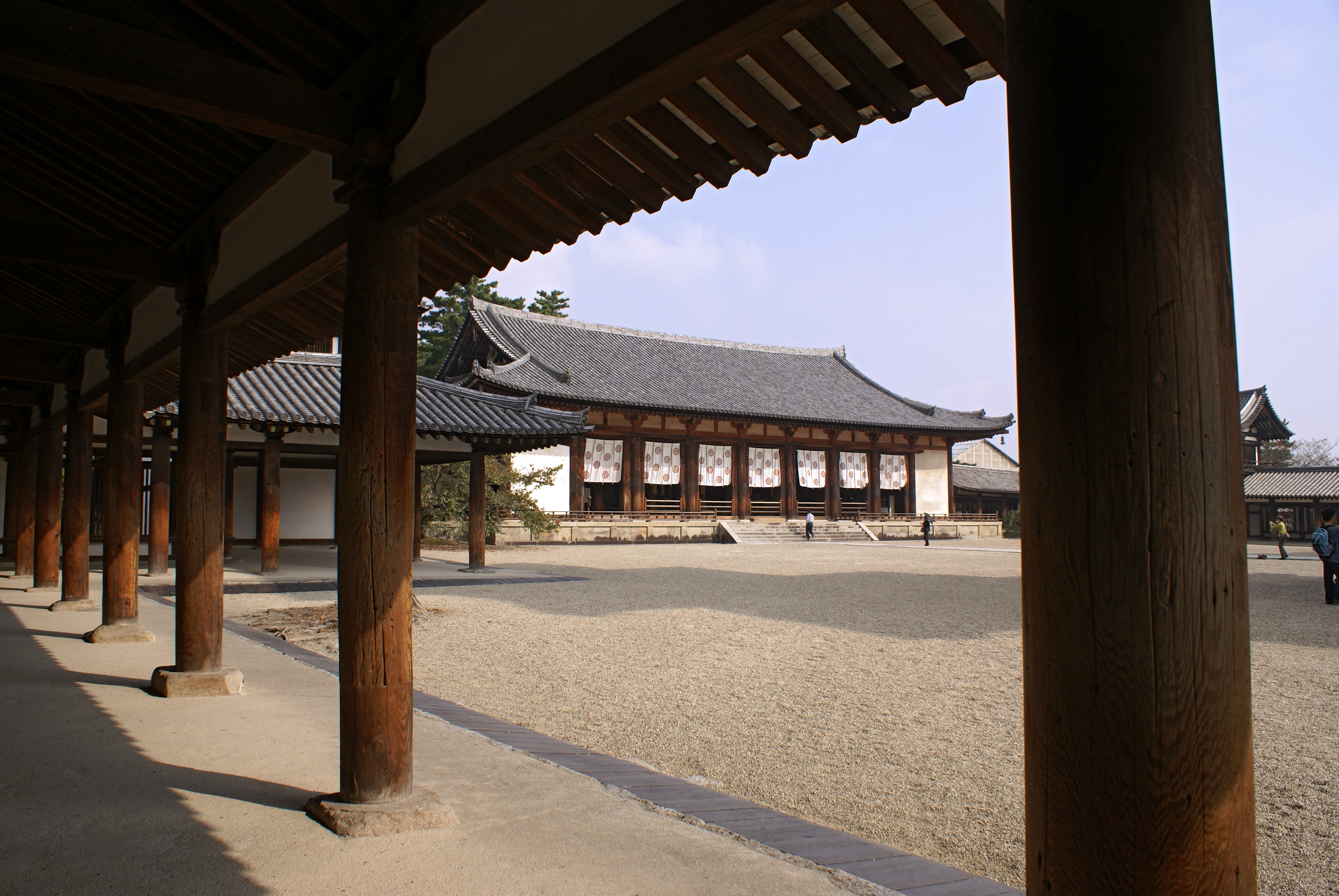
西院回廊と大講堂

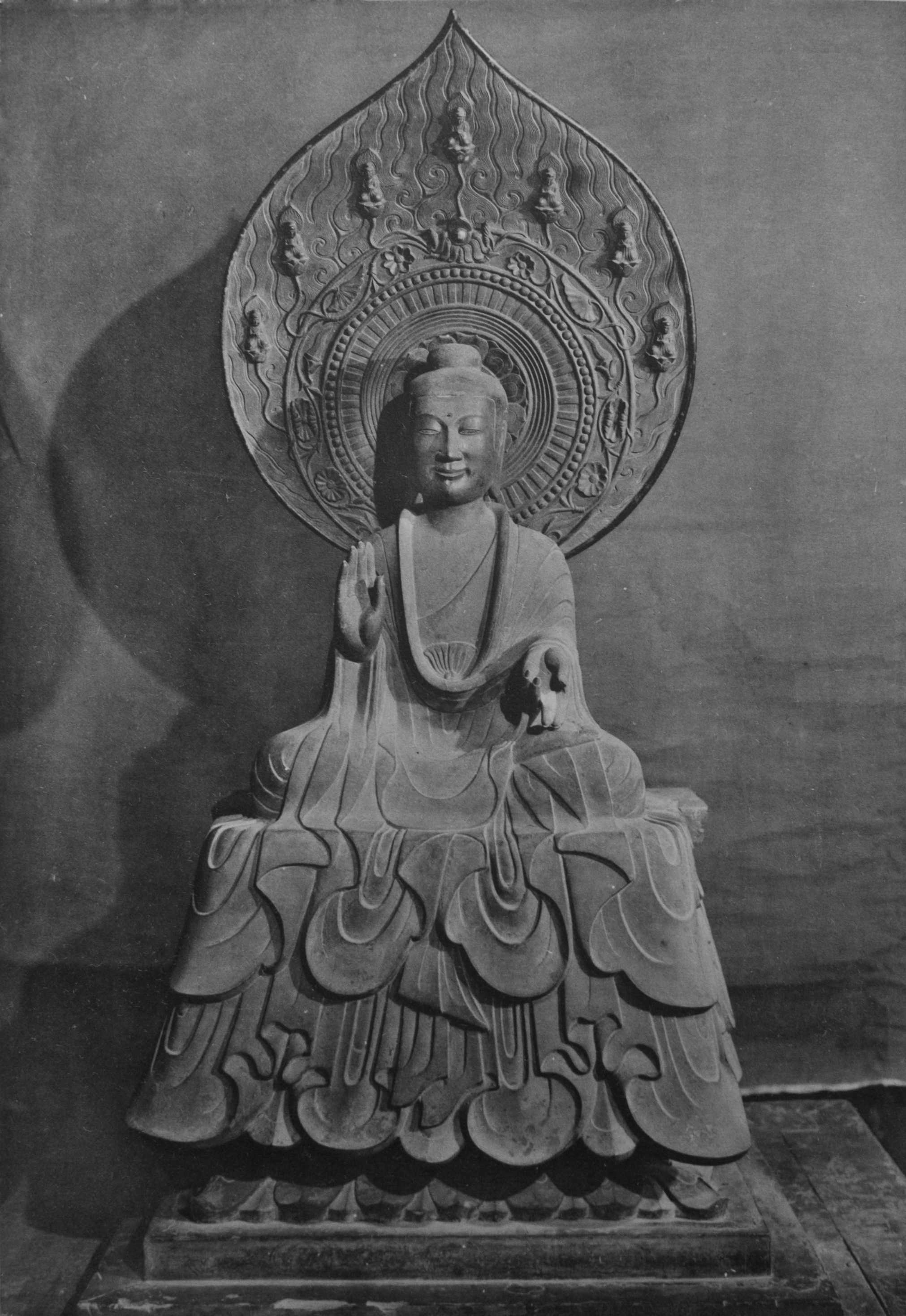
銅造薬師如来像（金堂）

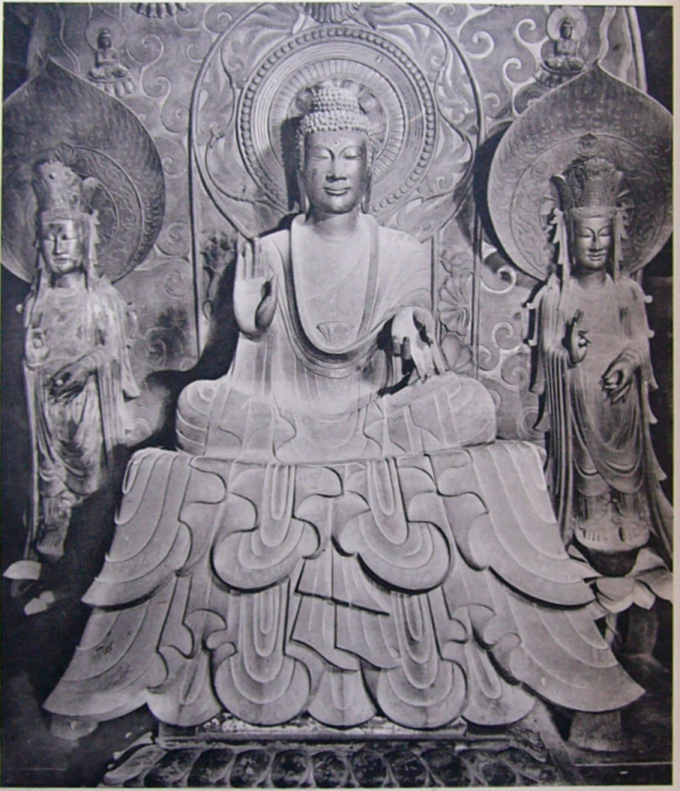
銅造釈迦三尊像（金堂）

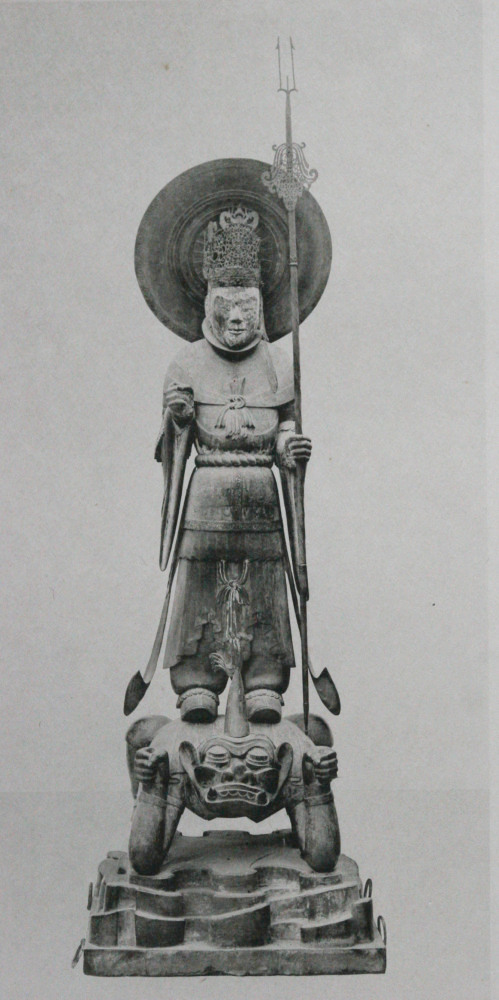
木造四天王像のうち増長天（金堂）

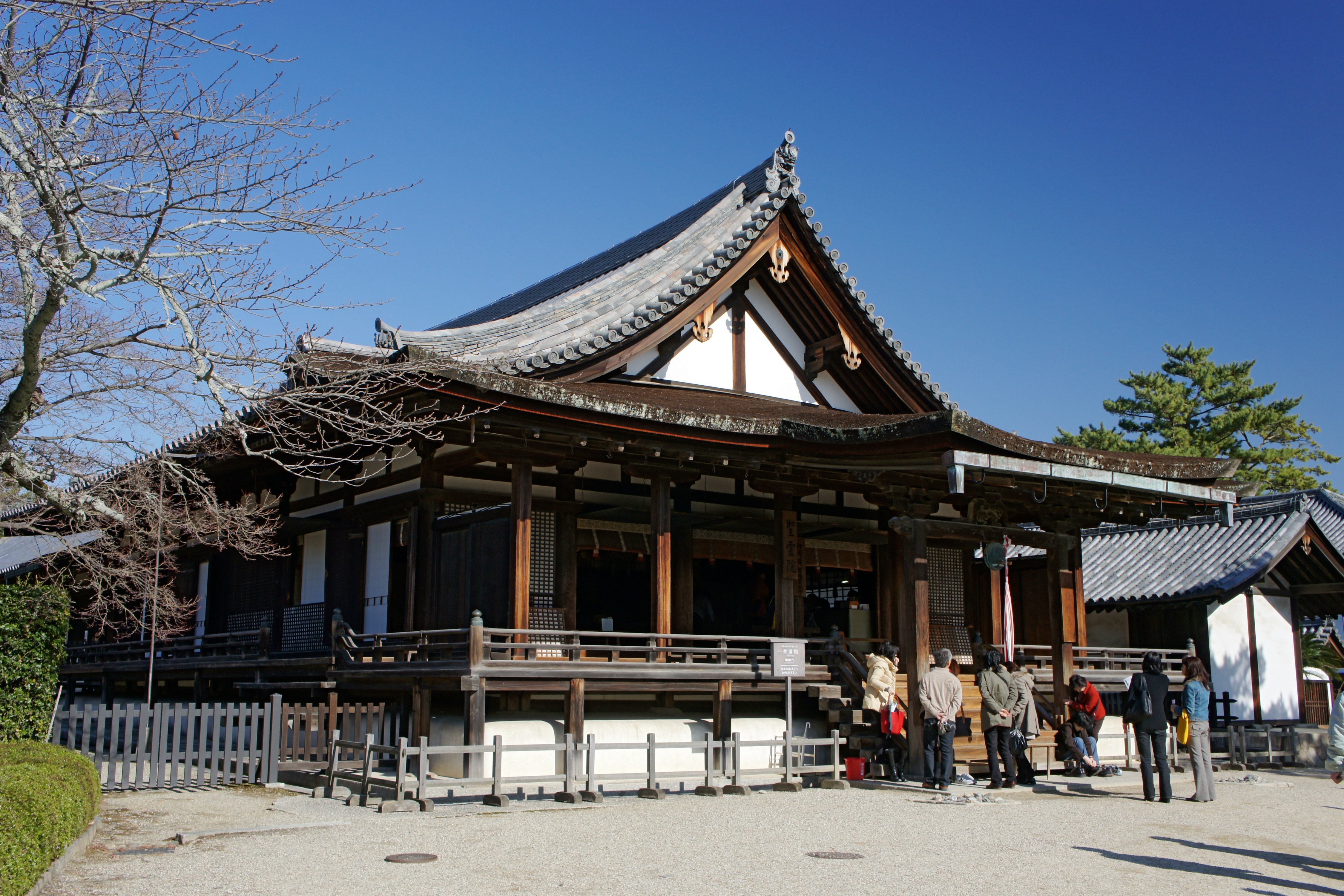
聖霊院

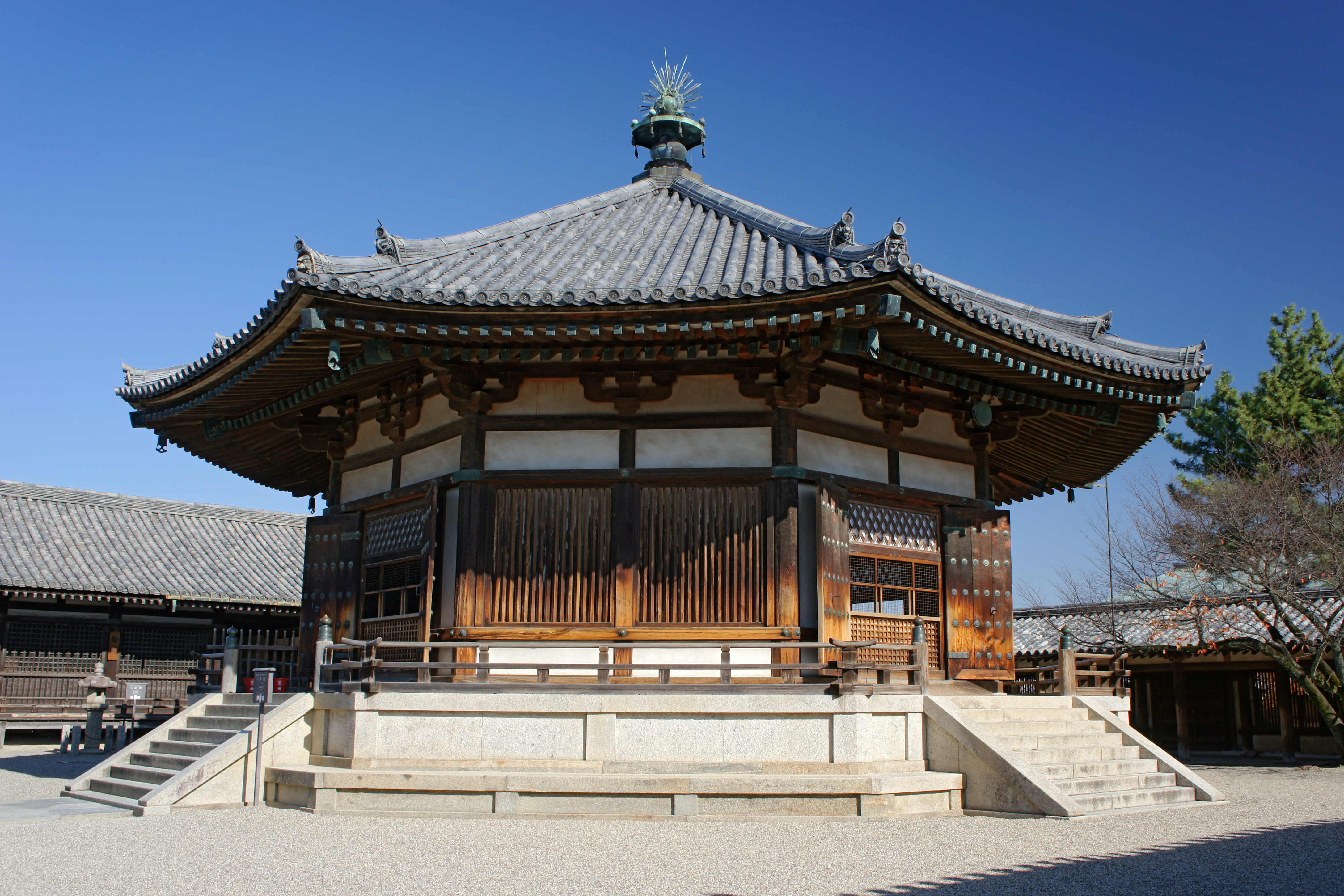
夢殿

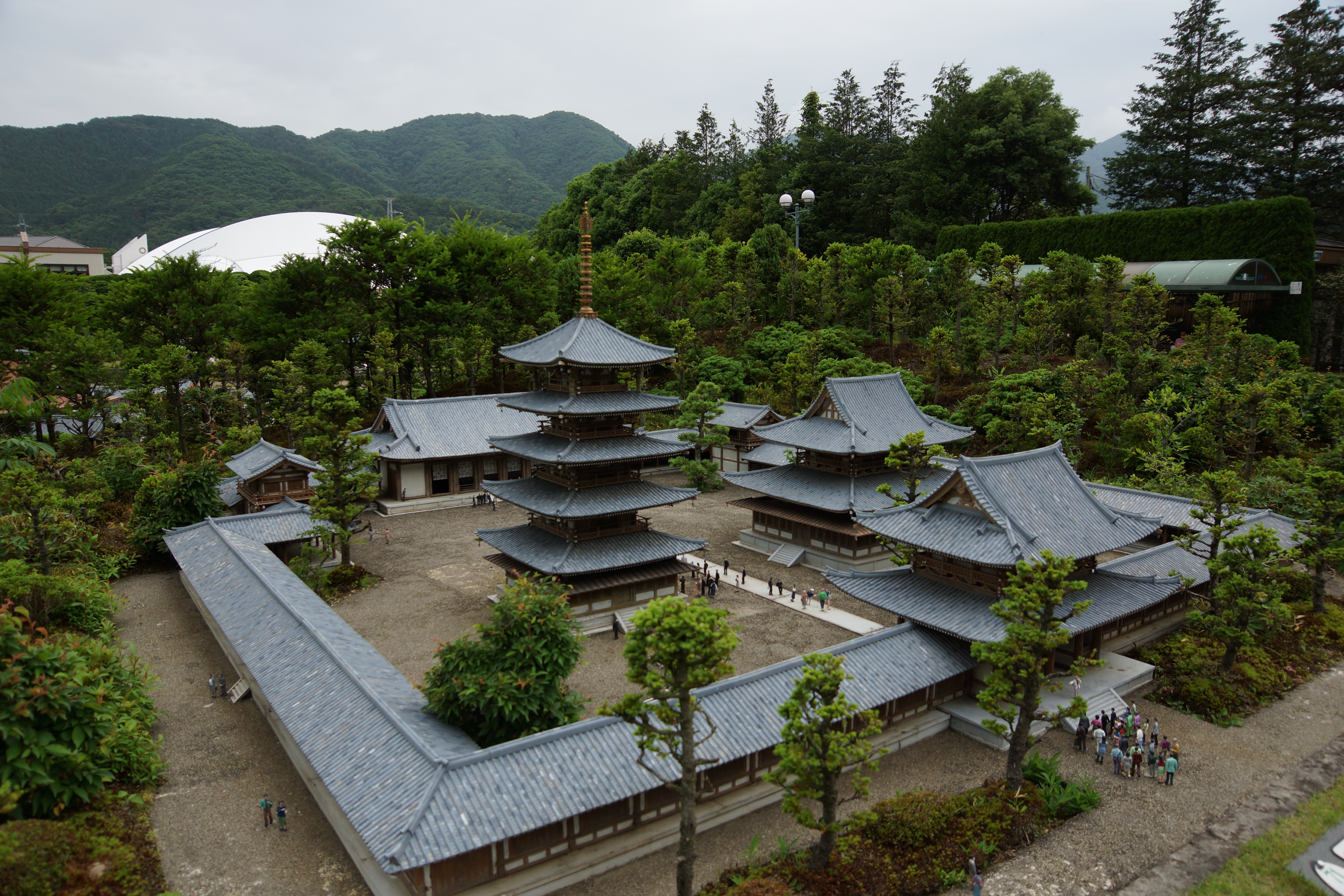
（参考画像）東武ワールドスクウェアにある法隆寺西院伽藍の模型。回廊の南面に中門を配し、回廊内には東に金堂、西に五重塔を配す。これらの背後に見える入母屋屋根・単層の建物は大講堂、その手前左右にある切妻屋根・楼造の小建物は鐘楼(東)と経蔵(西)。

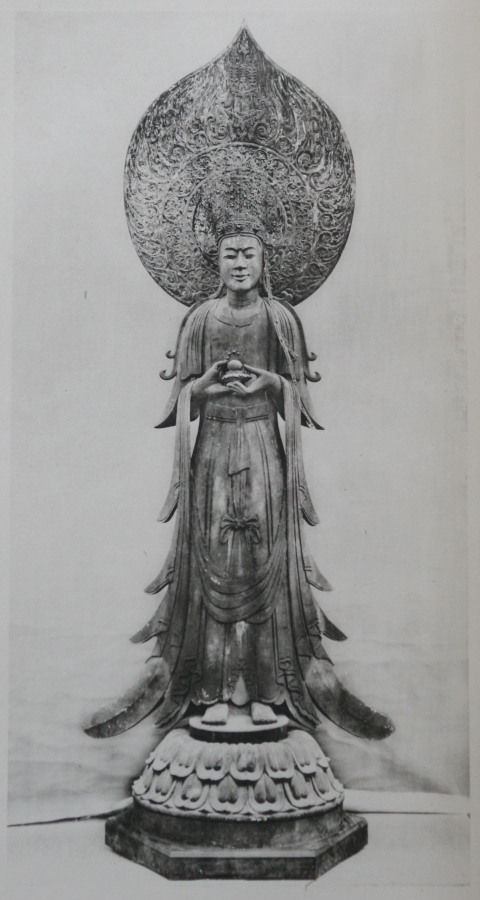
木造観音菩薩像（救世観世音菩薩、夢殿安置）

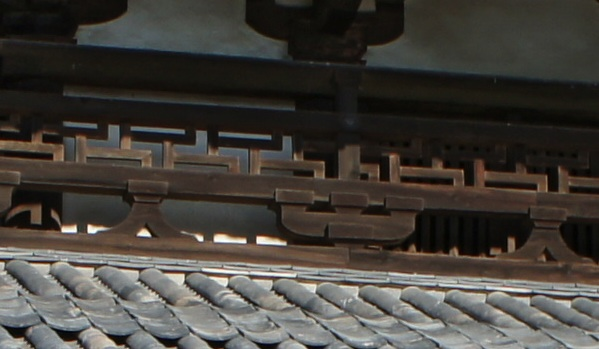
卍字崩し高欄と人字形割束（中門）

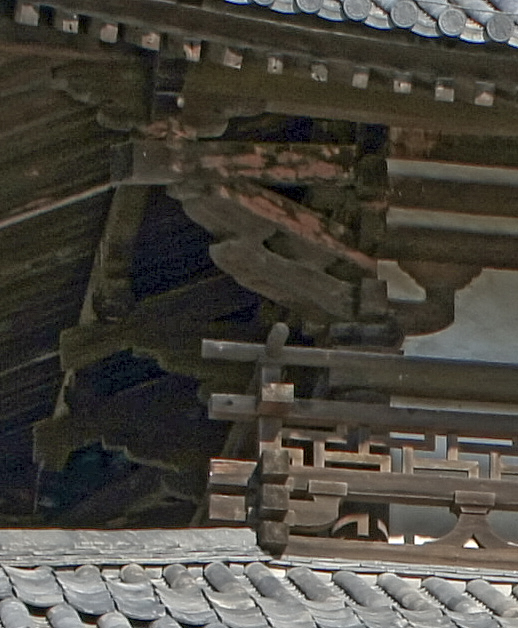
雲肘木（中門）

### 創建（飛鳥、白凰、奈良時代）
- 574年 （敏達3年）聖徳太子生まれる。
- 586年 （用明元年）法隆寺および薬師仏の造立を発願。
- 607年 （推古15年）法隆寺が完成。用明天皇のために金堂薬師如来像を造願。
- 622年 （推古30年）2月22日、聖徳太子薨去[注釈 1]。橘大郎女、聖徳太子のために、天寿国曼荼羅繍帳を作成。
- 623年 （推古31年）止利仏師により金堂釈迦三尊像が完成。
- 643年 （皇極2年）11月、蘇我入鹿が、聖徳太子の皇子山背大兄王らを斑鳩宮に襲う。山背大兄王ら一族25人が自害し、聖徳太子の血族である上宮王家が滅亡。
- 670年 （天智9年）4月30日夜半、法隆寺炎上。一屋無余。
- 708年 （和銅元年）詔により法隆寺を再建。
- 711年 （和銅4年）五重塔内塑像および中門金剛力士像を造る。
- 737年 （天平9年） 行信、聖徳太子の遺品を集める。
- 739年 （天平11年） 4月10日、行信、上宮王院（東院）夢殿を造立。
- 767年 （神護景雲元年）9月5日、行信発願の大般若経など2700巻の写経事業が、法資孝仁によって完成。

法隆寺がある斑鳩の地は、生駒山地の南端近くに位置し、大和川を通じて大和国（現・奈良県）と河内国（現・大阪府南部）とを結ぶ交通の要衝であった。付近には藤ノ木古墳をはじめとする多くの古墳や古墳時代の遺跡が存在し、この地が古くから一つの文化圏を形成していたことをうかがわせる。
『日本書紀』によれば、聖徳太子こと厩戸皇子（用明天皇の皇子）は推古9年（601年）、飛鳥からこの地に移ることを決意し、宮室（斑鳩宮）の建造に着手、推古天皇13年（605年）に斑鳩宮に移り住んだという。法隆寺の東院の所在地が斑鳩宮の故地である。この斑鳩宮に接して建立されたのが斑鳩寺、すなわち法隆寺であった。明治時代の半ば（19世紀末頃）まで、法隆寺の西院伽藍の建物は創建以来1度も火災に遭わず、推古朝に聖徳太子の建立したものがそのまま残っていると信じられていた。しかし、『日本書紀』には天智天皇9年（670年）に法隆寺が全焼したという記事のあることから、現存する法隆寺の伽藍は火災で1度失われた後に再建されたものではないかという意見（再建論）が1887年（明治20年）頃から出されるようになった（菅政友、黒川真頼、小杉榲邨ら）。これに対し、『書紀』の記載は信用できず、西院伽藍は推古朝以来焼けていないと主張する学者たちもおり（平子鐸嶺、関野貞ら）、両者の論争（法隆寺再建・非再建論争）はその後数十年間続いた（論争の詳細については後述）。
石田茂作らによる1939年（昭和14年）の旧伽藍（いわゆる若草伽藍）の発掘調査以降、現存の法隆寺西院伽藍は聖徳太子在世時の建築ではなく、1度焼亡した後に再建されたものであることが決定的となり、再建・非再建論争には終止符が打たれた。現存の西院伽藍については、持統7年（693年）に法隆寺で仁王会が行われている（『法隆寺資財帳』）ことから、少なくとも伽藍の中心である金堂はこの頃までに完成していたとみられる。同じく『資財帳』によれば、和銅4年（711年）には五重塔初層安置の塑像群や中門安置の金剛力士像が完成しているので、この頃までには五重塔、中門を含む西院伽藍全体が完成していたとみられる。
現・西院伽藍の南東に位置する若草伽藍跡が焼失した創建法隆寺の跡であり、この伽藍が推古朝の建立であったことは、発掘調査の結果や出土瓦の年代等から定説となっている。また、1939年（昭和14年）、東院の建物修理工事中に地下から掘立柱建物の跡が検出され、これが斑鳩宮の一部であると推定されている。
聖徳太子の実像については、20世紀末頃から再検討がなされており、『書紀』などが伝える聖徳太子の事績はことごとく捏造であるとする主張もある。ただし、こうした聖徳太子非実在論に対しては根強い反論もある。また、聖徳太子非実在論説を唱える大山誠一も、厩戸皇子という皇族の存在と、その人物が斑鳩寺（創建法隆寺）を建立したことまでは否定していない。
金堂の「東の間」に安置される銅造薬師如来坐像（国宝）の光背銘には「用明天皇が自らの病気平癒のため伽藍建立を発願したが、用明天皇がほどなく亡くなったため、遺志を継いだ推古天皇と聖徳太子があらためて推古天皇15年（607年）、像と寺を完成した」という趣旨の記述がある。しかし、正史である『日本書紀』には（前述および後述の670年の火災の記事はあるが）法隆寺の創建については何も書かれていない。
前述の金堂薬師如来像については、1933年（昭和8年）、福山敏男により、
- 像自体の様式や鋳造技法の面から、実際の製作は7世紀後半に下るとみられる。
- 607年当時、日本における薬師如来信仰の存在が疑問視される。
- 銘文中の用語に疑問が持たれる。

という疑問が提出された。この説はおおむね支持を得ており、薬師像は文字通り607年まで遡る製作とは見なされていない。また、金堂の中央に安置される本尊は「623年に聖徳太子の冥福のため止利が造った」という内容の光背銘を持つ釈迦三尊像であり、これより古い薬師如来像が「東の間」に安置されて脇仏のような扱いをされている点も不審である。
皇極天皇2年（643年）、蘇我入鹿が山背大兄王を襲った際に斑鳩宮は焼失したが、法隆寺はこの時は無事だったと考えられる。
なお、八角堂の夢殿を中心とする東院伽藍は、天平11年（739年）、行信僧都が斑鳩宮の旧地に太子を偲んで建立したものである。
養老2年（718年）に県犬養橘三千代（橘夫人）が西円堂を建立したとする伝承がある。また、娘の光明皇后が多額の寄進を行い、孫娘の橘古那可智（聖武天皇夫人）の居所が寄進されて伝法院になったのも、彼女たちの法隆寺への信仰も三千代の影響と考えられる。

### 中世以後（平安、鎌倉、室町、南北朝、江戸時代）
- 859年 （貞観元年）9月19日、道詮奏上して夢殿を修理。
- 1023年 （治安３年）10月26日、藤原道長、法隆寺および上宮王院に参詣。
- 1069年 （治暦5年）2月5日、仏師僧円快、秦到真、聖徳太子像を造る。
- 1114年 （永久2年） 勝賢、法隆寺一切経写経事業を発願。写経事業は、1118年（元永元年）に完成。
- 1121年 （保安2年） 東室を新造、南面を改造して聖霊院とし、院内に聖徳太子および侍者像5体を奉安。
- 1126年 （大治元年）7月19日、源義、開浦三昧堂を改めて三経院を造立。
- 1261年 （弘長元年）9月4日、後嵯峨太上天皇、行幸。
- 1574年 （天正2年）正月、織田信長、法隆寺境内へ陣取などを禁止する掟を作る。
- 1600年 （慶長5年）豊臣秀頼、このころから1606年（慶長11年）にかけて、法隆寺全伽藍を修理。
- 1614年 （慶長19年） 10月16日、徳川家康、大阪冬の陣に赴く途上、法隆寺で太子尊像を拝し、阿弥陀院で一泊する。

その後、聖徳太子の弟来目皇子の子孫と伝えられる登美氏の支配下に置かれていたが、平安時代初頭には登美氏からの自立への動きが強まった。この過程で法隆寺側と登美氏との間で発生したのが、善愷訴訟事件である。
延長3年（925年）には西院伽藍のうち大講堂、鐘楼が焼失し、大講堂が再建されたのは数十年後の正暦元年（990年）のことであった。以後、永享7年（1435年）に南大門が焼失するなど、何度かの火災に遭ってはいるが、全山を焼失するような大火災には遭っておらず、建築、仏像をはじめ各時代の多くの文化財を今日に伝えている。
近世に入って、慶長年間（17世紀初頭）には豊臣秀頼によって、元禄 - 宝永年間（17世紀末 - 18世紀初頭）には江戸幕府5代将軍徳川綱吉の生母桂昌院によって伽藍の修造が行われた。

### 近代以降
- 1868年（明治元年）3月、神仏分離令。廃仏棄釈運動が起こる。
- 1878年（明治11年） 300件余の宝物を当時の皇室に献納し、金一万円を下賜された。これがいわゆる「法隆寺献納宝物」で、第二次世界大戦後は大部分が東京国立博物館の所蔵となり、ごく一部が皇室御物および宮内庁保管となっている。
- 1882年（明治15年） 法相宗に転じる。
- 1884年（明治17年） フェノロサ、岡倉覚三（天心）らにより法隆寺の宝物調査が行われ、夢殿の救世観音像がこの時数百年ぶりに開扉されたという（異説もある）。
- 1903年（明治36年） 佐伯定胤が管主となり、廃仏毀釈で衰微していた唯識の教えを復興する。
- 1934年（昭和9年） 「昭和の大修理」が開始。
- 1939年（昭和14年） 「若草伽藍」発掘。
- 1944年（昭和19年） 太平洋戦争下の爆撃から守るため、解体していた部材を安堵村（現・安堵町）などに疎開させる[13]。
- 1947年（昭和22年） 復元中に天井板部材に建築当時の落書きがあることを発見[14]。
- 1949年（昭和24年） 1月26日、金堂より失火。壁画を焼損する。
- 1950年（昭和25年） 法相宗を離脱し、聖徳宗を開く。
- 1951年（昭和26年）6月9日、法隆寺境内、史跡に指定される。
- 1967年（昭和42年）10月20日、法隆寺境内、歴史的特別保存地区に指定される。
  - 焼損した金堂壁画再現事業が発願され、安田靫彦、前田青邨、橋本明治、吉岡堅二の4画伯が中心となり執筆される。
- 1969年（昭和44年）4月、金堂内陣上部小壁天人壁画再現事業を開始。
- 1971年（昭和46年）3月31日、金堂内陣上部小壁再現事業完成。4月2日 - 4日の3日間、聖徳太子1350年御聖諱法要が厳修される。
- 1985年（昭和60年） 6月30日、昭和の大修理完成。11月14日、法隆寺昭和大修理完成法要が厳修される。
- 1993年（平成5年）12月9日 ユネスコの世界遺産に登録。
- 2013年（平成25年）12月9日、大規模自然災害時には寺を緊急避難場所に開放する協定を斑鳩町と締結した[15][16]。境内の南大門前広場や聖徳会館を避難場所として提供する。
- 2015年（平成27年）11月11日、1949年の火災で焼失した金堂壁画について、文化庁などと共同で総合的な科学調査を実施すると発表[17]。
- 2023年（令和5年）9月7日、斑鳩町教育委員会が、「舟塚古墳」と呼称していた観光バス駐車場にある円形の植え込みで、奈良大学との共同発掘調査にて石室と副葬品を発見したと報じられた[18]。

明治時代になると神仏分離が行われ、鎮守社であった龍田明神（現・龍田神社）と天満宮（現・斑鳩神社）が法隆寺から独立している。1869年（明治2年）には天満宮に法隆寺境内にあった総社明神、五所明神、白山権現が移された。
しかし、廃仏毀釈の影響で寺の維持が困難となると、1878年（明治11年）には管長千早定朝の決断で、聖徳太子画像（唐本御影、いわゆる聖徳太子二王子像）をはじめとする300件余の宝物を当時の皇室に献納し、金一万円を下賜された。これらの宝物は「法隆寺献納宝物」と呼ばれ、その大部分は現在、東京国立博物館の法隆寺宝物館で保管されている。
明治の初め頃には真言宗に所属するようになっていたが、1882年（明治15年）には興福寺と共に法相宗として独立する。
1934年（昭和9年）から「昭和の大修理」が開始され、金堂、五重塔をはじめとする諸堂宇の修理が行われた。この間、1936年（昭和11年）2月21日には、河内大和地震により金堂の基壇に亀裂が入るなどの被害が生じている。
「昭和の大修理」は第二次世界大戦を挿んで半世紀あまり続き、1985年（昭和60年）に至ってようやく完成記念法要が行われた。この間、1949年（昭和24年）には修理解体中の金堂において火災が発生し、金堂初層内部の柱と壁画を焼損した。このことがきっかけとなって、文化財保護法が制定されたことはよく知られる。昭和の大修理の際に裏山に築堤（ちくてい）して貯水池を建設、そこから境内に地下配管して自然水利による消火栓を建設した。1949年（昭和24年）の金堂火災に際して、初期消火に活用された。
1950年（昭和25年）に法相宗から独立し、聖徳宗を設立している。
1981年（昭和56年）からは「昭和資財帳調査」として、寺内の膨大な文化財の再調査が実施され、多くの新発見があった。調査の成果は『法隆寺の至宝－昭和資財帳』として小学館から刊行されている。

## 法隆寺を巡る論争・研究

### 再建・非再建論争
明治時代の半ば（19世紀末頃）まで、法隆寺の西院伽藍の建物は創建以来一度も火災に遭っておらず、飛鳥時代に聖徳太子の建立したものがそのまま残っていると信じられていた。しかし、歴史学や建築史学の進歩とともに、現存する法隆寺の伽藍は火災で一度失われた後に再建されたものではないかという意見（再建論）が1887年（明治20年）頃から出されるようになった。
焼失と再建が疑われる時代には壬申の乱という大きな内乱が起きており、第38代天智天皇の息子である第39代弘文天皇の朝廷が天智天皇の弟とされる大海人皇子に敗北し、大海人皇子が第40代天皇になっている。その大海人皇子は鮮卑の建てた北魏（帝国）の文化の影響を大きく受けていた人物であるという説もある。
非再建論の主張
- （様式論）法隆寺の建築様式は他に見られない独特なもので、古風な様式を伝えている。薬師寺、唐招提寺などの建築が唐の建築の影響を受けているのに対し、法隆寺は朝鮮半島三国時代や、隋の建築の影響を受けている（関野貞）。
- （尺度論）薬師寺などに使われている基準寸法は（645年の大化の改新で定められた）唐尺であるが、法隆寺に使われているのはそれより古い高麗尺である（関野貞）。
- （干支一運錯簡論）『日本書紀』の法隆寺焼失の記事は年代が誤っており、干支が一巡する60年前の火災の記事（『聖徳太子伝補闕記』所収）を誤って伝えたものであろう（平子鐸嶺）。

再建論の主張
- 『聖徳太子伝補闕記』には荒唐無稽な記述が多く、これをもって『日本書紀』の記述を否定することはできない（喜田貞吉）。
- 再建時に元の礎石を再使用すれば古い尺度が使われることになるので、高麗尺が使われているといっても建設年代の決定的な証拠にはならない（喜田貞吉）。

『日本書紀』天智天皇9年（670年）4月30日条には「夜半之後、災法隆寺、一屋無余」（夜半之後（あかつき）、法隆寺に災（ひつ）けり、一屋（ひとつのいえ）も余ること無し）との記述があり、これを信じるならば、法隆寺の伽藍は670年に一度焼失し、現存する西院伽藍はそれ以後の再建ということになる。最初に再建論を唱えたのは旧水戸藩士で歴史家の菅政友とされ、黒川真頼（国学者・東京帝国大学教授）は天智9年（670年）4月に創建法隆寺は焼亡し、現在の西院伽藍は和銅年間（708年 - 715年）に再建したものという説を唱えた。小杉榲邨（国学者）も明治20年代に再建論を唱えている。一方、『書紀』の当該記述は信用できないとして、現存する西院伽藍は推古朝のもので、焼けてはいないとの主張（非再建論）が関野貞（建築史家）と平子鐸嶺（美術史家）により、1905年（明治38年）に相次いで発表された。建築史の研究者である関野は、建築様式や建築に用いた尺度などの観点から、西院伽藍は推古朝のものであるとした。関野によると、法隆寺西院伽藍の建築には、古い尺度である高麗尺が使用されているが、大化元年（645年）を境として以後は唐尺が使用されるようになった。したがって、西院伽藍は大化以前のものでなければならないとする。平子は「干支一運錯簡説」を唱えた。『書紀』は干支による紀年法を採用しているが、干支は60年で一巡するため、『書紀』の法隆寺火災の記事は実年代から60年ずれているとする説である。『聖徳太子伝補闕記』（ふけつき）という書物に「庚午年四月三十日夜半有災斑鳩寺」という記載があるが、平子はこの「庚午」を西暦670年ではなく聖徳太子在世中の610年のことであるとし、『書紀』の編者は、推古天皇18年（610年）の庚午年に起きた火災の話を誤って60年後の天智9年（670年）の庚午年の条に入れてしまった。また、610年の火災は小規模なもので、現存する西院伽藍は推古朝から焼けていないと主張した。
これにただちに反論したのが歴史家の喜田貞吉である。喜田は、焼失した伽藍が元の礎石を用いて再建されたのなら、尺度も古い高麗尺が使われているのは当然だとして関野説を批判した。平子説については、『補闕記』には信用できない記述が多く、これをもって『書紀』の670年法隆寺火災の記事を否定することはできないとして、これをも退けた。こうした再建論者・非再建論者の論争（法隆寺再建非再建論争）は昭和期まで続いた。
昭和期になると、関野貞、足立康らが「二寺説」あるいは「新非再建論」と呼ばれる新説を唱える。関野は従来の自説を改め、「二寺説」を発表した。法隆寺の境内、現・西院伽藍の南東に位置する空地には「若草伽藍跡」あるいは「若草寺跡」と呼ばれる場所があり、塔跡の古い礎石が残されていた。関野は、用明天皇のために造られた薬師如来を本尊とする伽藍（西院伽藍）と、聖徳太子のために造られた釈迦如来を本尊とする伽藍（若草伽藍）とは別の寺であり、670年に焼けたのは後者であるとした。二寺説は、古くは北畠治房（法隆寺村出身の元天誅組志士）という人物が唱えていたが、論文として公刊されたものでなかったため、一般には知られていなかった。足立康の「新非再建論」（1939年）は、用明天皇のために造られた薬師如来を本尊とする仮称「用明寺」と、聖徳太子のために造られた釈迦如来を本尊とする釈迦如来を安置する仮称「太子寺」とがあり、670年に焼けたのは前者であるとする。後に足立は、2つの寺院が対立していたのではなく、一つの法隆寺の中に釈迦像を祀る「釈迦堂」があって、その後身が現・西院伽藍であるとした。
1939年（昭和14年）に、石田茂作らによって若草伽藍跡の発掘調査が行われた。その結果、この伽藍は現存する西院伽藍（塔と金堂が東西に並ぶ）とは異なり、南に塔、北に金堂が南北方向に配置される「四天王寺式伽藍配置」であること、堂塔が真南に面しておらず、伽藍配置の中心軸が北西方向へ20度ずれていることがわかった。一方、現存する西院伽藍の堂塔は南を正面とし、伽藍の中心軸はほぼ地図上の南北に一致している（正確には北東方向へ3度ずれている）。したがって、仮に「若草寺」と「法隆寺」の2寺が同時に存在していたとすると、中心軸の方角が大きく異なる伽藍が近接して建っていたことになり、不自然である。また、若草伽藍跡から出土した瓦は、単弁蓮華文の軒丸瓦と手彫り忍冬唐草文の軒平瓦を組み合わせた、古い様式のものであった。こうしたことから、若草伽藍跡こそが創建法隆寺であり、これが一度焼失した後にあらためて建てられたものが現存する法隆寺西院伽藍であるということは定説となっている。
『資財帳』によれば、持統天皇7年（693年）、法隆寺にて仁王会が行われ、天蓋等が施入されていることから、現・西院伽藍のうち、少なくとも金堂はこの年までには建立されていたとみられる。同じく『資財帳』によれば、和銅4年（711年）には五重塔初層安置の塑像群と、中門安置の金剛力士（仁王）像が完成しており、同年頃までには五重塔、中門を含めた西院伽藍が建立されていたとみられる。以上のように、「再建非再建論争」に関しては再建論に軍配が上がった形である。ただし、創建法隆寺の焼失は『書紀』のいう670年であったのか否か、皇極天皇2年（643年）の上宮王家（聖徳太子の家）滅亡後、誰が西院伽藍を再建したのか、現存の西院伽藍が創建法隆寺とは別の位置に建てられ、建物の方位も異なっているのはなぜか（現存の西院伽藍がほぼ南北方向の中軸線に沿って建てられているのに対し、旧伽藍の中軸線はかなり北西方向に傾斜している）、金堂、五重塔などの正確な建立年はいつか、現・西院金堂安置の釈迦三尊像と薬師如来像は本来どこに安置されていたのかなど、未解明の謎はまだ残っている。現・西院伽藍のある土地は、かつて存在した尾根を削り、両側の谷を埋めて整地した後に建てられたことがわかっており、なぜそのような大規模な土木工事をしてまで伽藍の位置を移したのかも謎である。
非再建論の主な論拠は建築史上の様式論であり、関野貞の「一つの時代には一つの様式が対応する」という信念が基底にあった。一方、再建論の論拠は文献であり、喜田貞吉は「文献を否定しては歴史学が成立しない」と主張した。論争は長期に及びなかなか決着を見なかったが、1939年（昭和14年）、石田茂作によって聖徳太子当時のものであると考えられる前身の伽藍、四天王寺式伽藍配置のいわゆる「若草伽藍」の遺構が発掘されたことで、再建であることがほぼ確定した。また「昭和の大修理」で明らかになった新事実（現在の法隆寺に礎石が転用されたものであること、金堂天井に残されていた落書きの様式など）もそれを裏付けている。
2004年12月、若草伽藍跡の西側で、7世紀初頭に描かれたと思われる壁画片約60点の出土が発表された。この破片は1,000℃以上の高温にさらされており、建物の内部にあった壁画さえも焼けた大規模な火事であったと推察される。壁と共に出土した焼けた瓦は7世紀初頭の飛鳥様式であり、壁画の様式も線の描き方が現・法隆寺のものより古風であるという。出土した場所は、当時深さ約3メートルほどの谷であったところで、焼け残った瓦礫としてここに捨てられたと見られている。実際に焼失を裏付ける考古遺物が多数発見された。

#### 最近の研究
2004年（平成16年）、奈良文化財研究所は、仏像が安置されている現在の金堂の屋根裏に使われている木材の年輪を高精度デジタルカメラ（千百万画素）で撮影した。その画像から割り出した結果、建立した年の年輪年代測定を発表した。それによると、法隆寺金堂、五重塔、中門に使用されたヒノキやスギの部材は650年代末から690年代末に伐採されたものであるとされ、法隆寺西院伽藍は7世紀後半の再建であることが改めて裏付けられた。問題は、金堂の部材が年輪年代からみて650年代末から669年までの間の伐採で、日本書紀の伝える法隆寺炎上の年である670年よりも前の伐採とみられることである。伐採年が『日本書紀』における法隆寺の焼失の年（670年）を遡ることは、若草伽藍が焼失する以前に現在の伽藍の建築計画が存在した可能性をも示唆するものであるが、これについては、若草伽藍と現在の伽藍の敷地があまり重なり合っていないことから、現在の伽藍は若草伽藍が存在している時期に建設が開始されたのではないかと考える研究者も存在する。
なお、五重塔の心柱の用材は年輪年代測定によって確認できる最も外側の年輪が594年のものであり、この年が伐採年に極めて近いと発表されている。他の部材に比べてなぜ心柱材のみが特に古いのかという疑問が残った。心柱材については、聖徳太子創建時の旧材を転用したとも考えられている。
また、川端俊一郎は法隆寺の物差しは高麗尺ではなく、中国南朝尺の「材」であるとしている。

### 『隠された十字架』を巡る論争
1972年（昭和47年）に梅原猛が発表した論考『隠された十字架』は、西院伽藍の中門が4間で中央に柱が立っているという特異な構造に注目し、出雲大社との類似性を指摘して、再建された法隆寺は王権によって子孫（山背大兄王ら上宮王家）を抹殺された聖徳太子の怨霊を封じるための寺なのではないかとの説を主張した。歴史学研究者の間では、一般的な怨霊信仰の成立が奈良時代末期であることなどを指摘し、概ね梅原説には批判的であった。
梅原は、夢殿本尊の救世観音には背中がなく、体は空洞であるとした上で、この像は「前面からは人間に見えるが、実は人間ではない」「人間としての太子でなく、怨霊としての太子を表現」したものだとした。しかし、これは事実誤認で、実際には救世観音像は丸彫り像であり、背中の部分も造形されている。これはアーネスト・フェノロサの『東亜美術史綱』中の救世観音に係る記述に「背後は中空なり」とあり、フェノロサの誤記をそのまま引き継いだための誤解であろうと指摘されている。
また梅原は救世観音の光背が「直接、太い大きな釘で仏像の頭の真後ろにうちつけられている」としたうえで、「釘をうつのは呪詛の行為であり、殺意の表現なのである」とした。実際は、救世観音の後頭部にあるのは「太い釘」ではなく、単なる光背取り付け用の金具である。このように、仏像の後頭部に設けた金具や枘によって光背を固定している例は、法隆寺金堂四天王像、法隆寺献納宝物の四十八体仏（東京国立博物館蔵）などに例が見られ、「呪詛の行為」等の解釈は当たらない。このように、梅原の『隠された十字架』の所説は基本的な事実誤認に基づいて推論を重ねている部分が多いため、美術史家からは厳しい評価を受けており、ほとんどの美術史家はあえて正面から反論しなかった。
とはいえ、本書が与えた影響は大きなものがあり、山岸凉子は本書に直接のインスピレーションを得て『日出処の天子』を発表したという。また建築家の武澤秀一は、中門の中心にある柱が怨霊封じのためであるという梅原の説は退けつつも、梅原の問題提起を高く評価し、イーフー・トゥアンなど現象学的空間論を援用しながら、法隆寺西院伽藍の空間設計が、それ以前の四天王寺様式が持つ圧迫感を和らげるために考案されたものであり、先行する百済大寺（武澤は吉備池廃寺を百済大寺に比定して論を展開している）や川原寺で試みられた「四天王寺様式を横にした」空間構築の完成形であったのではないかと論じている。

## 金堂
国宝。入母屋造の二重仏堂。桁行五間、梁間四間、二重、初層裳階付。上層には部屋はなく、外観のみである。二重目の軒を支える四方の龍の彫刻を刻んだ柱は構造を補強するため修理の際に付加されたものであるが、その年代については諸説ある。金堂の壁画は日本の仏教絵画の代表作として国際的に著名なものであったが、1949年（昭和24年）、壁画模写作業中の火災により、初層内陣の壁と柱を焼損した。黒こげになった旧壁画（重要文化財）と柱は現存しており、寺内大宝蔵院東側の収蔵庫に保管されているが、非公開である。なお、解体修理中の火災であったため、初層の裳階（もこし）部分と上層のすべて、それに堂内の諸仏は難を免れた。この火災がきっかけで文化財保護法が制定され、火災のあった1月26日が文化財防火デーになっている（金堂壁画については別項「法隆寺金堂壁画」を参照）。堂内は中の間、東の間、西の間に分かれ（ただし、これらの間に壁等の仕切りがあるわけではない）、それぞれ釈迦如来、薬師如来、阿弥陀如来を本尊として安置する。
- 釈迦三尊像（国宝） - 「歴史」の項で述べた、推古天皇31年（623年）、止利仏師作の光背銘を有する像で、日本仏教彫刻史の初頭を飾る名作である。図式的な衣文の処理、杏仁形（アーモンド形）の眼、アルカイック・スマイル（古式の微笑）、太い耳朶（耳たぶ）、首に三道（3つのくびれ）を刻まない点など、後世の日本の仏像と異なった様式を示し、大陸風が顕著である（本像の詳細については別項法隆寺金堂釈迦三尊像を参照）。
- 薬師如来坐像（国宝） - 「歴史」の項で述べた東の間本尊。本像の脇侍とされる日光・月光菩薩像は別に保管されるが、作風が異なり、本来一具のものではない。
- 阿弥陀三尊像（重要文化財） - 鎌倉時代の慶派の仏師・康勝の作。元来の西の間本尊が中世に盗難に遭ったため、新たに作られたもの。全体の構成、衣文などは鎌倉時代の仏像にしては古風で、東の間の薬師如来像を模したと思われるが、顔の表情などは全く鎌倉時代風になっている。両脇侍のうち勢至菩薩像は幕末から明治初期の時代に行方不明になり[44]、現在は、フランス・ギメ美術館蔵となっている。現在金堂にある勢至菩薩像はギメ美術館の像を模して1994年（平成6年）に新たに鋳造されたものである[45]。
- 四天王立像（国宝） - 飛鳥時代。広目天・多聞天像の光背裏刻銘に山口大口費らの作とある。同じ堂内の釈迦三尊像、薬師如来像が銅造であるのに対し、木造彩色である。後世の四天王像と違って、怒りの表情やポーズを表面に表さず、邪鬼の上に直立不動の姿勢で立つ。
- 毘沙門天・吉祥天立像（国宝） - 中の間本尊釈迦三尊像の左右に立つ、平安時代の木造彩色像。記録（『金堂日記』）から承暦2年（1078年）の作とされる。なお、中の間と西の間の本尊の頭上にある天蓋（重要文化財）も飛鳥時代のものである（東の間の天蓋は鎌倉時代）。

1949年（昭和24年）に焼損した壁画については「法隆寺金堂壁画」を参照。金堂の焼損した壁画と内陣の部材は、大宝蔵殿裏の収蔵庫に保管され、長年非公開となっている。収蔵庫の耐震性に問題がないことが判明したことから、法隆寺では焼損壁画を将来公開する方向であり、2021年（令和3年）を目途に公開の時期と方法が検討されている。

## 五重塔
国宝。木造五重塔として現存世界最古のもの。裳階付きで、高さは32.55mであり、初重から五重までの屋根の逓減率（大きさの減少する率）が高いことがこの塔の特色で、五重の屋根の一辺は初重屋根の約半分である。初層から四重目までの柱間は通例の三間だが、五重目のみ二間とする。初重内陣には東面・西面・南面・北面それぞれに塔本四面具（国宝）と呼ばれる塑造の群像を安置する（計80点の塑像が国宝）。この塑像に使用された粘土は、寺の近くの土と成分がほぼ等しいことから近くの土で作られたと推測される。東面は『維摩経』（ゆいまきょう）に登場する、文殊菩薩と維摩居士の問答の場面、北面は釈迦の涅槃、西面は分舎利（インド諸国の王が釈尊の遺骨すなわち仏舎利を分配）の場面、南面は弥勒の浄土を表す。北面の釈迦の入滅を悲しむ仏弟子の像が特に有名である。その弟子集団の中の3体は、耳の無い、口先のとがった、眼のつりあがった頭部をしており、それぞれ馬頭形、鳥頭形、鼠頭形とよばれる。これらは十二支をかたどっているとも、薬師如来をまもる十二神将であるともいわれる。五重塔初層内部にも壁画（現在は別途保管、重要文化財）があったが、漆喰が上から塗られたことなどが原因で剥落してしまっている。心礎（心柱の礎石）は、地下3メートルにあり、心礎内からは1926年（大正15年）にガラス製の舎利壺とこれを納める金製、銀製、響銅製の容器からなる舎利容器が発見された。なお、舎利容器は、調査後、元の場所に納められている。

## 大宝蔵院
百済観音像をはじめとする寺宝を公開している。百済観音堂および東宝殿、西宝殿からなる建物で1998年（平成10年）に完成した。

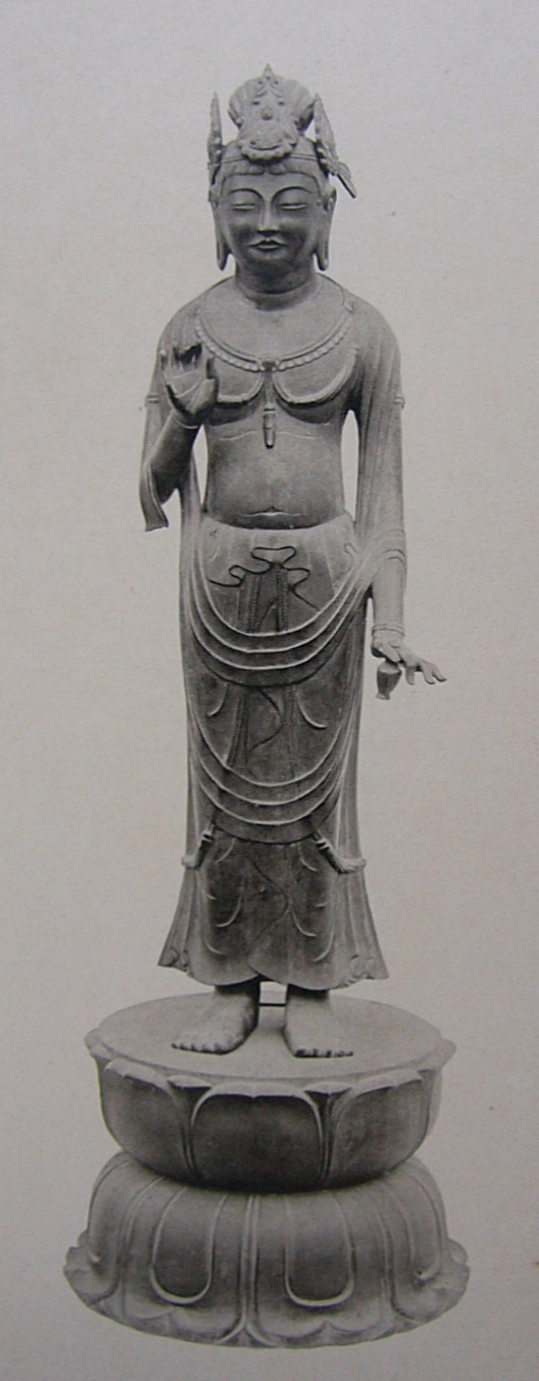
銅造観音菩薩像（夢違観音）

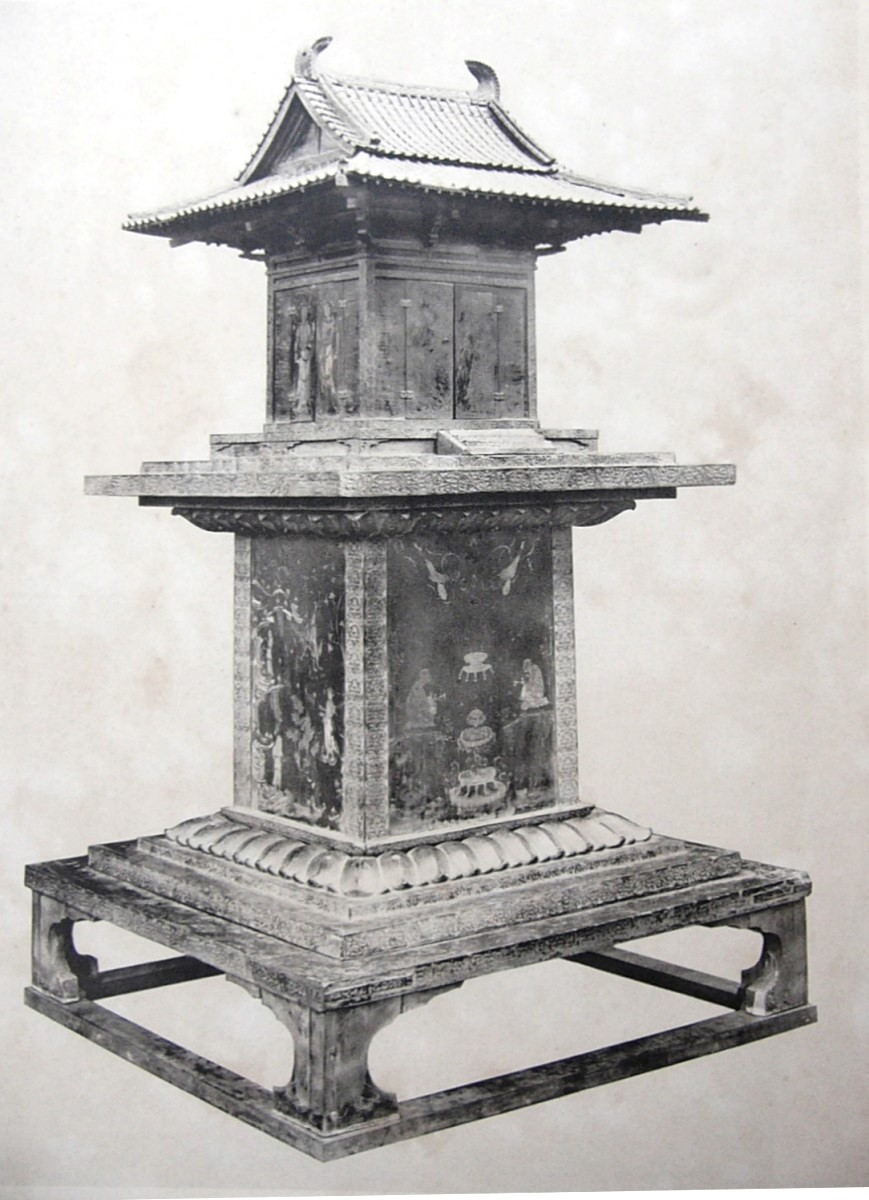
玉虫厨子

- 観音菩薩立像（百済観音、国宝） - 飛鳥時代、木造。元は金堂内陣の裏側に安置されていた。細身で九頭身の特異な像容を示す。和辻哲郎の『古寺巡礼』をはじめ、多くの文芸作品の中で絶賛されてきた著名な像であるが、その伝来や造像の経緯などはほとんど不明である。「百済観音」の通称は近代になってからのもので、明治初期まで寺内では「虚空蔵菩薩像」と呼ばれていた。詳しい解説は別項「百済観音」を参照。
- 観音菩薩立像（九面観音、国宝） - 唐から将来の像。香木を用い、彩色を施さず白木で仕上げた、いわゆる檀像と呼ばれる像である。細かい装身具、体部から遊離している耳飾や天衣まで完全に一木で彫り上げた技巧的な像である。
- 観音菩薩立像（夢違観音、国宝） - 飛鳥時代後期（白鳳期）、銅造。元は東院絵殿の本尊。悪夢を良夢に替えてくれるという伝説からこの名がある。
- 地蔵菩薩立像（国宝） - 平安時代、木造。奈良県桜井市の大神神社（おおみわじんじゃ）の神宮寺である大御輪寺（だいごりんじ）にあったが、明治の神仏分離で法隆寺へ移された。大宝蔵院ができるまでは金堂内陣の裏側に安置されていた。
- 六観音像（重要文化財） - 飛鳥時代後期（白鳳期）、木造。六観音像と通称され、重要文化財の指定名称は「観音・勢至菩薩」「日光・月光菩薩」「文殊・普賢菩薩」となっているが、本来の名称は明らかでない。少しずつ様式の異なる3対の像から成る。東京の根津美術館には、この六観音像と酷似した菩薩像があり、元は8体あったものともいわれる。
- 梵天・帝釈天立像、四天王立像（重要文化財） - いずれも奈良時代の塑像で、元は食堂（じきどう）本尊の薬師如来像を囲んで安置されていたものである。
- 玉虫厨子（国宝） - 飛鳥時代。元は金堂に安置されていた仏堂形の厨子である。建築様式的には法隆寺の西院伽藍よりやや古い時代を示し、飛鳥時代の建築、工芸の遺品として重要である。透かし彫りの飾金具の下に本物の玉虫の羽を敷き詰めて装飾したことからこの名がある。現在、玉虫の羽は一部に残るのみで、当初の華麗さを想像するのは難しい。厨子の扉や壁面の装飾画も著名で、釈迦の前世物語である『捨身飼虎図』（しゃしんしこず）、また『施身聞偈図』（せしんもんげず）は特によく知られる。5年の歳月と1億円以上費用をかけて作成された復刻版が寄贈されている。
- 阿弥陀三尊像及び厨子（橘夫人厨子、国宝） - 飛鳥時代後期（白鳳期）。やはり金堂に安置されていたもの。厨子内の阿弥陀三尊像は飛鳥時代後期（白鳳期）の金銅仏の代表作で、蓮池から生じた3つの蓮華の上に三尊像が表されている。
- 金堂小壁画（重要文化財） - 1949年（昭和24年）の金堂の火災の際、取り外されていたため難を免れた小壁の天人の壁画20面である。20面のうち一部が展示されている。

また、仏画、仏具、舞楽面、経典なども随時展示替えをしつつ公開されている。保存上の理由から常時公開されていない寺宝として四騎獅子狩文錦（唐時代、国宝）、黒漆螺鈿卓（平安時代、国宝）などがある。

## 伽藍

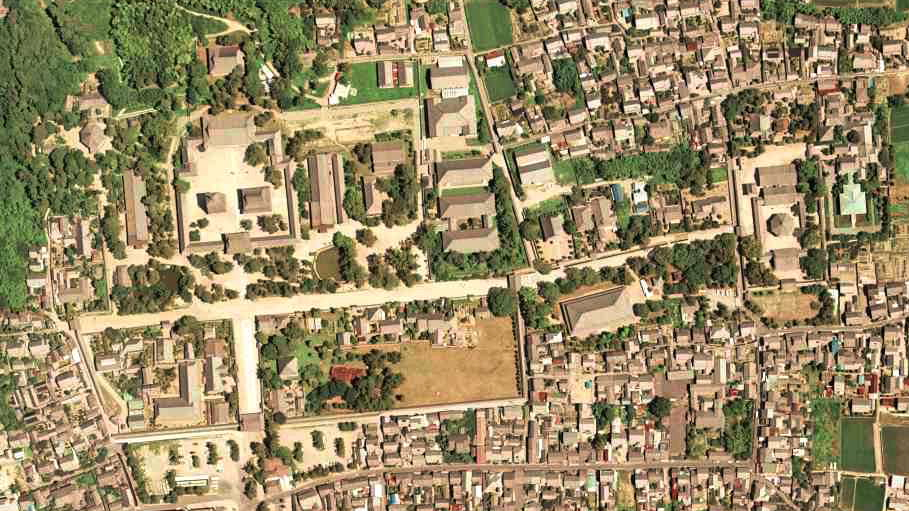
法隆寺伽藍の空中写真（1985年）

諸堂に安置される仏像についての詳細は「法隆寺の仏像」を参照。

### 西院伽藍

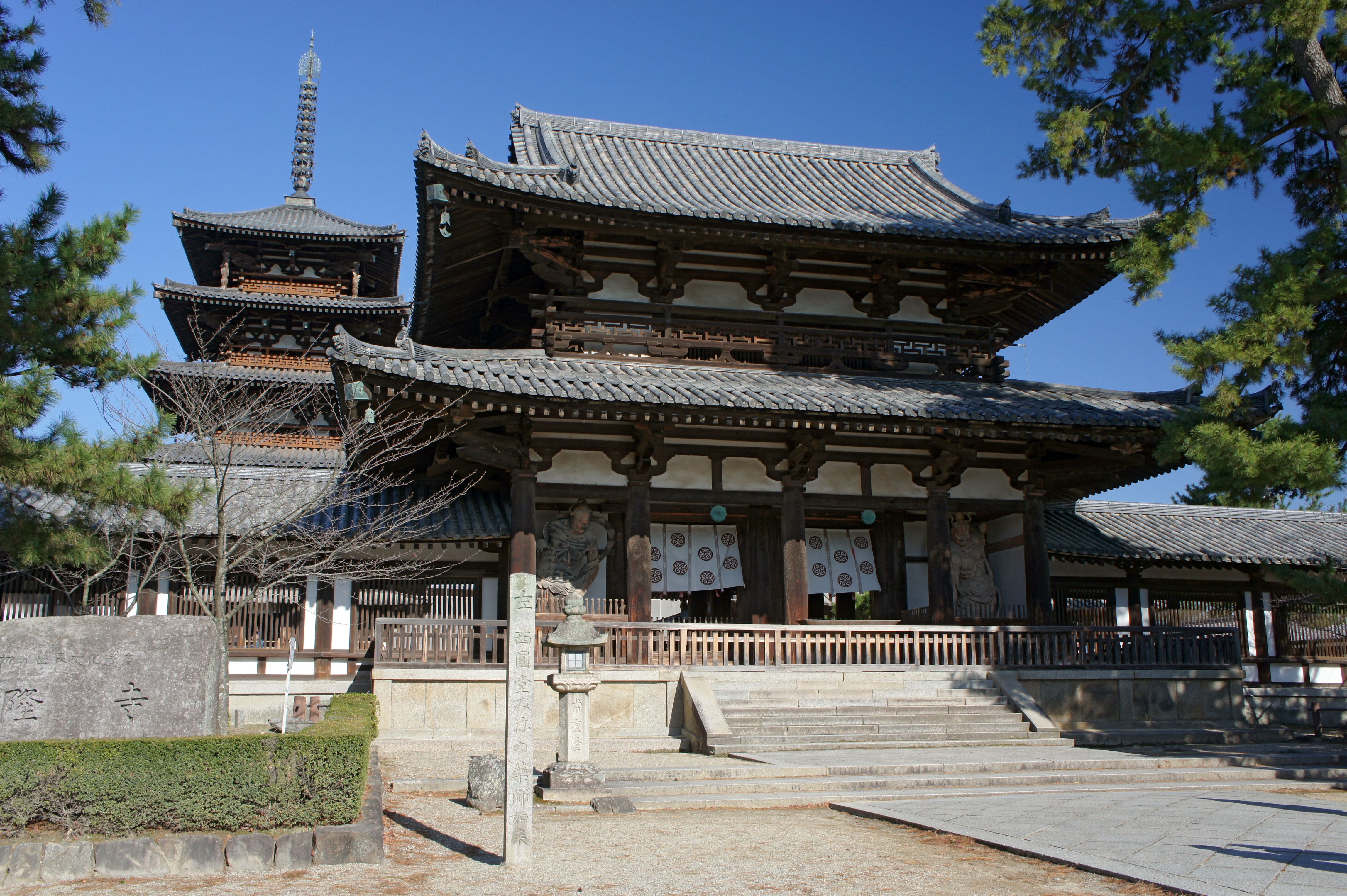
中門

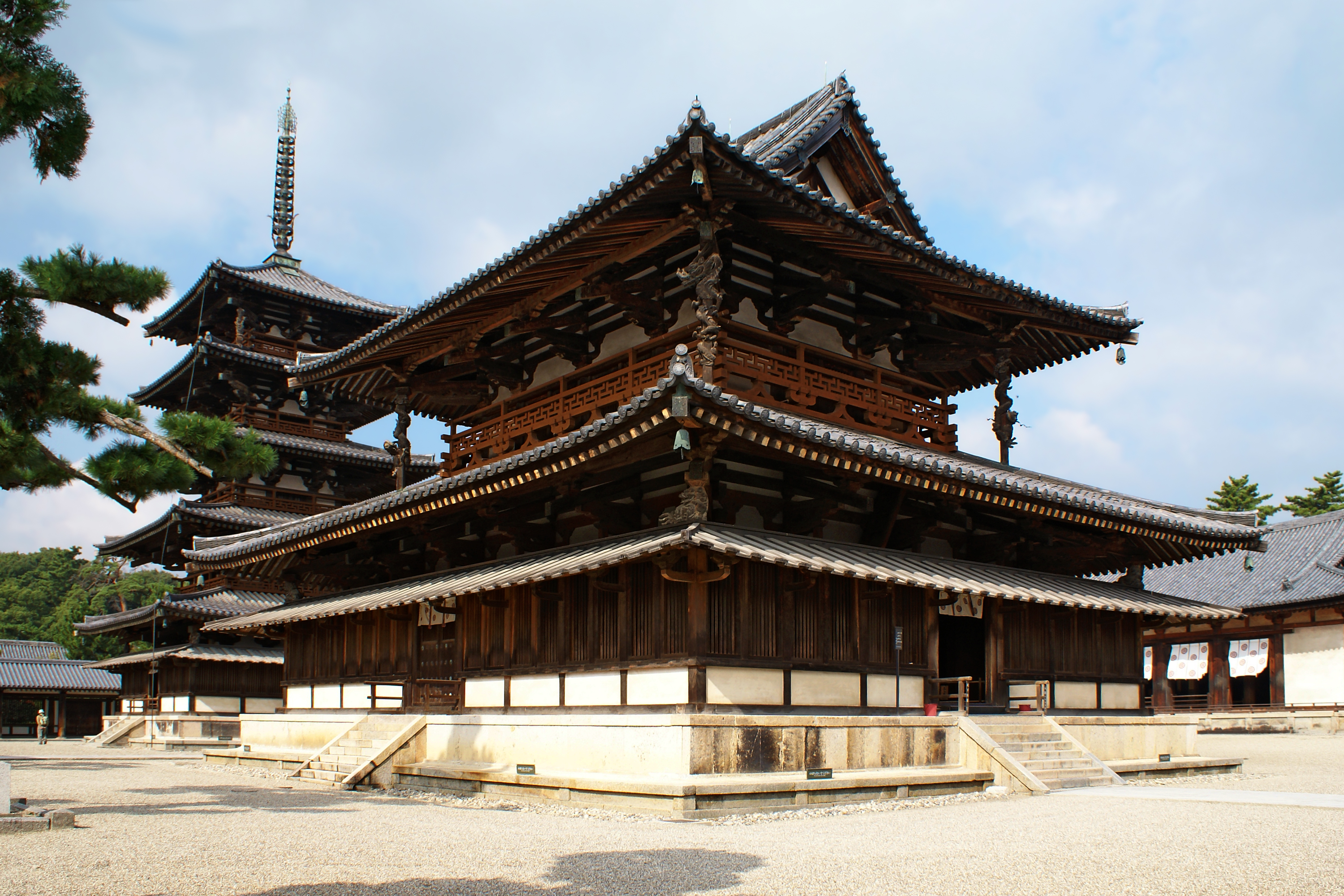
金堂

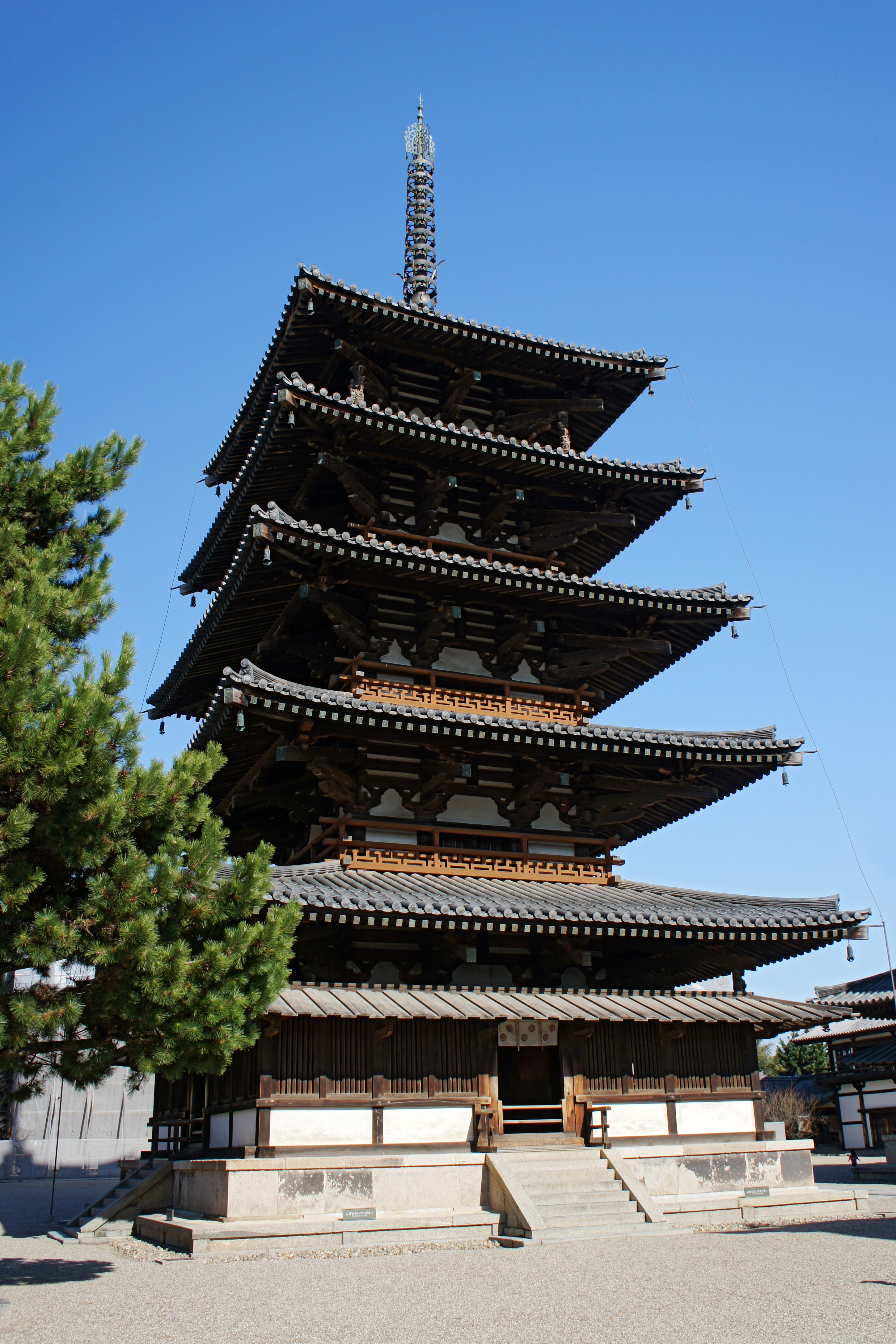
五重塔

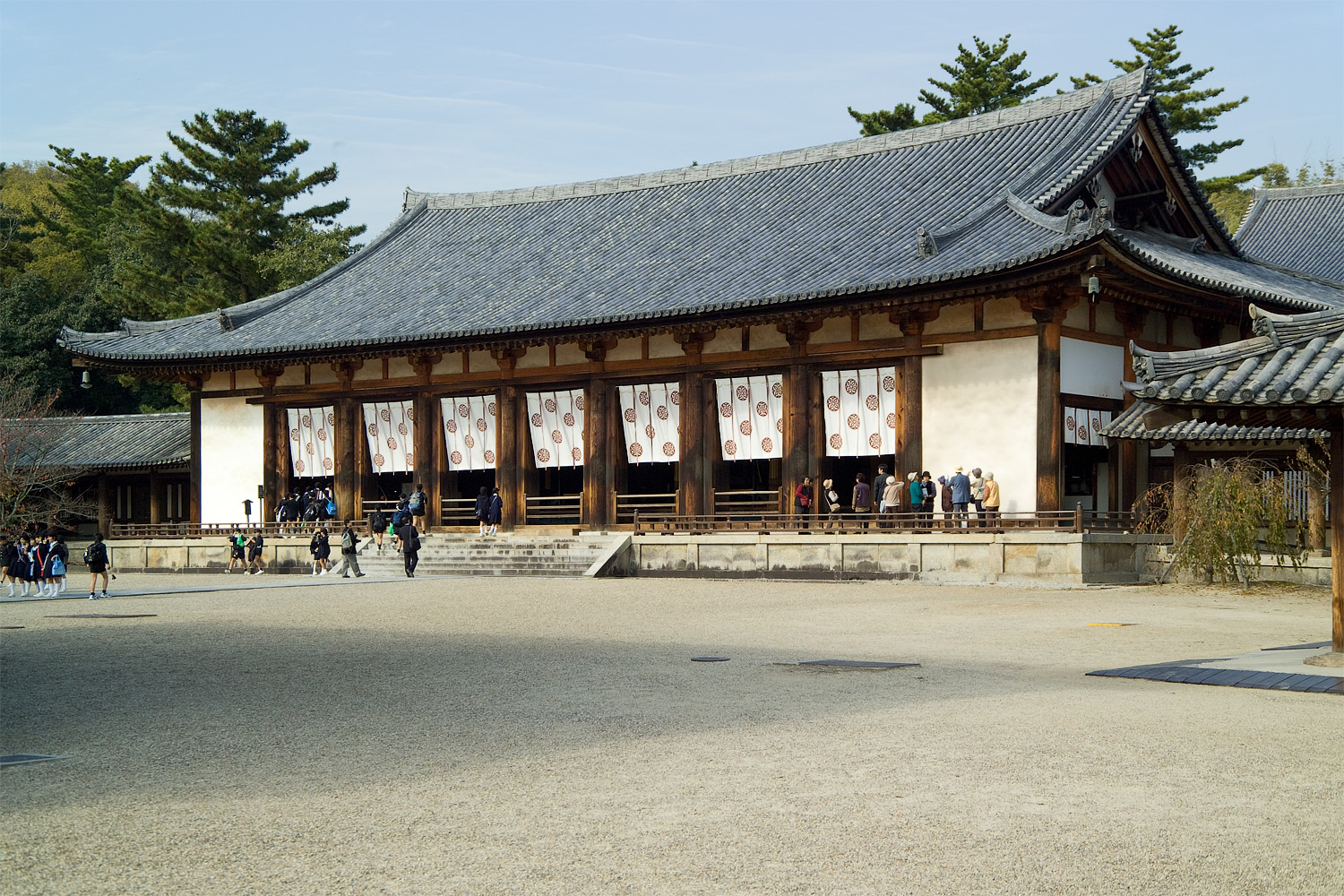
大講堂

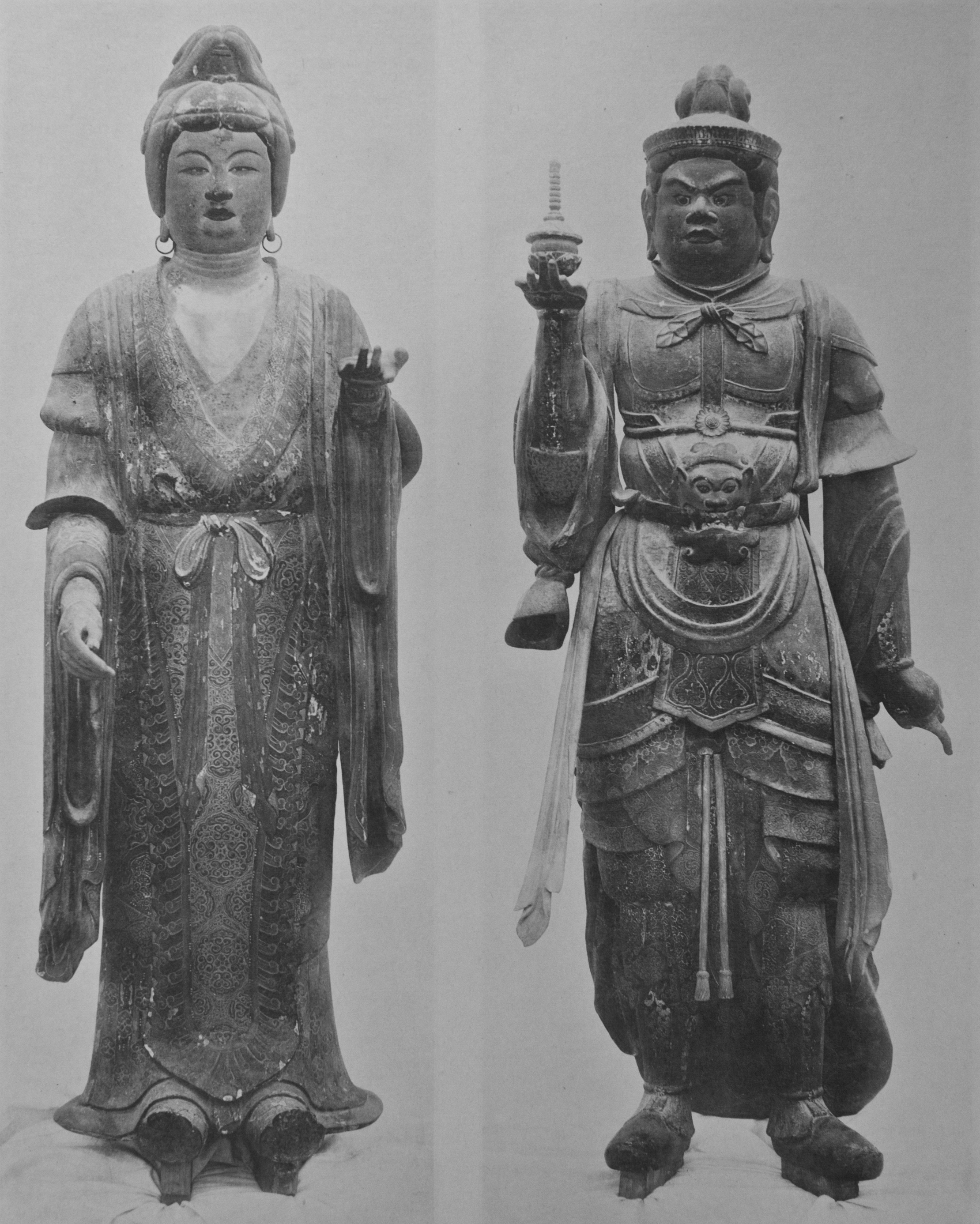
木造毘沙門天（右）・吉祥天（左）像（金堂）

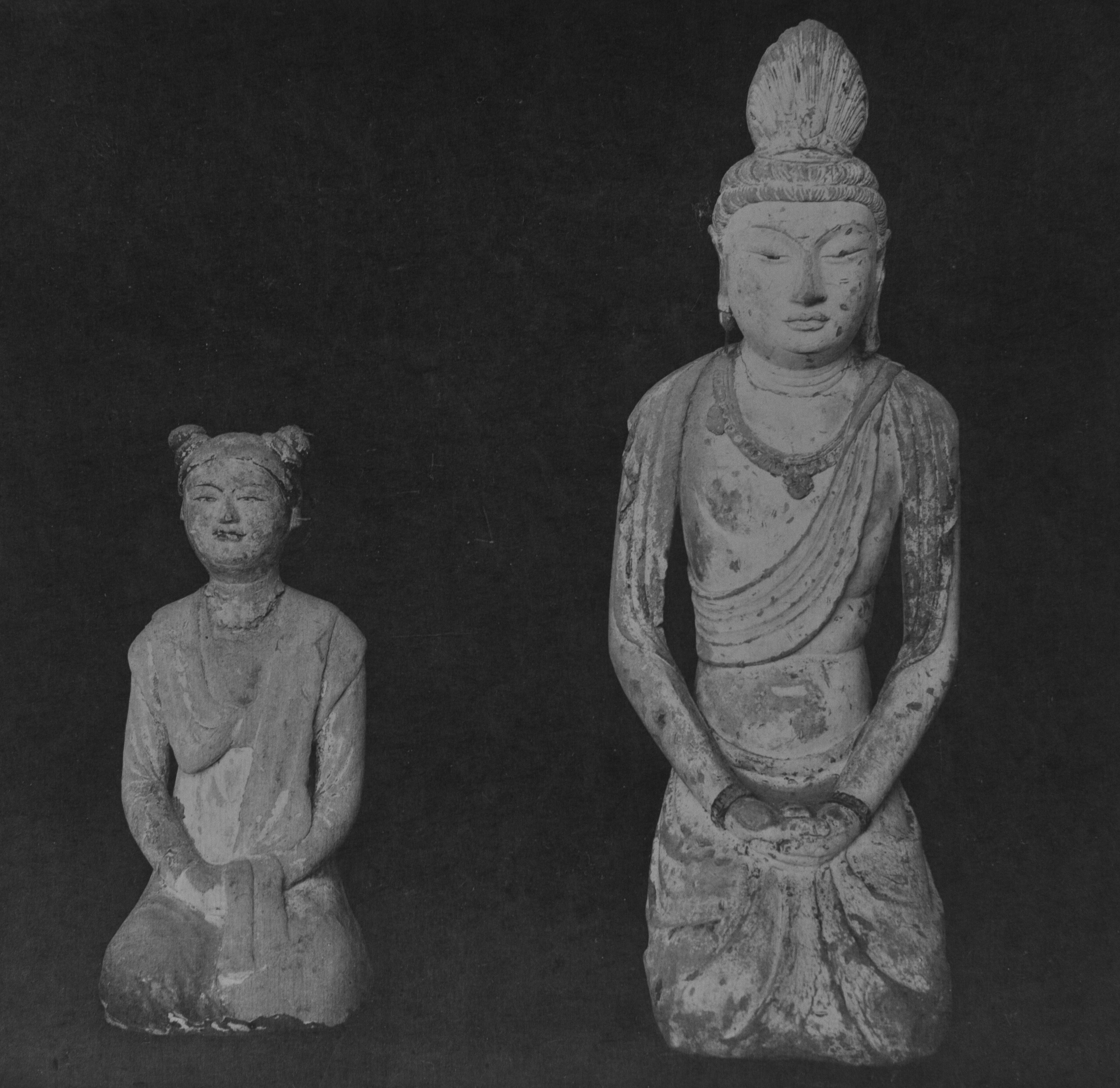
塑造塔本四面具（五重塔安置）のうち東面侍者像（左）、北面菩薩像（右）

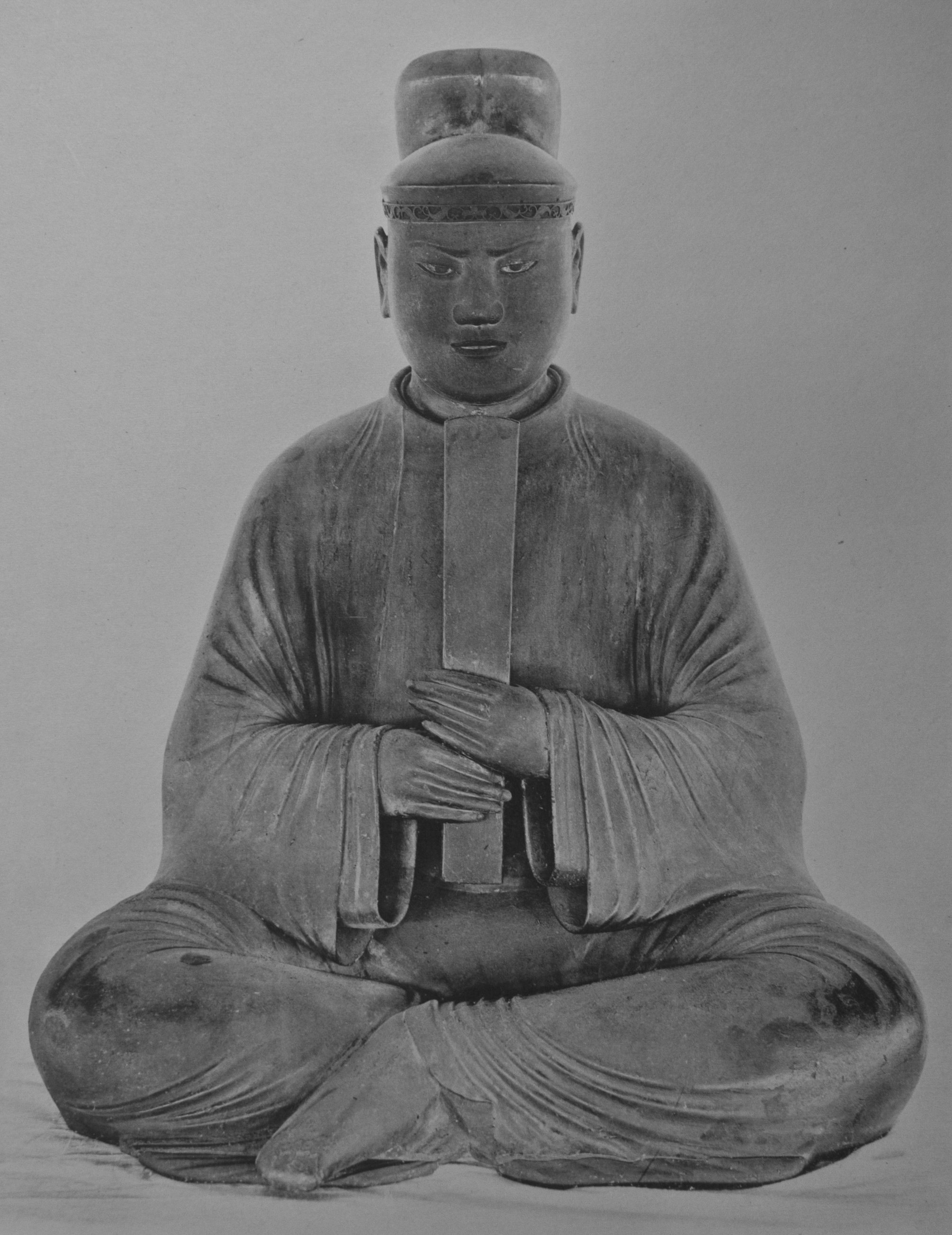
木造聖徳太子像（聖徳太子及び侍者像のうち、聖霊院）

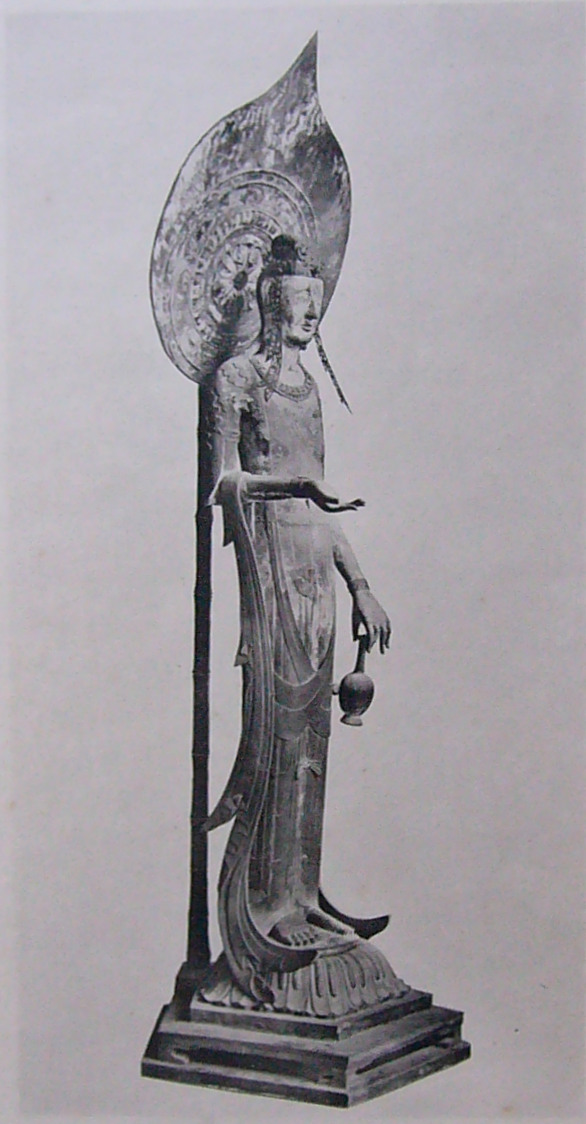
木造観音菩薩像（百済観音）

西院伽藍は南大門を入って正面のやや小高くなったところに位置する。向かって右に金堂、左に五重塔を配し、これらを平面「凸」字形の廻廊が囲む。廻廊の南正面に中門（ちゅうもん）を開き、中門の左右から伸びた廻廊は北側に建つ大講堂の左右に接して終わっている。廻廊の途中、「凸」字の肩のあたりには東に鐘楼、西に経蔵がある。以上の伽藍を西院伽藍と呼んでいる。金堂、五重塔、中門、廻廊は聖徳太子在世時のものではなく7世紀後半頃の再建であるが、世界最古の木造建造物群であることは間違いない。金堂・五重塔・中門にみられる建築様式は、組物（軒の出を支える建築部材）に雲斗、雲肘木と呼ばれる曲線を多用した部材を用いること、建物四隅の組物が斜め（45度方向）にのみ出ること、卍くずしの高欄（手すり）、それを支える「人」字形の束（つか）などが特色である。これらは法隆寺金堂・五重塔・中門、法起寺三重塔、法輪寺三重塔（焼失）のみにみられる様式で、飛鳥様式とされる。
- 金堂（国宝） - 天智天皇9年（670年）の火災後の再建。解説は既述。
- 五重塔（国宝） - 天智天皇9年（670年）の火災後の再建。解説は既述。
- 大講堂（国宝） - 桁行九間、梁間四間、入母屋造、本瓦葺き。平安時代の延長3年（925年）に焼失後の、正暦元年（990年）に再建。薬師三尊像（平安時代、国宝）と四天王像（重要文化財）を安置する。
- 経蔵（国宝） - 奈良時代の楼造（二階建）建築。観勒僧正坐像（重要文化財）を安置するが、内部は非公開。
- 鐘楼（国宝） - 経蔵と対称位置に建つが、建立時代は平安時代。
- 廻廊（国宝） - 金堂などとほぼ同時期の建立。廊下であるとともに、聖域を区切る障壁でもある。ただし、大講堂寄りの折れ曲がり部分より北は平安時代の建立である。当初の廻廊は大講堂前で閉じており、大講堂は廻廊の外にあった。
- 中門（国宝） - 入母屋造の二重門。正面は四間二戸、側面は三間。日本の寺院の門は正面の柱間が奇数（3間、5間、7間等）になるのが普通だが、この門は正面柱間が4間で、真中に柱が立つ点が特異である。門内の左右に塑造金剛力士立像を安置する。日本最古（8世紀初）の仁王像として貴重なものであるが、風雨にさらされる場所に安置されているため補修が甚だしく、吽形（うんぎょう）像の体部は木造の後補に代わっている。門は現在、出入り口としては使用されず、金堂等の拝観者は廻廊の西南隅から入る。
- 上御堂（重要文化財） - 大講堂の真裏（北）に建つ。鎌倉時代の建立。釈迦三尊像（国宝）、四天王立像（重要文化財）を安置。通常非公開だが、毎年11月1日 - 3日に限り堂内を公開。
- 総社
- 西円堂（国宝） - 西院伽藍の西北の丘の上に建つ八角円堂。伝承は県犬養三千代の建立とするが、現存のものは鎌倉時代の建立。堂内の空間いっぱいに坐す本尊薬師如来坐像（国宝）は、奈良時代の乾漆像。本尊台座周囲には小ぶりな十二神将立像（重要文化財）、千手観音立像（重要文化財）を安置する。大和北部八十八ヶ所霊場第51番札所。
- 鐘楼
- 薬師坊庫裏（重要文化財） - 西円堂の背後に建つ。
- 地蔵堂（重要文化財） - 西円堂の東側石段下に建つ。地蔵菩薩半跏像（重要文化財）を安置。
- 三経院（国宝） - 西院伽藍の西側、聖霊院と対称的な位置に建つ。鎌倉時代の建立。阿弥陀如来坐像（重要文化財）持国天・多聞天立像（重要文化財）を安置。
- 西室（国宝） - 三経院の北に接続して建つ。
- 弁天社
- 西大門
- 西園院 - 法隆寺の本坊（住職の居所）。南大門を入って左側、築地塀の内側にある。
  - 客殿（重要文化財）
  - 新堂（重要文化財） - 持仏堂。薬師三尊像（重要文化財）、四天王像（重要文化財）を安置。
  - 庫裏
  - 寺務所
  - 上土門（あげつちもん、重要文化財） - 上土門はここ以外には法輪寺にしかなく、貴重である。
  - 唐門（重要文化財）
- 大湯屋（重要文化財） - 西園院の西方、築地塀の内側にある。
  - 大湯屋表門（重要文化財）
- 鵤文庫
- 護摩堂 - 南大門を入って右側の子院・弥勒院に接して建つ。不動明王及び二童子像（重要文化財）、弘法大師坐像（重要文化財）を安置。
- 聖霊院（しょうりょういん、国宝） - 西院伽藍の東側に建つ、聖徳太子を祀る堂。鎌倉時代の建立。この建物は本来は東室の一部であったが、保安2年（1121年）にこれを再建する時に南半を改造して聖霊院とし、聖徳太子像を祀った。現在の聖霊院は弘安7年（1284年）に改築されたものである。聖徳太子及び眷属像（平安時代、国宝）、如意輪観音半跏像（重要文化財）、地蔵菩薩立像（重要文化財）を安置。太子の命日の旧暦2月22日を中心に（現在は3月22日 - 24日）、法隆寺最大の行事であるお会式（おえしき）が、またその前夜には逮夜法要が行われる。
- 東室（ひがしむろ、国宝） - 聖霊院の北に接続して建つ。後世の補修・改造が多いが、基本的には奈良時代の建築で、当時の僧坊建築の遺構として貴重である。
- 妻室（つまむろ、重要文化財） - 平安時代建立。東室の東に建つ細長い建物。
- 綱封蔵（こうふうぞう、国宝） - 聖霊院の東に建つ。奈良時代から平安初期に建てられた倉庫である。
- 食堂（じきどう、国宝） - 奈良時代建立。西院伽藍の東方北寄りに建つ。食堂本尊の薬師如来坐像（重要文化財）は奈良時代の塑像だが補修が多い。本尊以外の仏像は大宝蔵院に移されている。
- 細殿（ほそどの、重要文化財） - 鎌倉時代建立。食堂に並んで建てられている。
- 大宝蔵院 - 1998年（平成10年）完成。解説は既述。
  - 百済観音堂 - 1998年（平成10年）建立。
  - 東宝殿 - 1998年（平成10年）建立。
  - 西宝殿 - 1998年（平成10年）建立。
  - 中門 - 1998年（平成10年）建立。
- 工芸収納庫
- 収蔵庫
- 大宝蔵殿 - 大宝蔵院とは別の建物。1939年（昭和14年）の建築で、大宝蔵院が完成するまではこの大宝蔵殿で多くの寺宝が公開されていた。現在は、春・秋の観光シーズンのみ開館し、大宝蔵院に展示しきれない様々な寺宝を公開している。
  - 中倉
  - 南倉
  - 北倉 - 北倉は倉庫として使われている。
- 東大門（国宝） - 西院から東院へ向かう道筋に建つ、奈良時代の八脚門。
- 古材収納庫
- 聖徳会館
- 旧富貴寺羅漢堂（重要文化財） - 西院から東院へ向かう道筋の南側、築地塀の内側にひっそりと建つ。元は奈良県磯城郡川西町の富貴寺にあり、荒れ果てていたのを細川護立（侯爵、美術史家）がその部材を引き取って保存した後、法隆寺へ寄進。平安時代の三重塔の初層のみが残ったものと思われ、初層のみが再建されて羅漢堂とされた。
- 南大門（国宝） - 西院伽藍の南方、境内入口に建つ。入母屋造の一重門。室町時代の永享10年（1438年）に当時の西大門を移築したもの。建築当初は切妻屋根であった。

### 東院伽藍
東院伽藍は聖徳太子一族の住居であった斑鳩宮の跡に建立された。『法隆寺東院縁起』によると、天平11年（739年）、斑鳩宮が荒廃しているのを見て嘆いた僧行信により創建された。廻廊で囲まれた中に八角円堂の夢殿が建ち、廻廊南面には礼堂、北面には絵殿及び舎利殿があり、絵殿及び舎利殿の北に接して伝法堂が建つ。

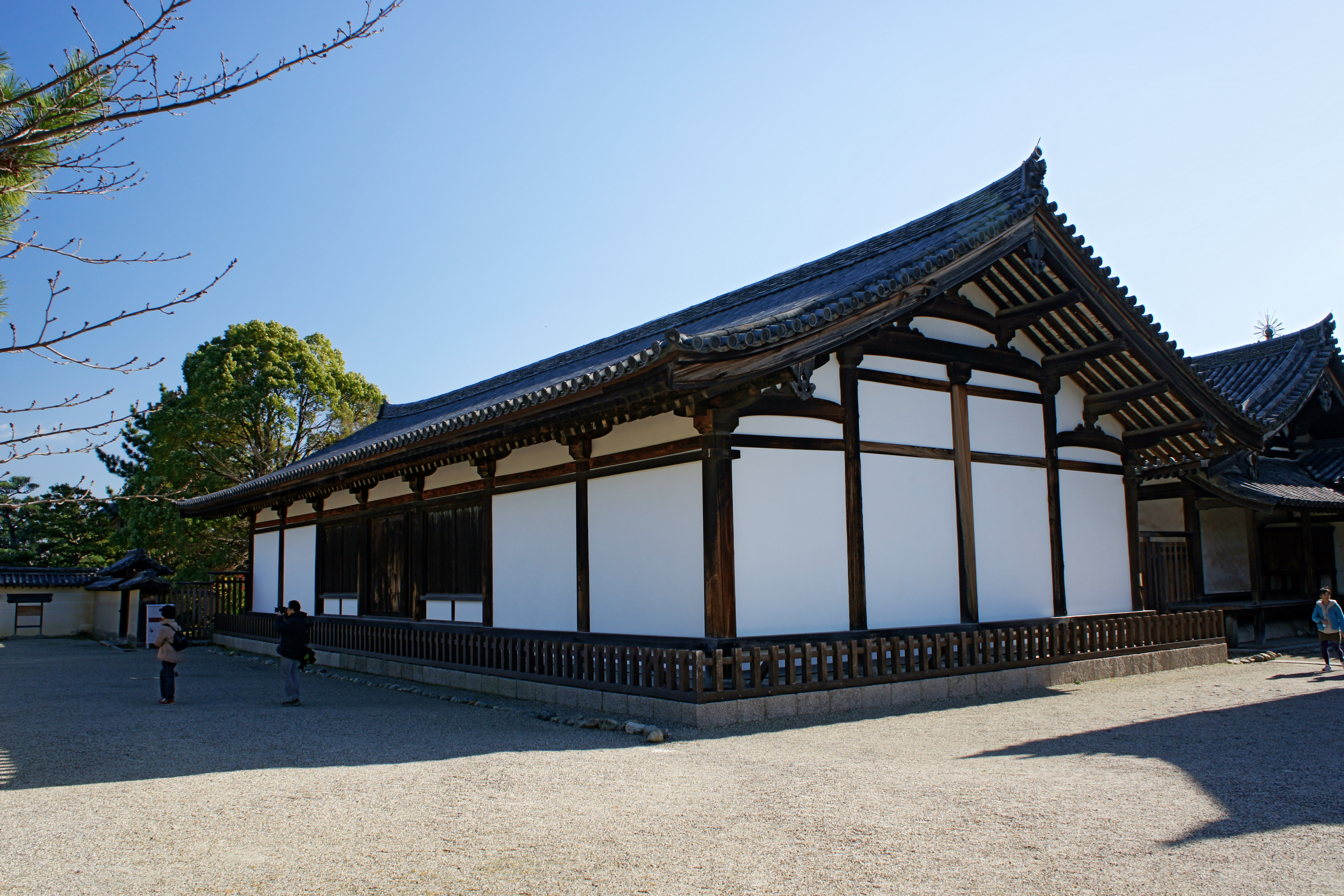
伝法堂

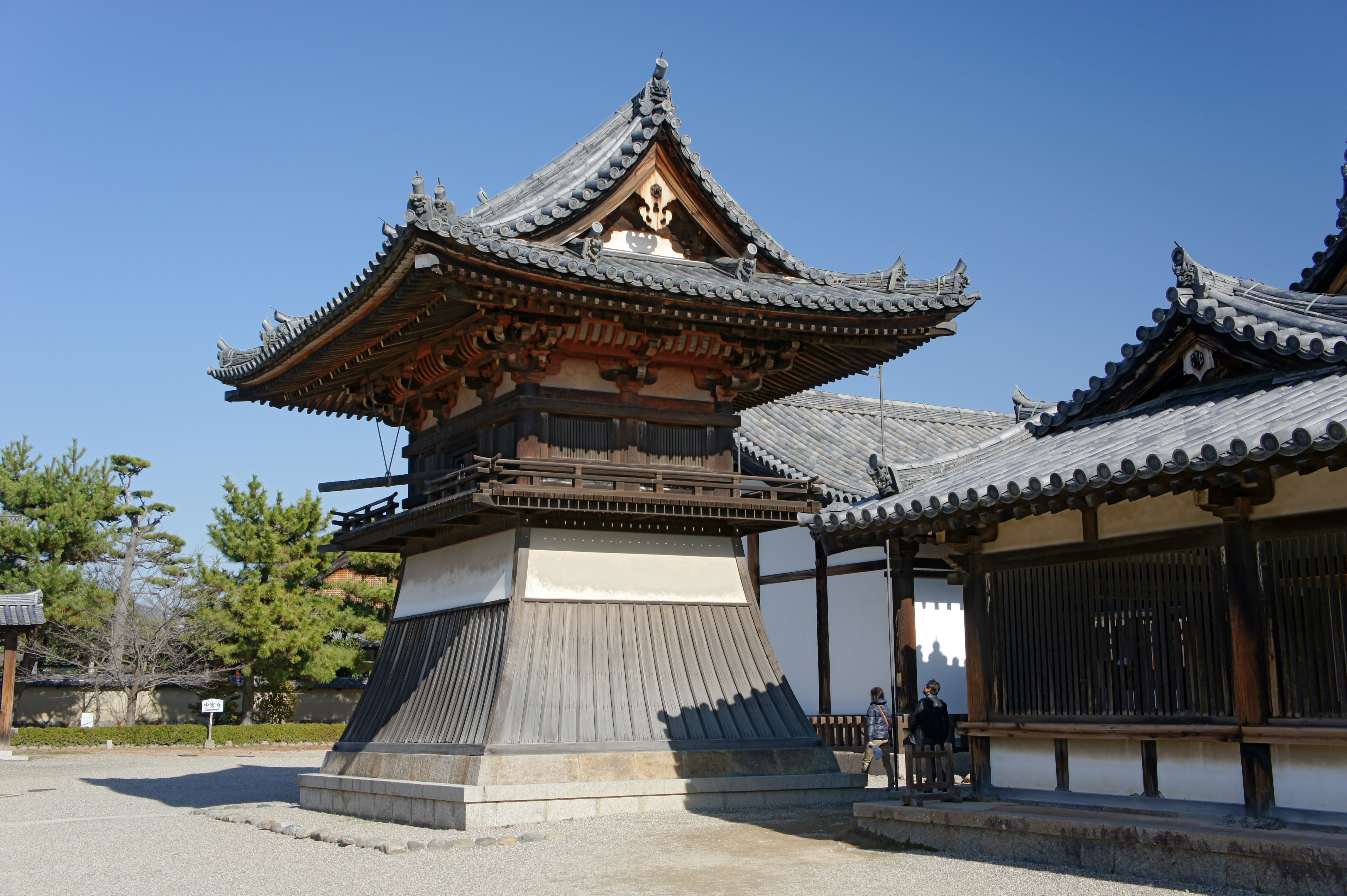
東院鐘楼

- 夢殿（国宝） - 奈良時代建立の八角円堂。堂内に聖徳太子の等身像とされる救世観音像を安置する。夢殿は天平11年（739年）の法隆寺東院創立を記す『法隆寺東院縁起』の記述からその頃の建築と考えられているが、これを遡る天平9年（737年）の『東院資財帳』に「瓦葺八角仏殿一基」の存在が記され、その頃に創立された可能性も考えられている。8世紀末頃には「夢殿」と呼称される。奈良時代の建物ではあるが、鎌倉時代に軒の出を深くし、屋根勾配を急にするなどの大修理を受けている。昭和の大修理の際にも屋根を奈良時代の形式に戻すことはしなかったため、現状の屋根形状は鎌倉時代のものである。基壇は二重で、最大径が11.3メートル。堂内は石敷。堂内の八角仏壇も二重で、その周囲に8本の入側柱が立ち、入側柱と側柱の間には繋虹梁を渡す。入側柱と側柱は堂の中心に向かってわずかに傾斜して立つが、これは「内転び」と呼ばれる唐渡来の手法である[47]。
  - 観音菩薩立像（救世観音、国宝） - 飛鳥時代、木造。夢殿中央の厨子に安置する。長年秘仏であり、白布に包まれていた像で、明治初期に岡倉覚三（天心）とフェノロサが初めて白布を取り、「発見」した像とされている（岡倉らによる「発見」については伝説化されている部分もあり、それ以前の数百年間、誰も拝んだ者がいなかったのかどうかは明らかでない）。現在も春・秋の一定期間しか開扉されない秘仏である。保存状態が良く、当初のものと思われる金箔が多く残る。
  - 行信僧都坐像（国宝） - 奈良時代の乾漆像。行信は東院の建立に尽力した人物である。吊り目の怪異な容貌が特色。
  - 道詮律師坐像（国宝） - 平安時代初期の作。この時代の仏像はほとんどが木彫であるが、本像は珍しい塑造である。道詮は荒廃していた東院の復興に尽力した人物である。
  - 聖観音立像（重要文化財） - 救世観音の背後に立つ。
- 絵殿（重要文化財） - 鎌倉時代の建立。絵殿には、摂津国（現在の大阪府北部など）の絵師である秦致貞（はたのちてい、はたのむねさだ）が延久元年（1069年）に描いた『聖徳太子絵伝』の障子絵（国宝）が飾られていた。太子の生涯を描いた最古の作品であるが、1878年（明治11年）に皇室に献上され、現在は「法隆寺献納宝物」として東京国立博物館の所蔵となっている。絵殿には江戸時代に描かれた『聖徳太子絵伝』が代わりに飾られている。
- 舎利殿（重要文化財）
- 廻廊（重要文化財）
- 礼堂（重要文化財）
- 伝法堂（国宝）- 切妻造、本瓦葺き、桁行七間、梁間四間。内部は床を張り、天井を張らない化粧屋根裏とする。橘夫人（伝承では県犬養橘三千代（藤原不比等夫人、光明皇后母）とされるが、現在では孫にあたる聖武天皇夫人・橘古那可智とする説が有力）の住居を移転して仏堂に改めたものとされ、奈良時代の住宅遺構としても貴重である。昭和大修理時の調査の結果、この堂は他所から移築され改造された建物で、前身建築は住居であったと分かった。堂内には多数の仏像を安置するが通常は公開していない。内陣は中の間、東の間、西の間に分かれ、それぞれ乾漆造阿弥陀三尊像（奈良時代、重要文化財）が安置される。他に梵天・帝釈天立像、四天王立像、薬師如来坐像、釈迦如来坐像、弥勒仏坐像、阿弥陀如来坐像（各木造、平安時代、重要文化財）を安置する。
- 東院鐘楼（国宝） - 鎌倉時代建立。
- 四脚門（重要文化財） - 鎌倉時代建立。
- 南門（重要文化財） - 別名は不明門。長禄3年（1459年）建立。

### 子院
- 中院 - 境内西端にある。
  - 本堂（重要文化財）
- 宝珠院 - 境内西端にある。堂内に文殊菩薩騎獅像（重要文化財）を安置。
  - 本堂（重要文化財）
- 律学院 - 西院から東院へ向かう道筋の北側にある。
  - 本堂（重要文化財）
- 宗源寺 - 西院から東院へ向かう道筋の北側にある。
  - 四脚門（重要文化財）
- 福園院 - 西院から東院へ向かう道筋の南側にある。
  - 本堂（重要文化財）
- 北室院 - 東院伽藍の北方にある。本堂には阿弥陀三尊像（重要文化財）を安置する。
  - 本堂（重要文化財）
  - 太子殿（重要文化財）
  - 表門（重要文化財）
- 地蔵院
- 宝光院
- 弥勒院
- 実相院
- 普門院
- 観音院
- 福生院
- 円成院 - 大宝蔵院の裏にある。

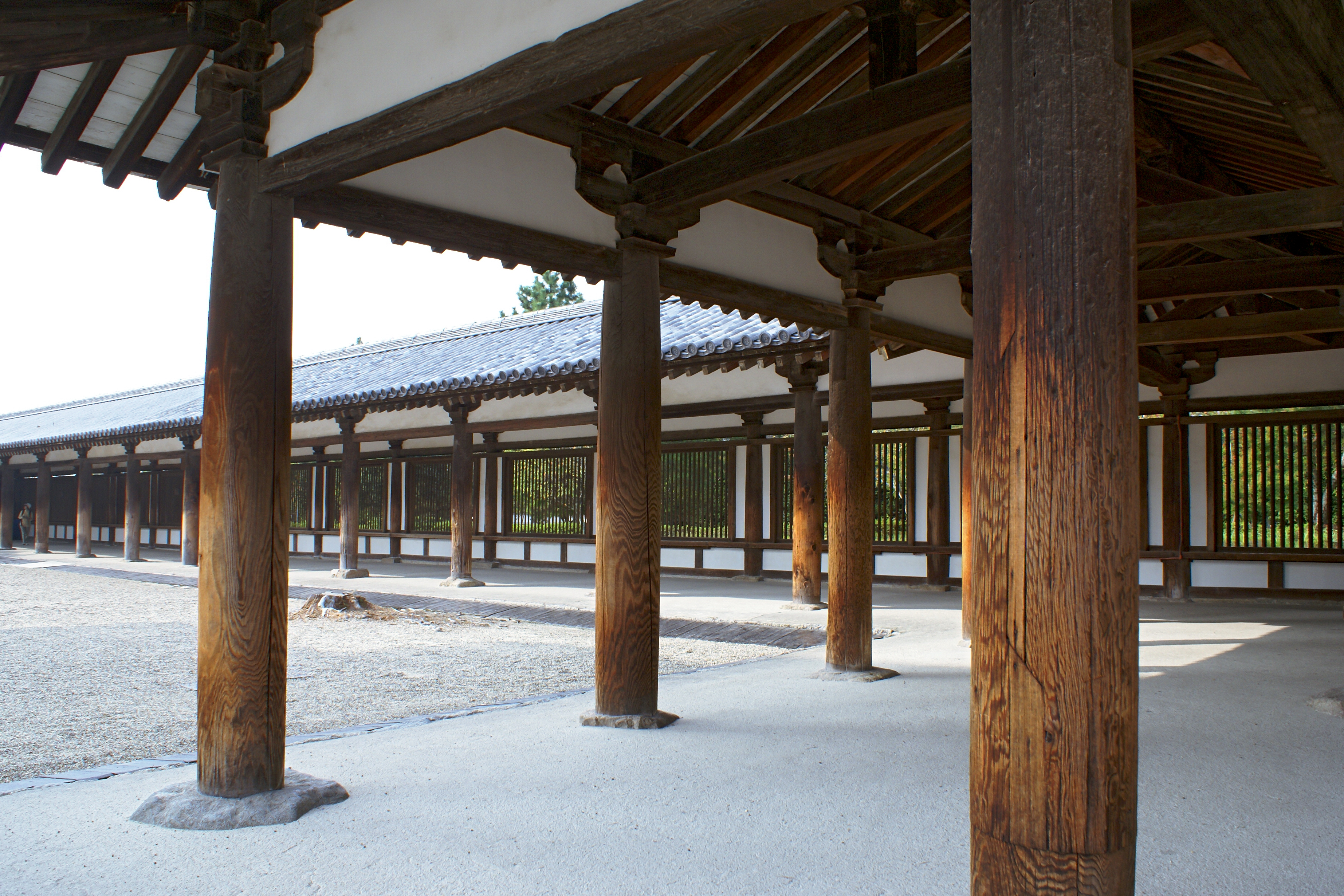
西院伽藍廻廊
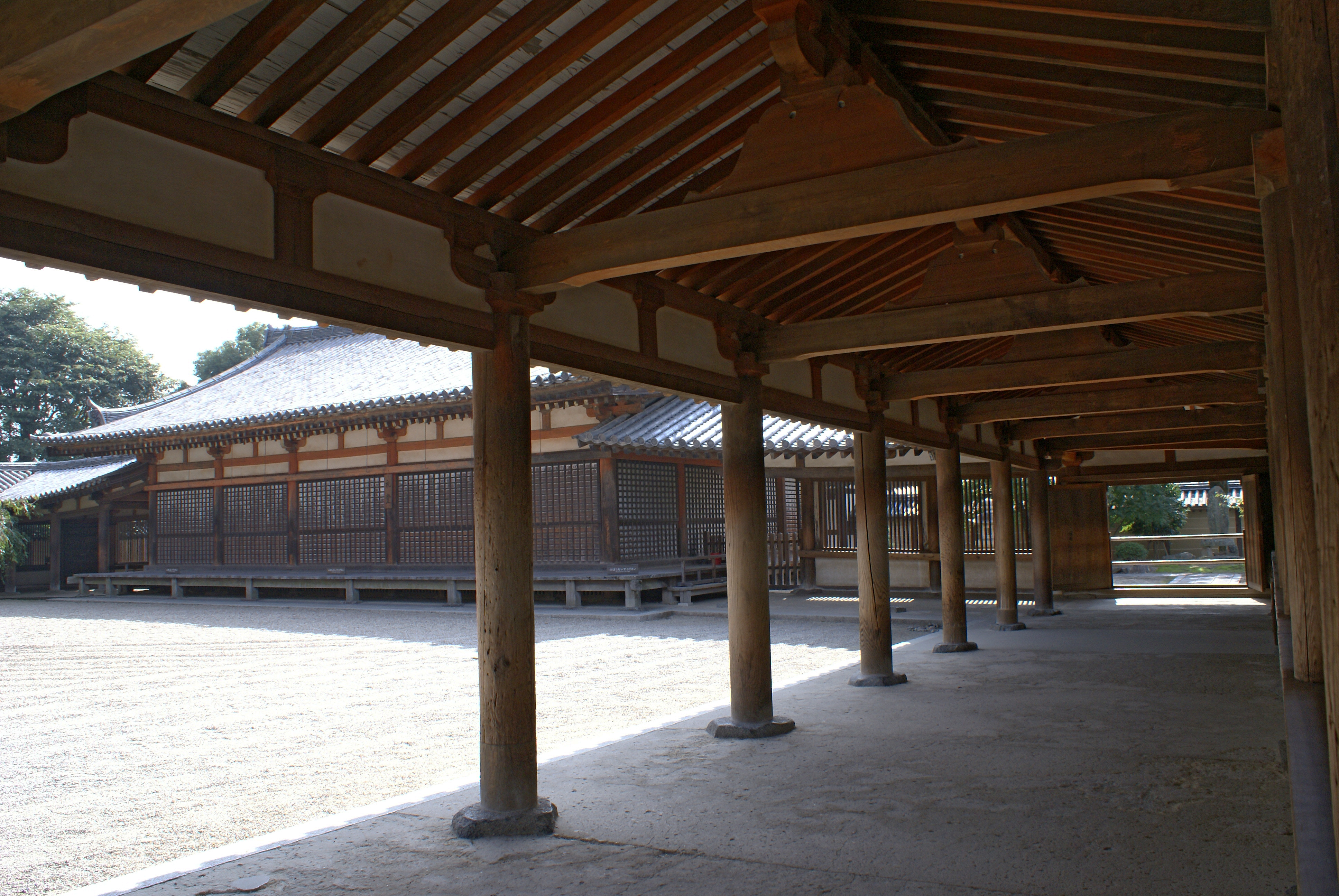
東院回廊と礼堂
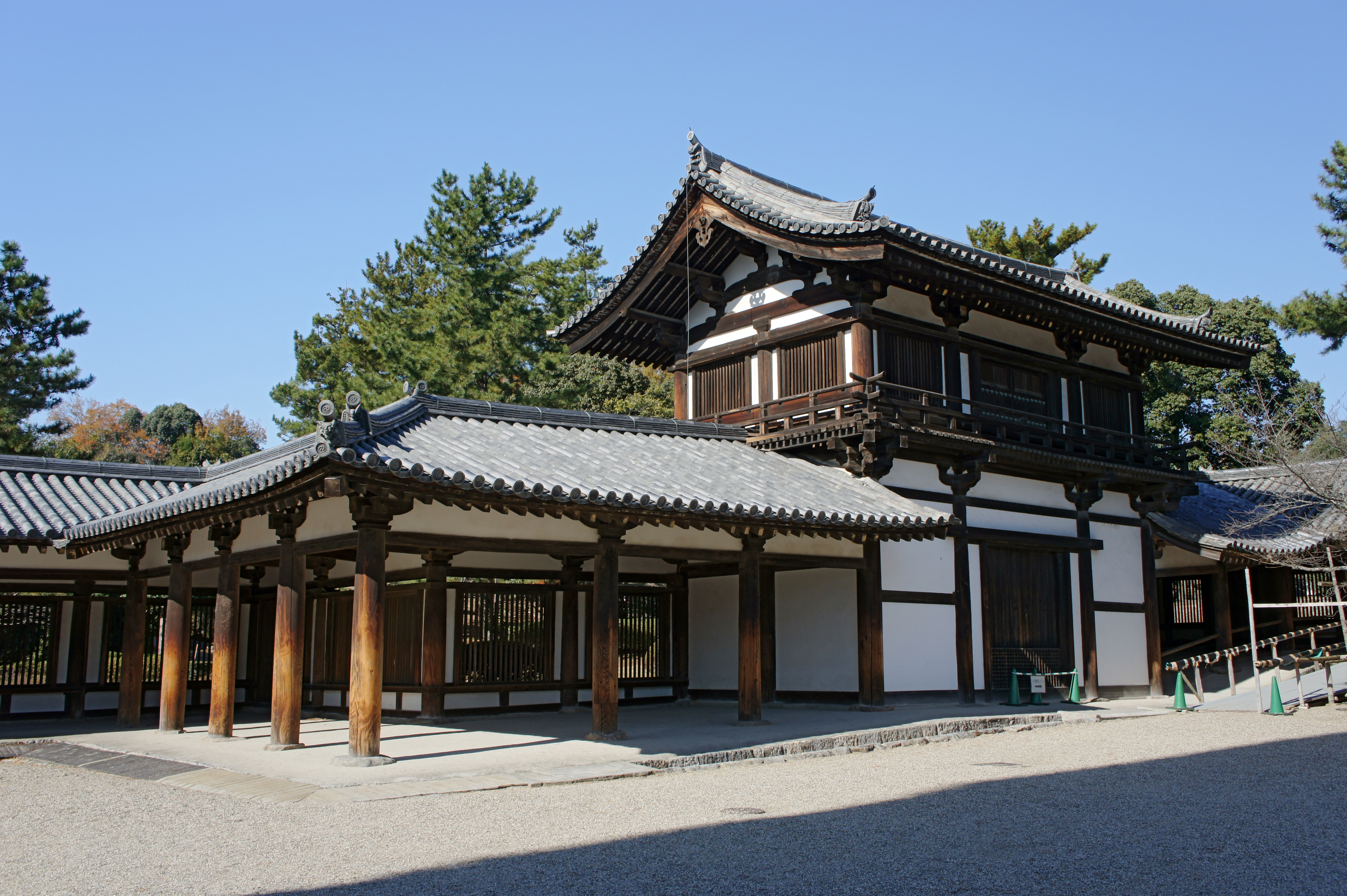
経蔵
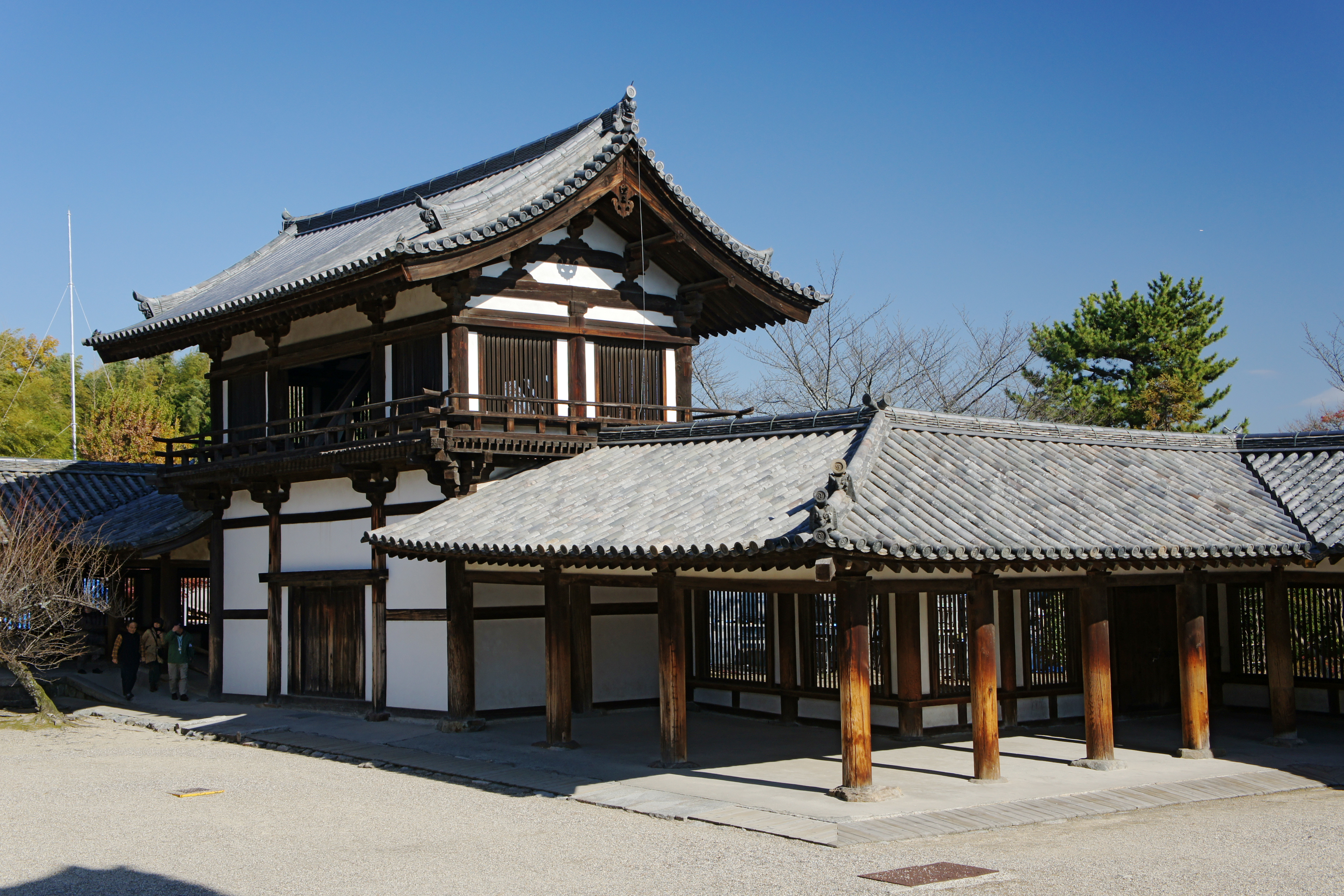
西院鐘楼
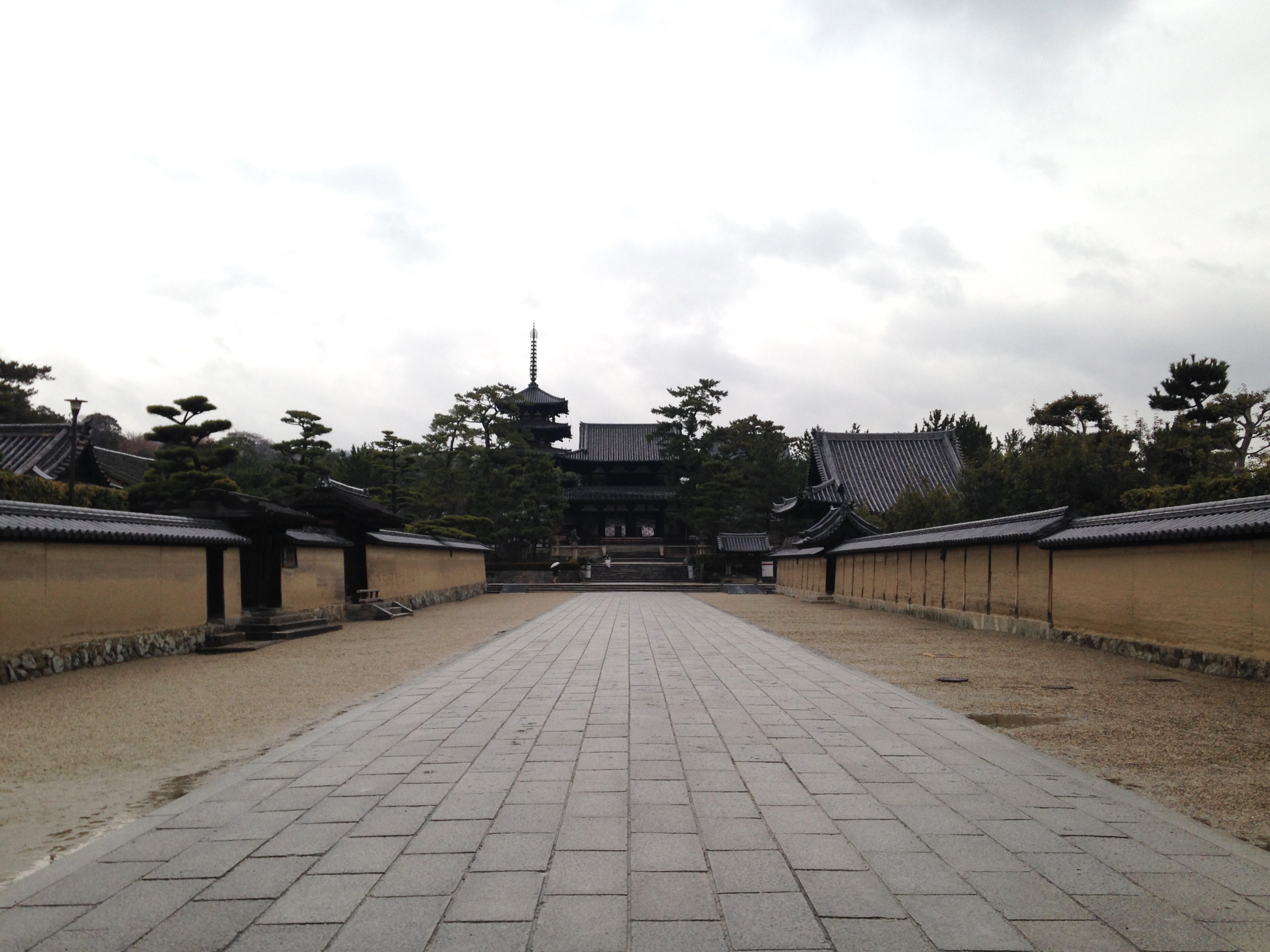
南大門から西院伽藍を望む（左右の築地塀は重要文化財）
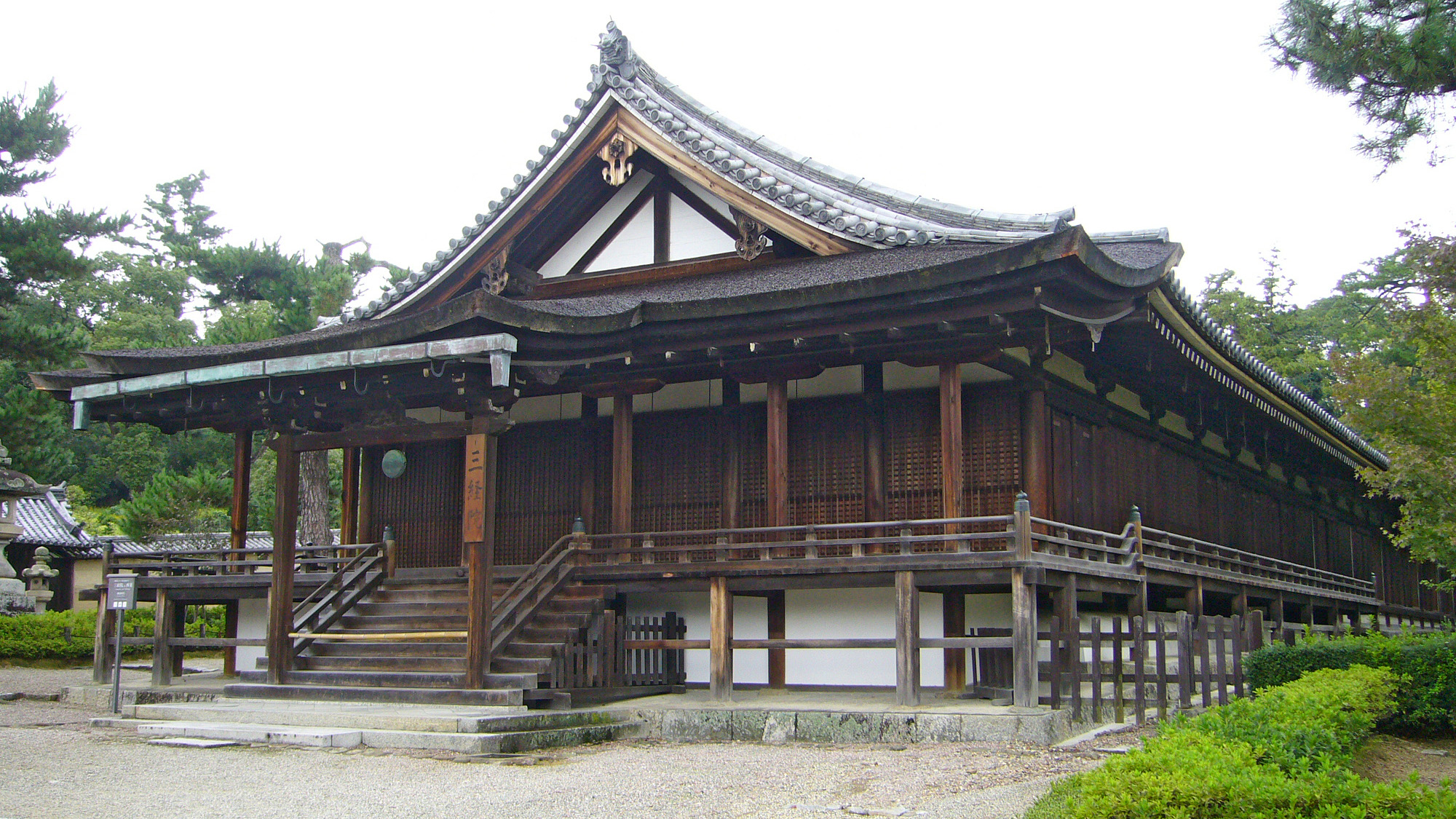
三経院及び西室
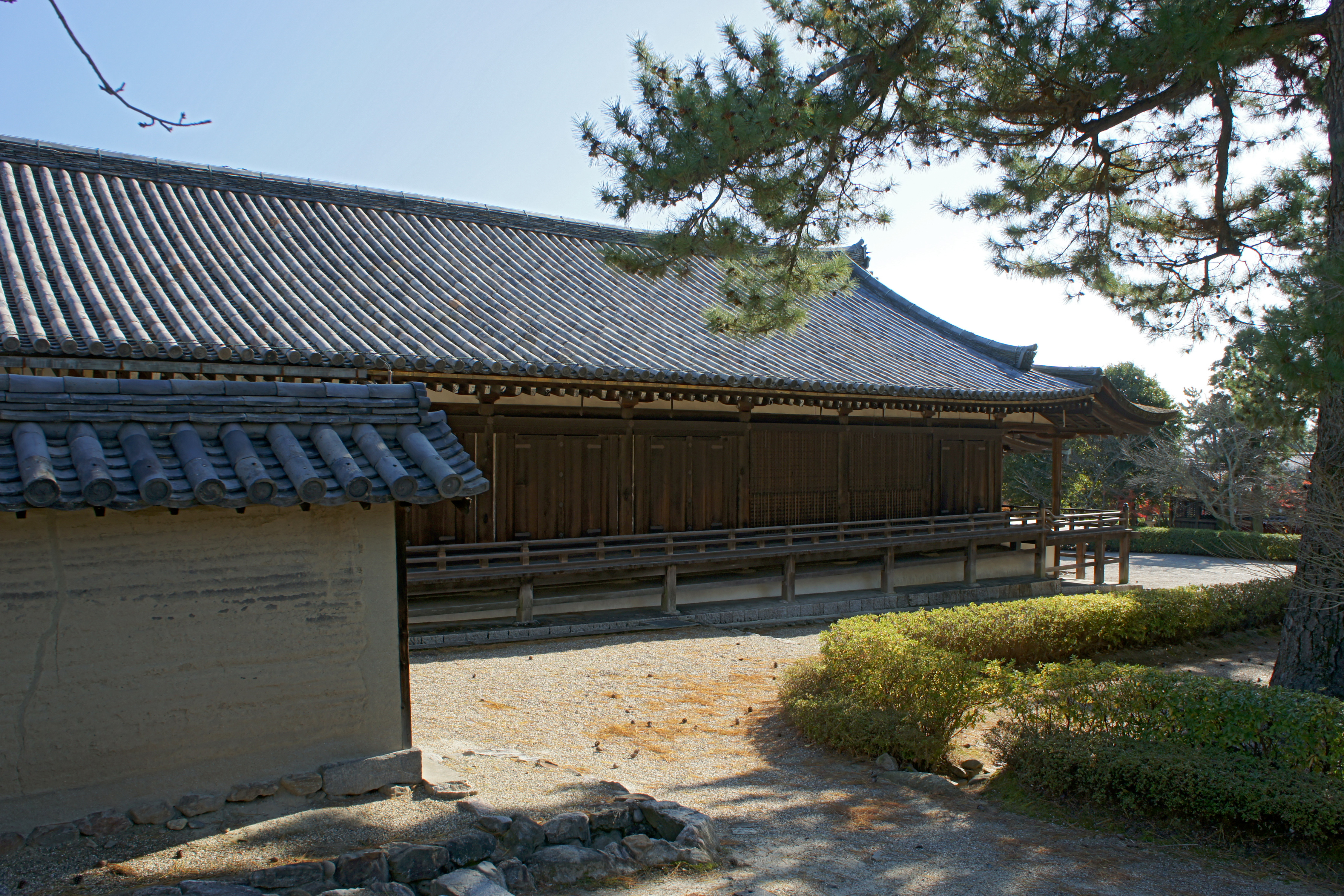
三経院及び西室
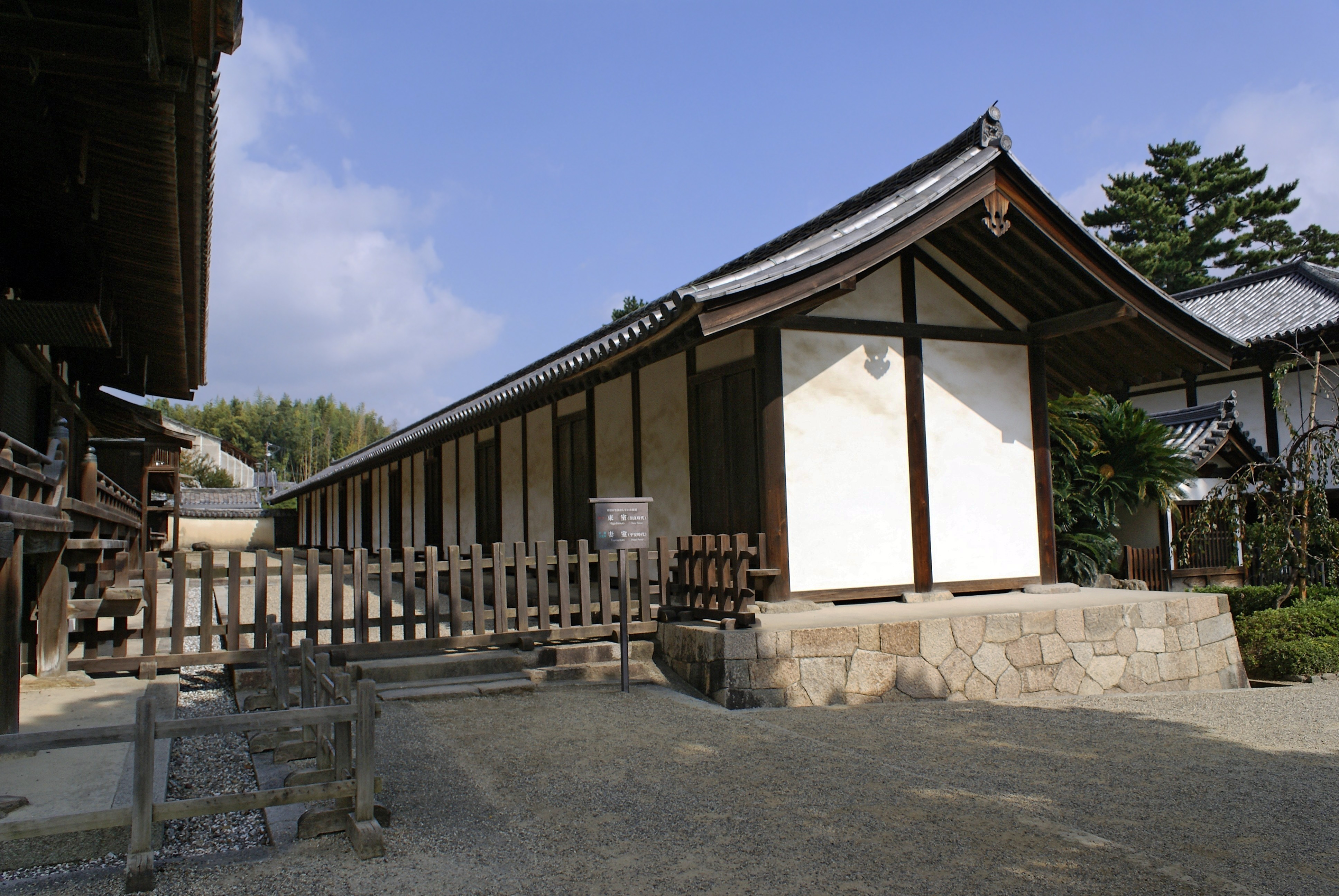
妻室
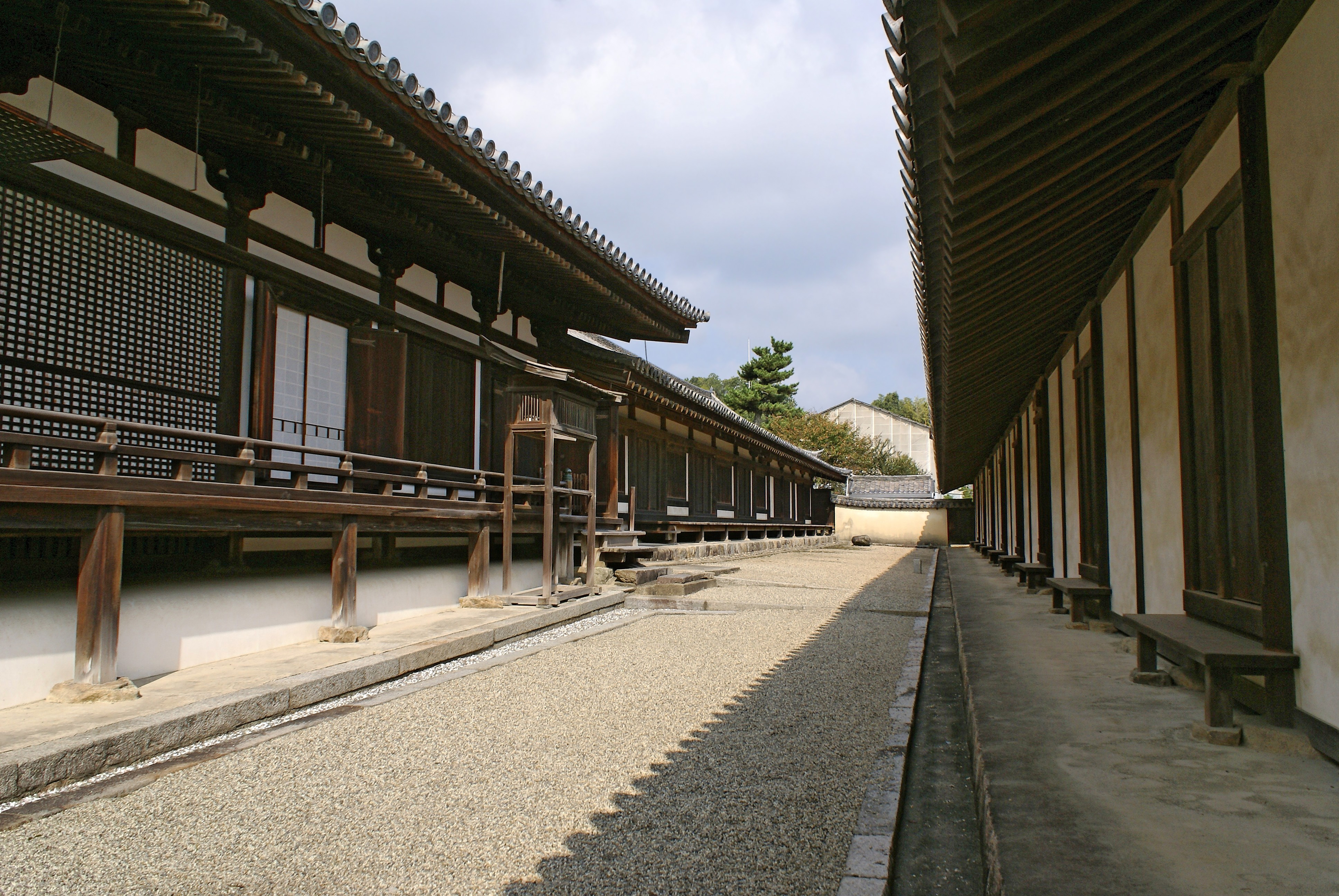
聖霊院（左手前）、東室（左奥）、妻室（右）
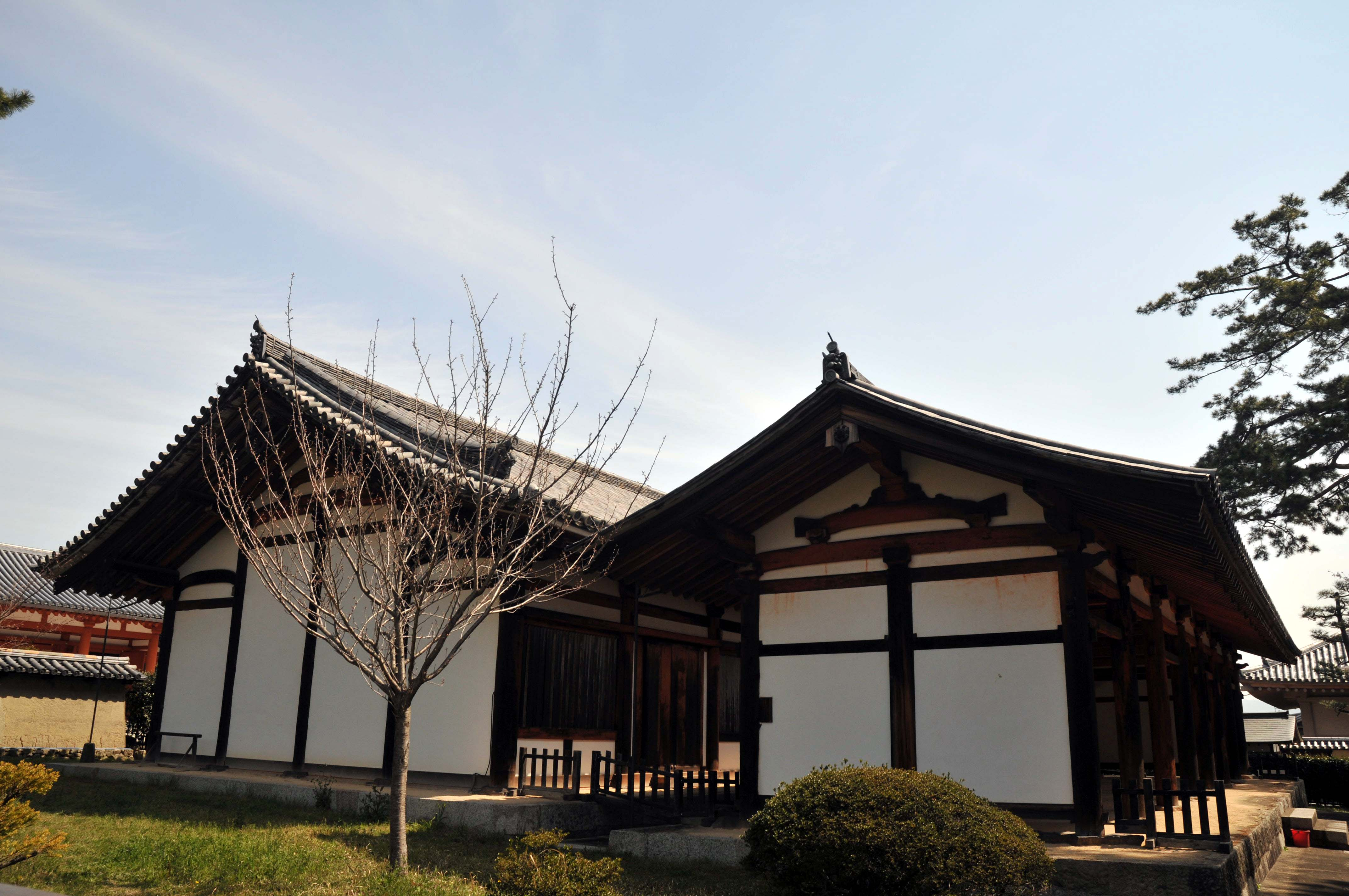
食堂（左）及び細殿（右）
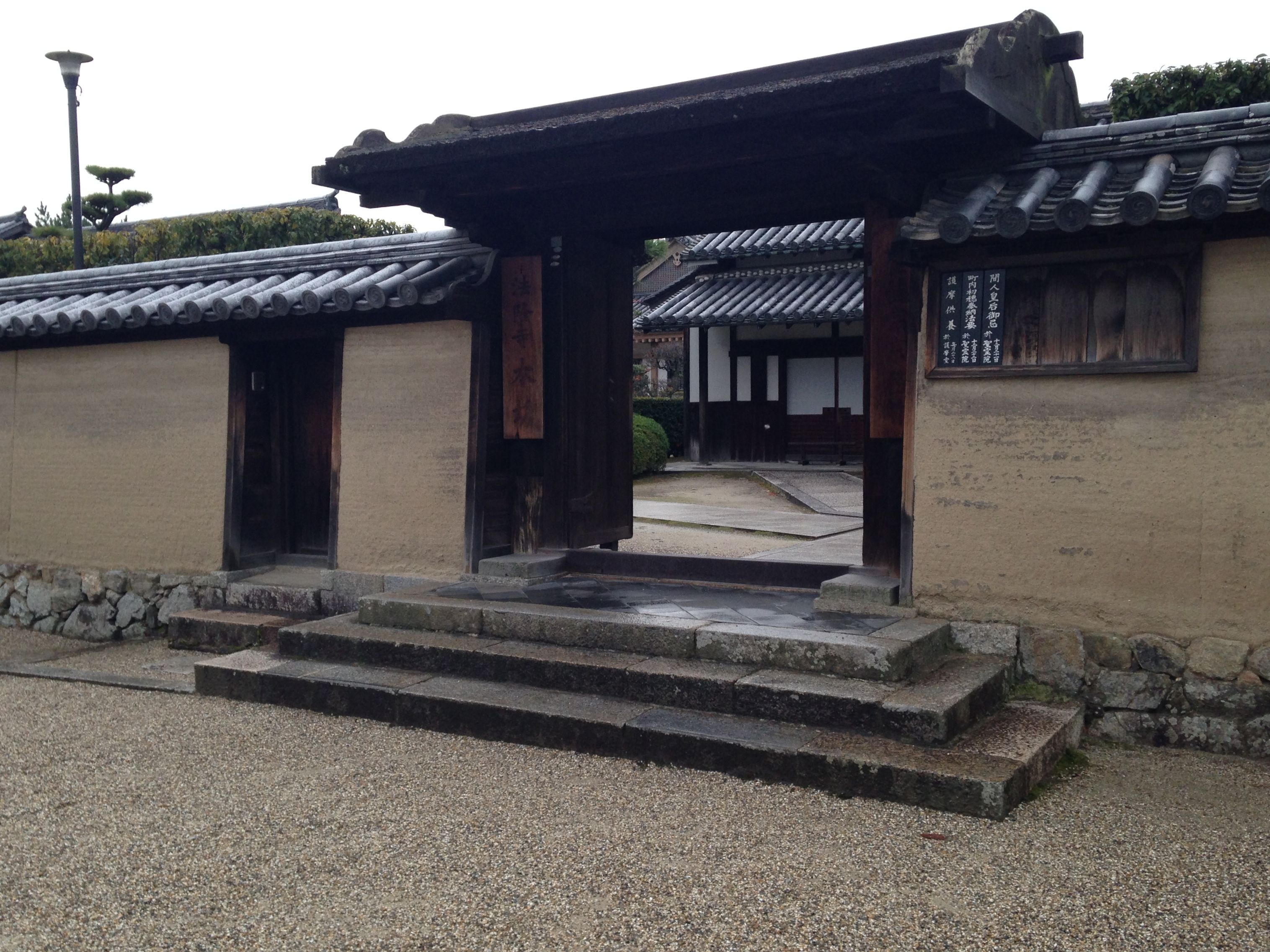
西園院上土門
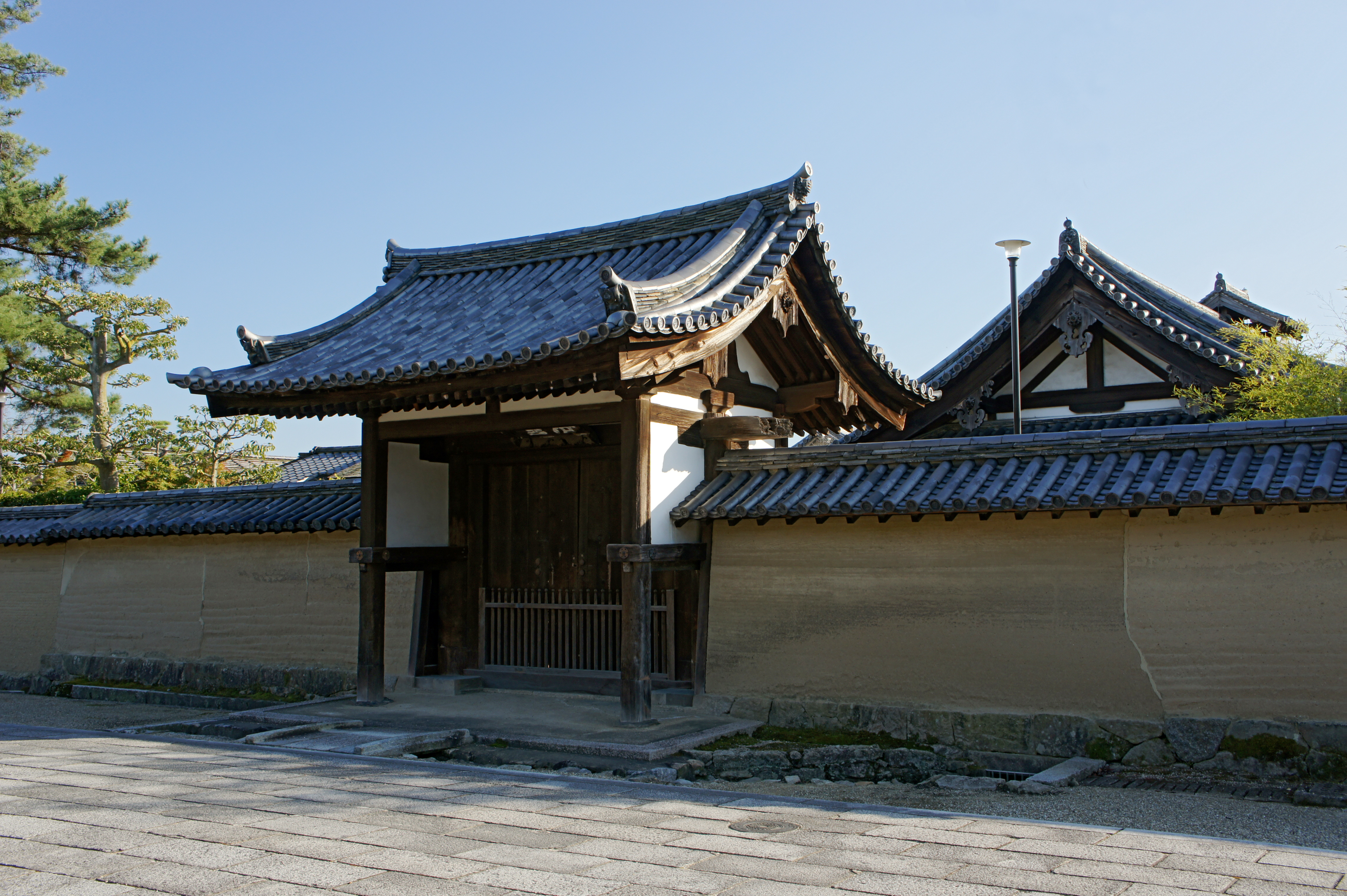
大湯屋表門
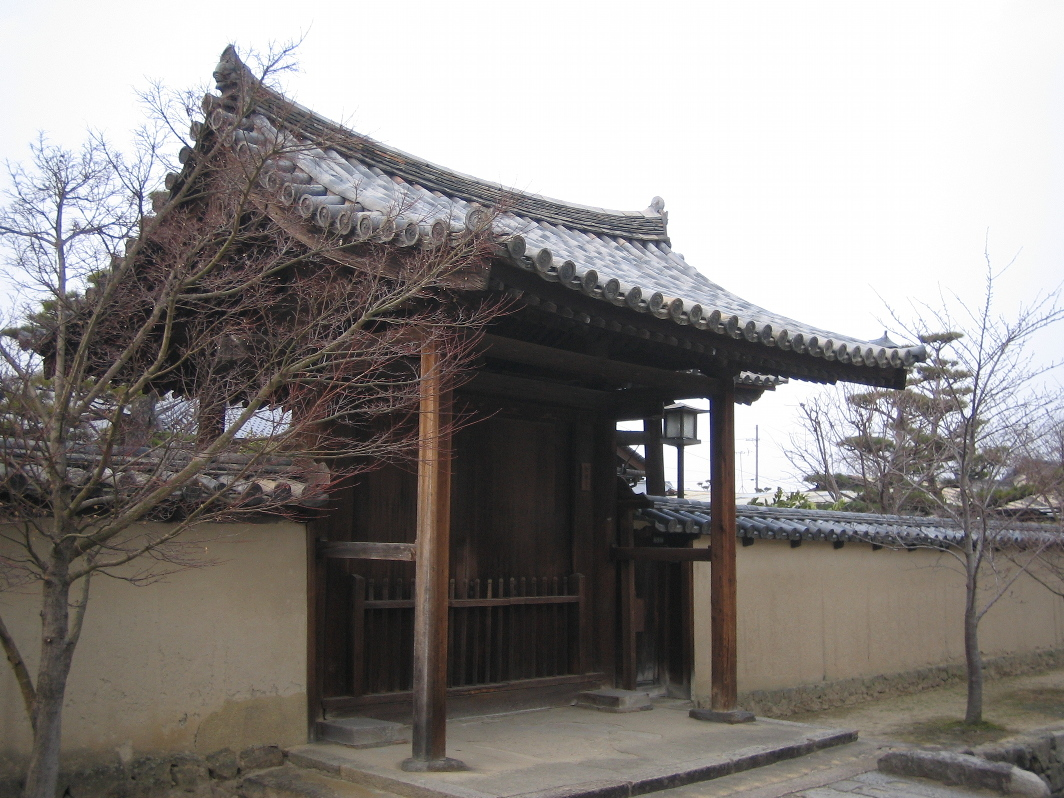
宗源寺四脚門
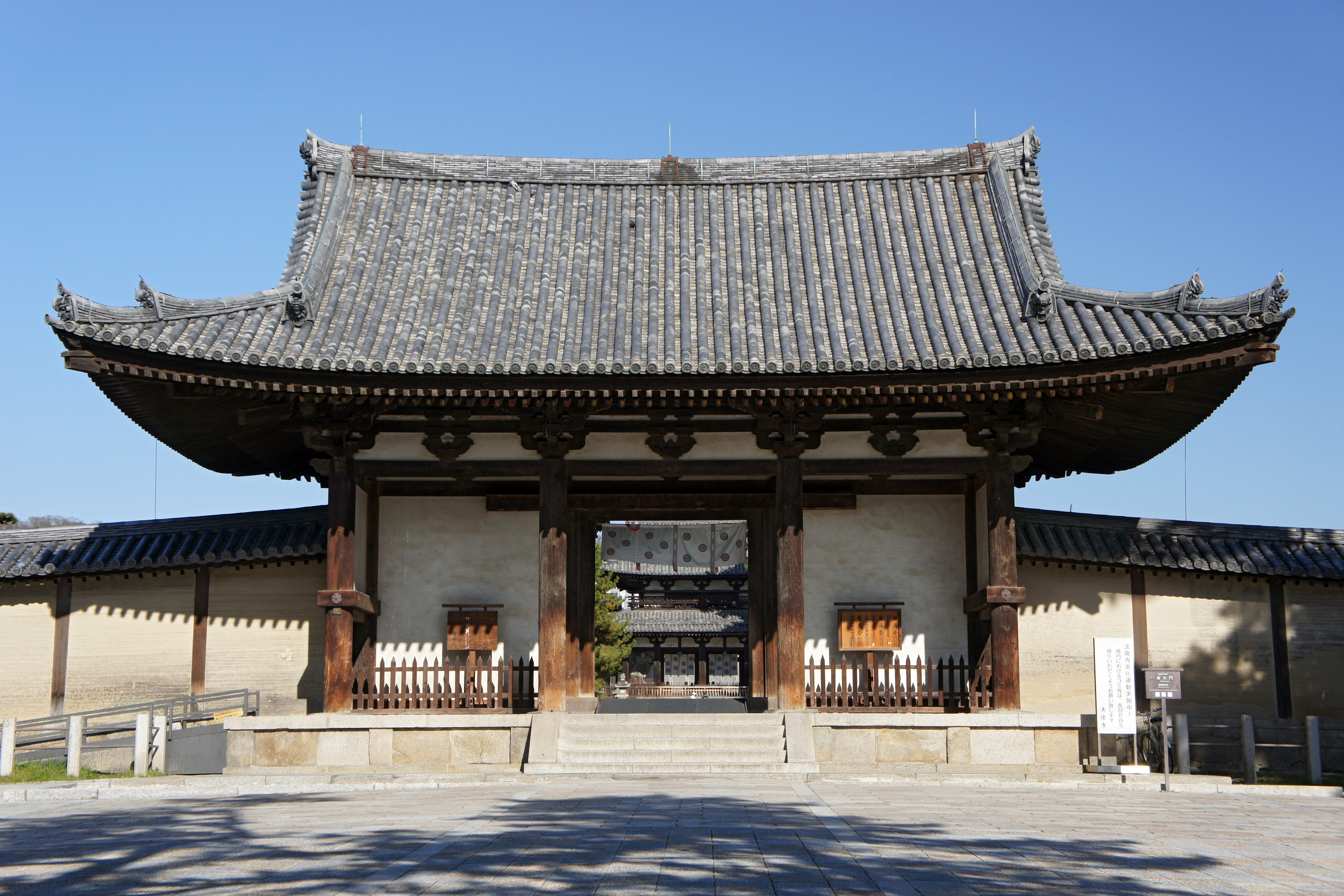
南大門
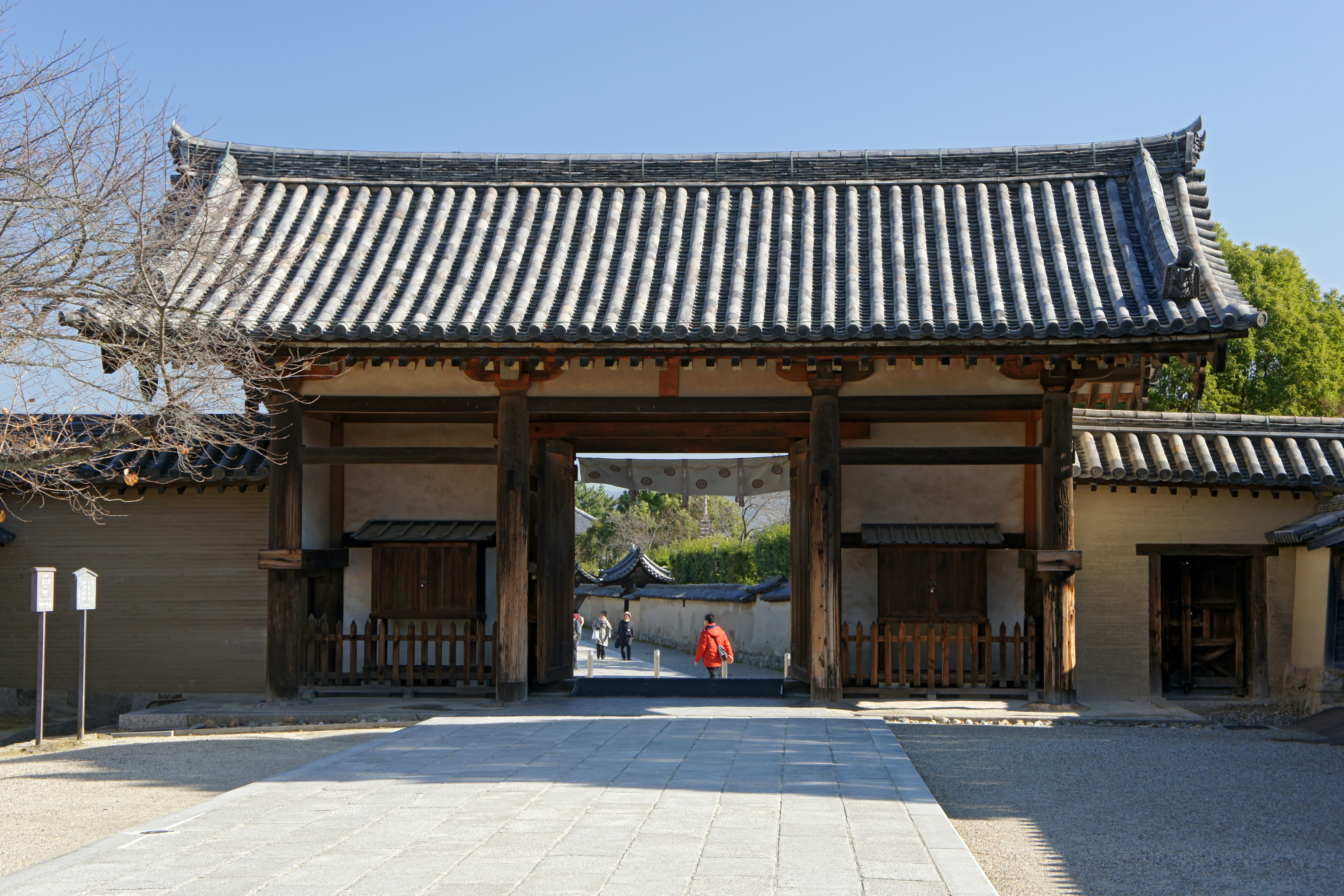
東大門
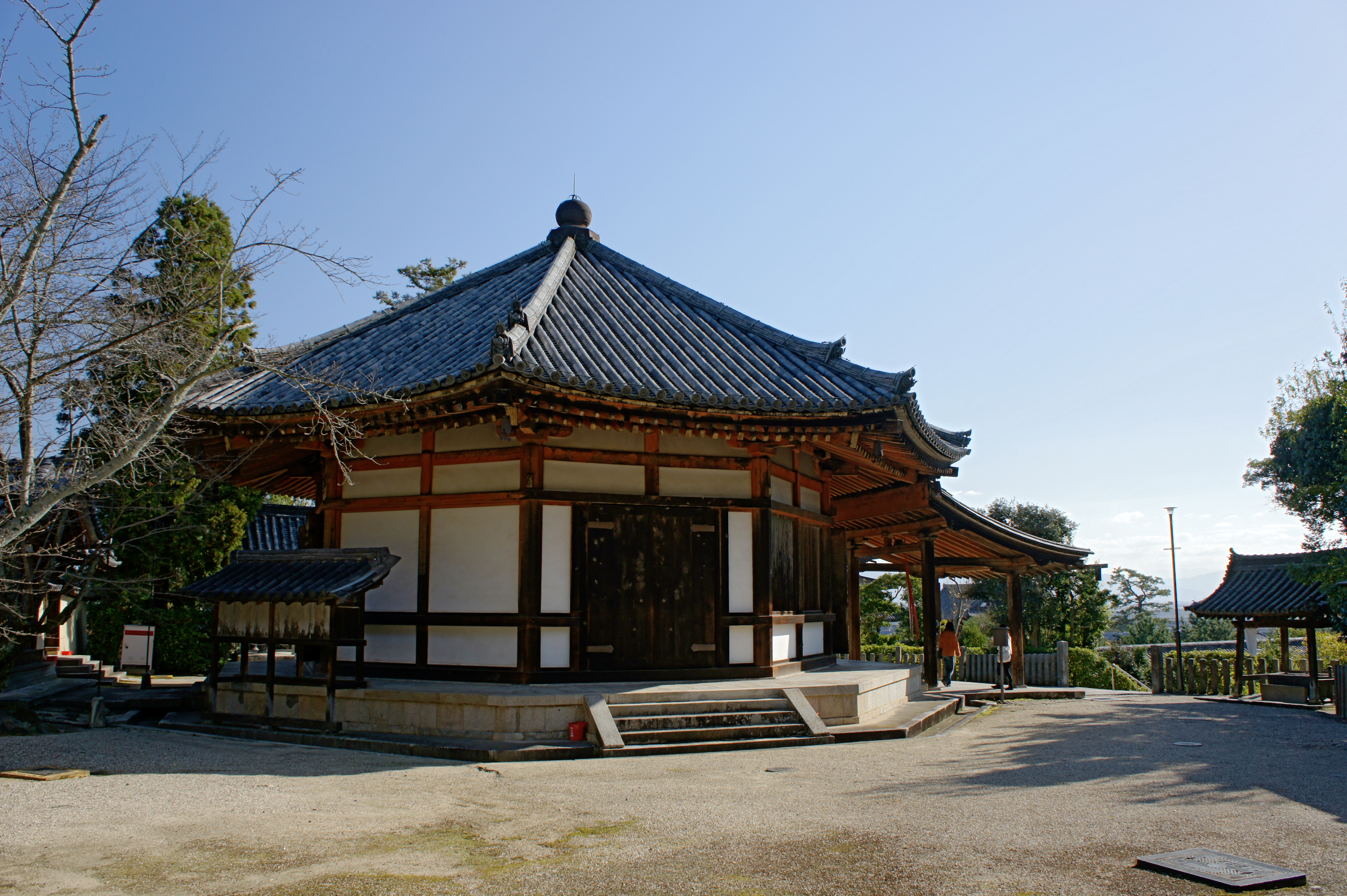
西円堂
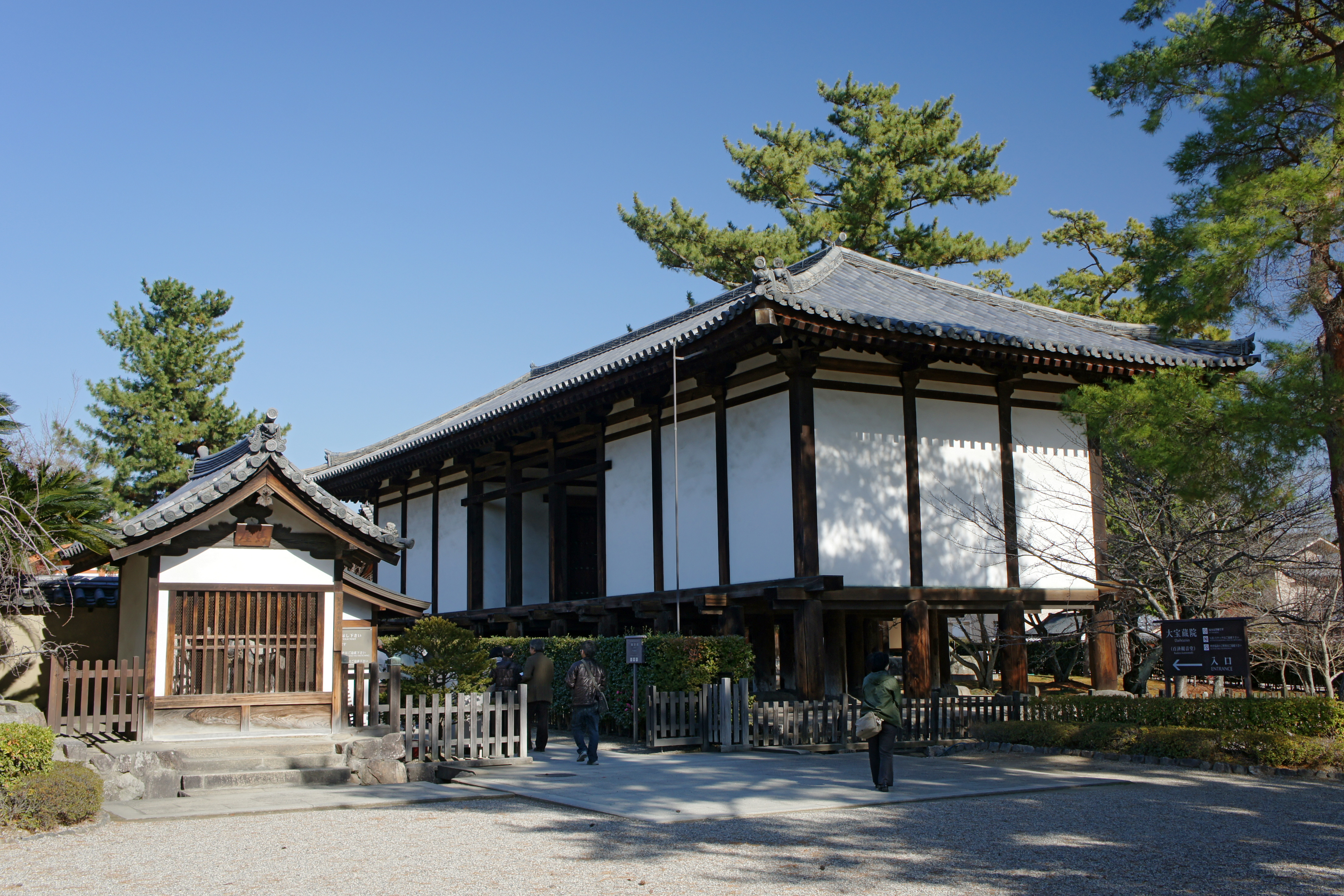
綱封蔵
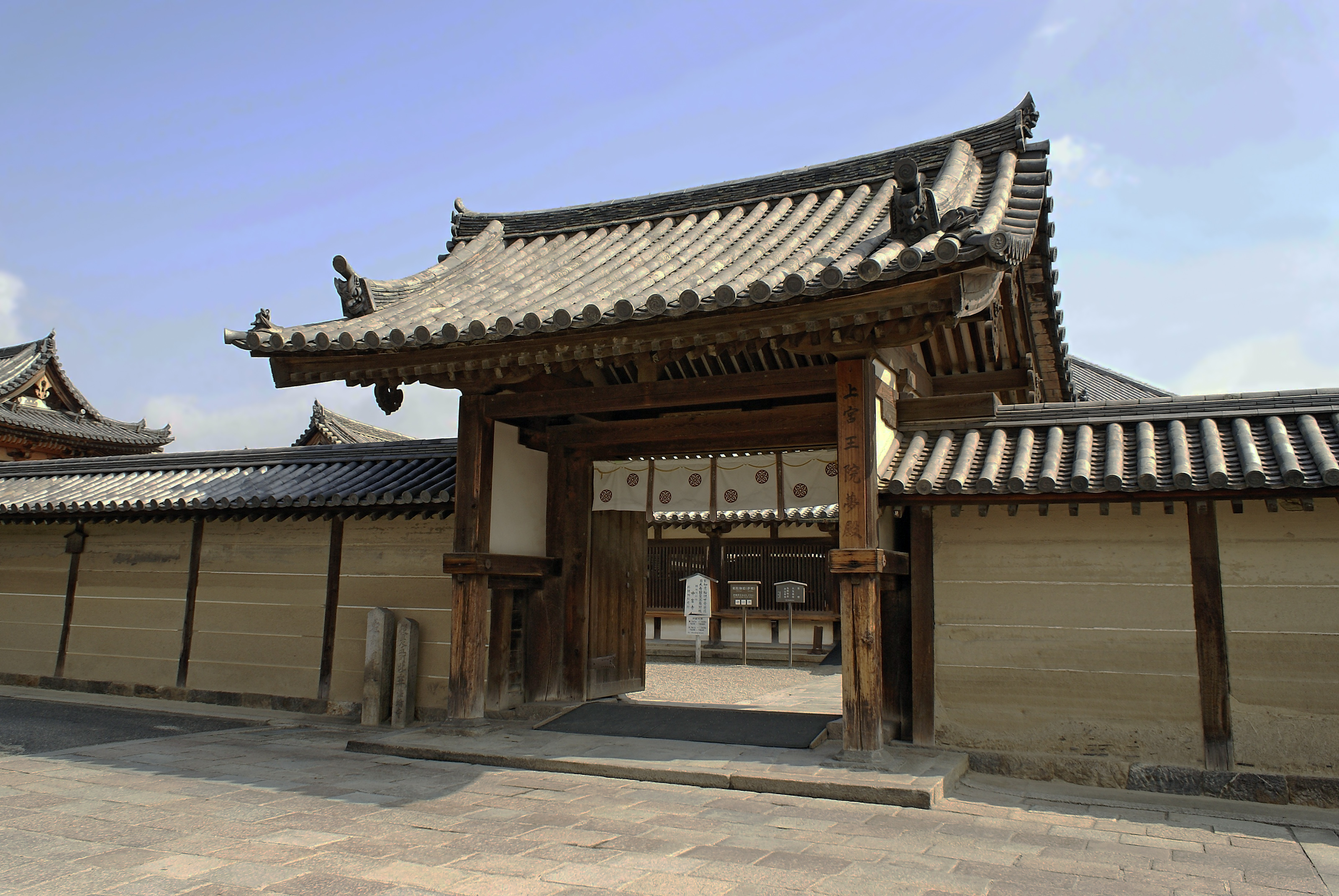
東院四脚門
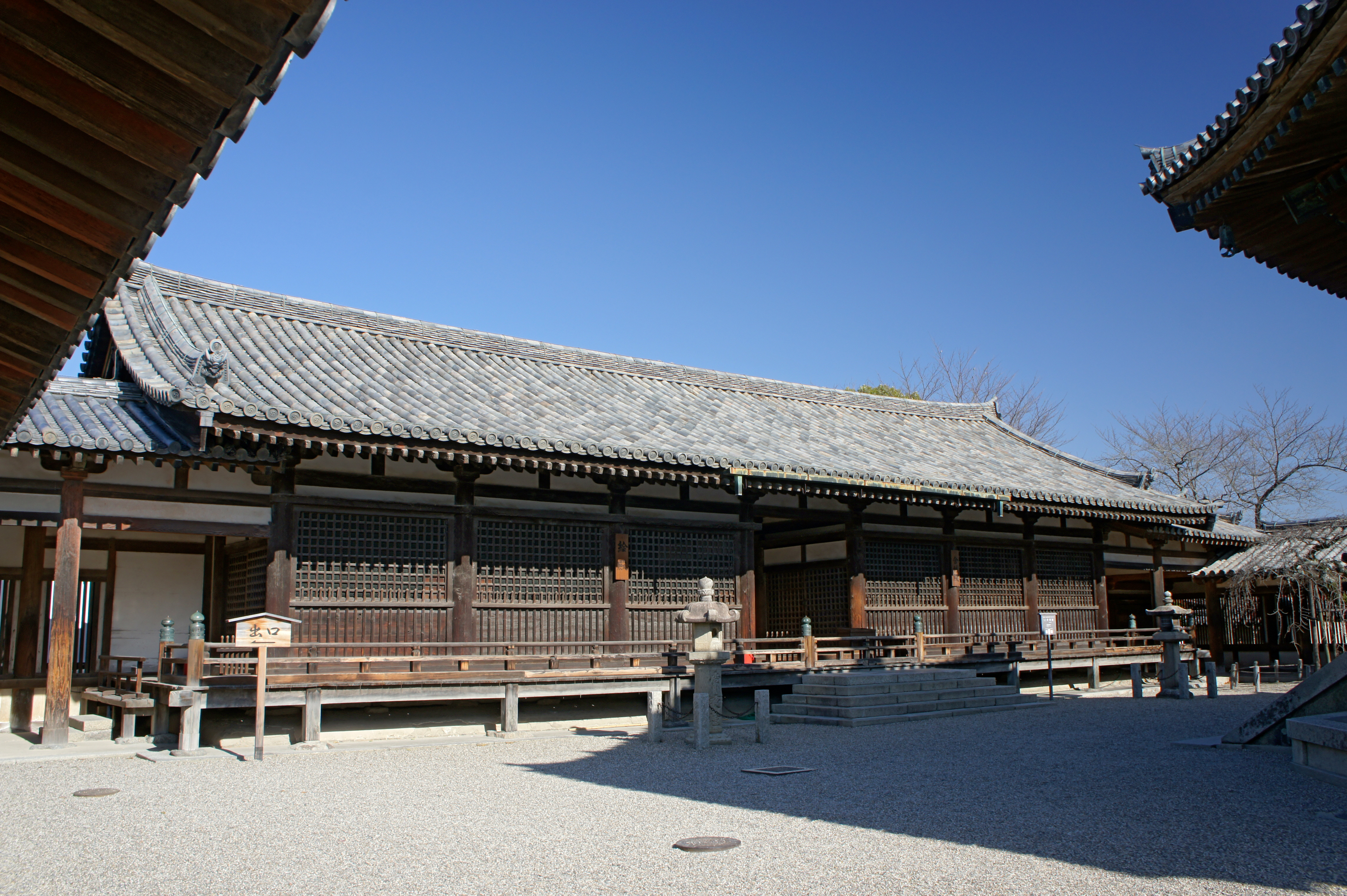
絵殿、舎利殿

## 文化財

### 法隆寺献納宝物
詳細は「法隆寺献納宝物」を参照。
明治維新以後の廃仏毀釈により民衆による破壊にさらされ、さらに幕政時代のような政府による庇護がなくなった全国の仏教寺院は、財政面で困窮の淵にあった。また多くの寺院は堂塔が老朽化し、重みで落ちそうな屋根全体を鉄棒で支えるような状況に至っていた。文明開化の時代に古い寺社を文化遺産とする価値観はまだなく、法隆寺はじめ多くの寺院が存続困難となり、老朽化した伽藍や堂宇を棄却するか売却するかの選択を迫られた。
法隆寺は、1878年（明治11年）に貴重な寺宝300件余を皇室に献納し、一万円を下賜された。この皇室の援助で7世紀以来の伽藍や堂宇が維持されることとなった。皇室に献納された宝物は、一時的に正倉院に移された後、1882年（明治15年）に帝室博物館に「法隆寺献納御物」（皇室所蔵品）として収蔵された。第二次世界大戦後、宮内省所管の東京帝室博物館が国立博物館となった際に、法隆寺に返還された4点と宮中に残された10点の宝物を除き、全てが国立博物館蔵となった。さらにその後、宮中に残された宝物の一部が国に譲られ、これら約320件近くの宝物は東京国立博物館法隆寺宝物館に保存されている（有名な『聖徳太子及び二王子像』や『法華義疏』などは現在も皇室が所有する御物である）。

#### 国宝
建造物
- 南大門
- 金堂
- 五重塔
- 中門
- 回廊 2棟
- 経蔵
- 鐘楼
- 大講堂
- 聖霊院（しょうりょういん）
- 東室（ひがしむろ）
- 三経院及西室
- 西円堂
- 綱封蔵
- 食堂（じきどう）
- 東大門
- 夢殿
- 伝法堂
- 東院鐘楼

美術工芸品

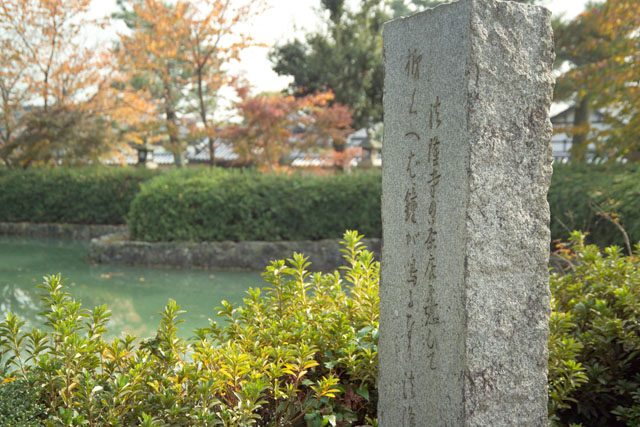
柿くへば鐘が鳴るなり法隆寺 正岡子規

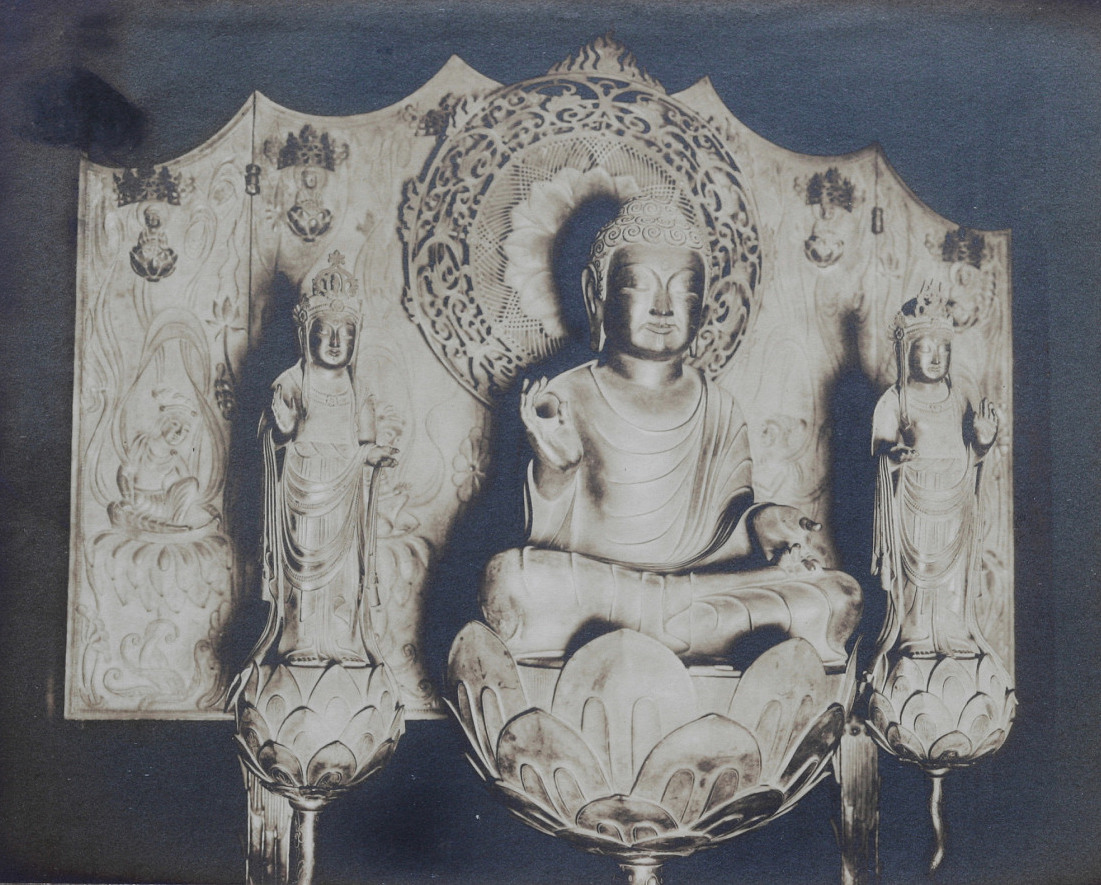
銅造阿弥陀三尊像（伝橘夫人念持仏）

- 銅造釈迦如来及両脇侍像 止利作（金堂安置）
- 銅造薬師如来坐像（金堂安置）
- 木造四天王立像（金堂安置）
- 木造毘沙門天・吉祥天立像（金堂安置）
- 木造天蓋3箇[48][49]
- 塑造塔本四面具 78躯・2基（五重塔安置）
- 木造薬師如来及両脇侍坐像（大講堂安置）
- 乾漆薬師如来坐像（西円堂安置）
- 木造釈迦如来及両脇侍坐像（上御堂安置）
- 銅造阿弥陀如来及両脇侍像（伝橘夫人念持仏）・木造厨子（所在大宝蔵院）
- 銅造観音菩薩立像（夢違観音）（所在大宝蔵院）
- 木造観音菩薩立像（九面観音）（所在大宝蔵院）
- 木造観音菩薩立像（百済観音）（所在大宝蔵院）
- 木造地蔵菩薩立像（所在大宝蔵院）。明治初期まで大神神社の神宮寺である大御輪寺に伝来。
- 木造聖徳太子・山背王・殖栗王・卒末呂王・恵慈法師坐像（聖霊院安置）
  - 附 銅造観音菩薩立像1躯 木造蓬莱山及亀座付
  - 附 紙本墨書妙法蓮華経二・維摩経並勝鬘経一 3巻（木製経筒入）
- 木造観音菩薩立像（救世観音）（夢殿安置）
- 乾漆行信僧都坐像（所在夢殿）
- 塑造道詮律師坐像（所在夢殿）
- 玉虫厨子
- 黒漆螺鈿卓
- 四騎獅子狩文錦

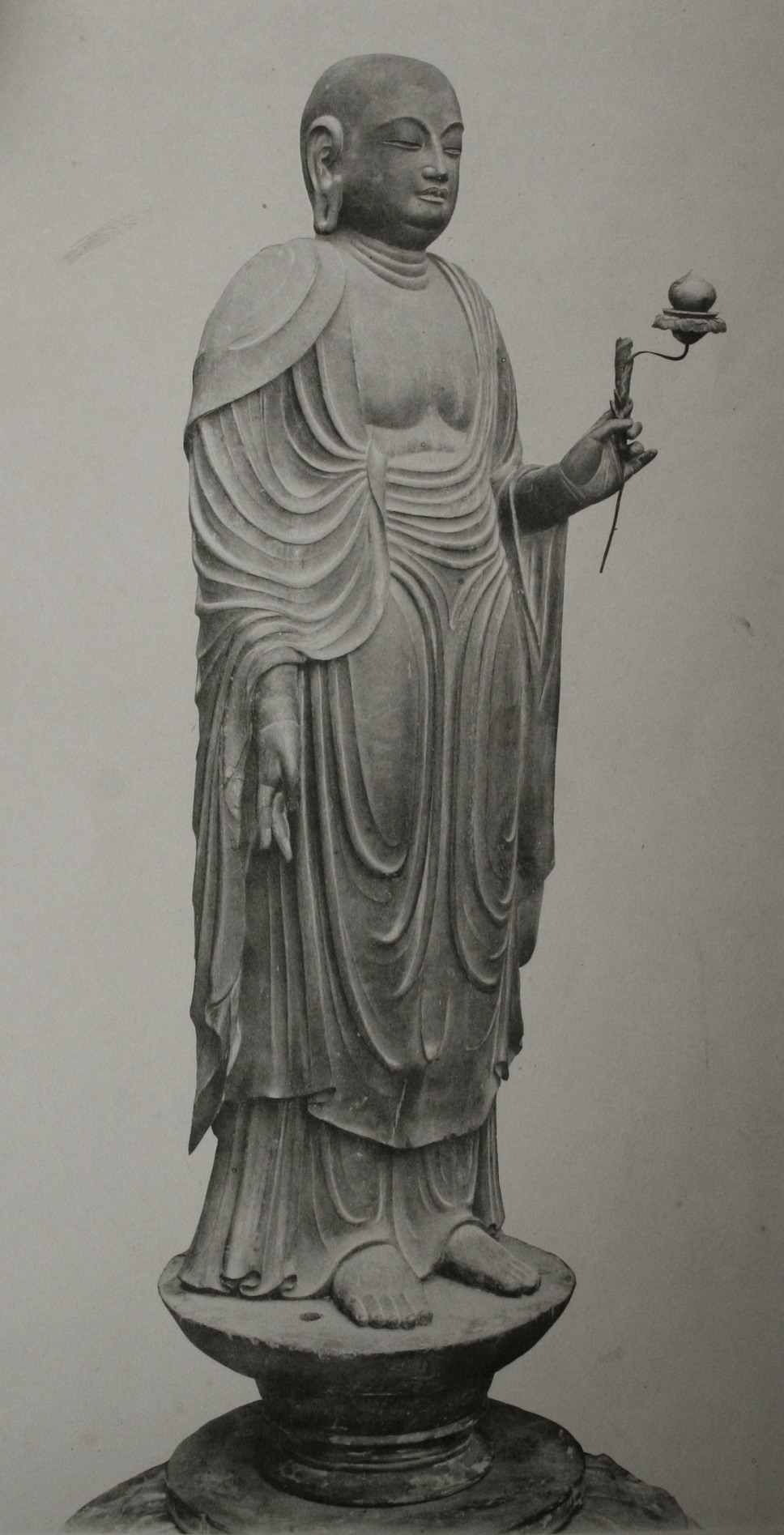
木造地蔵菩薩像
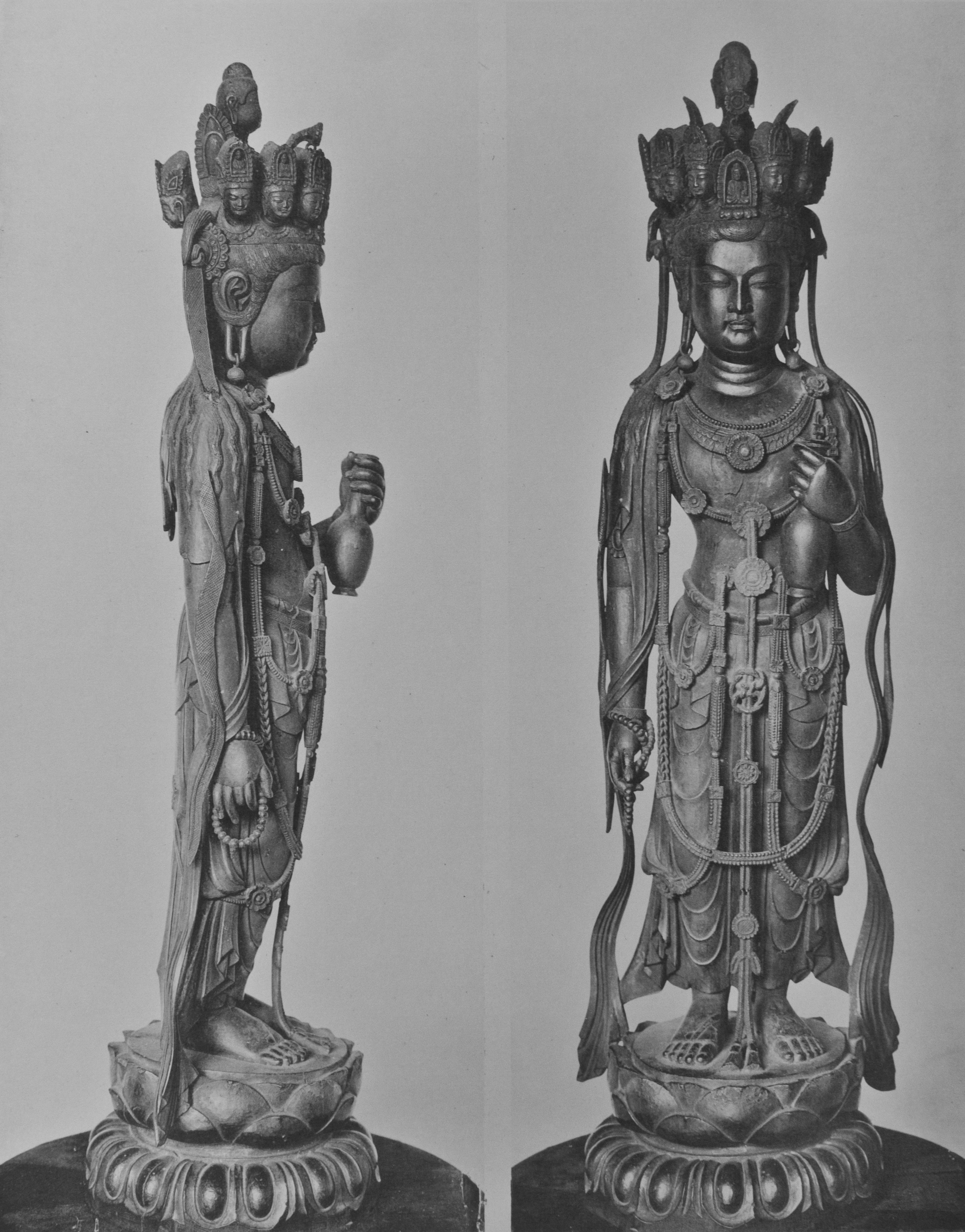
木造観音菩薩像（九面観音）
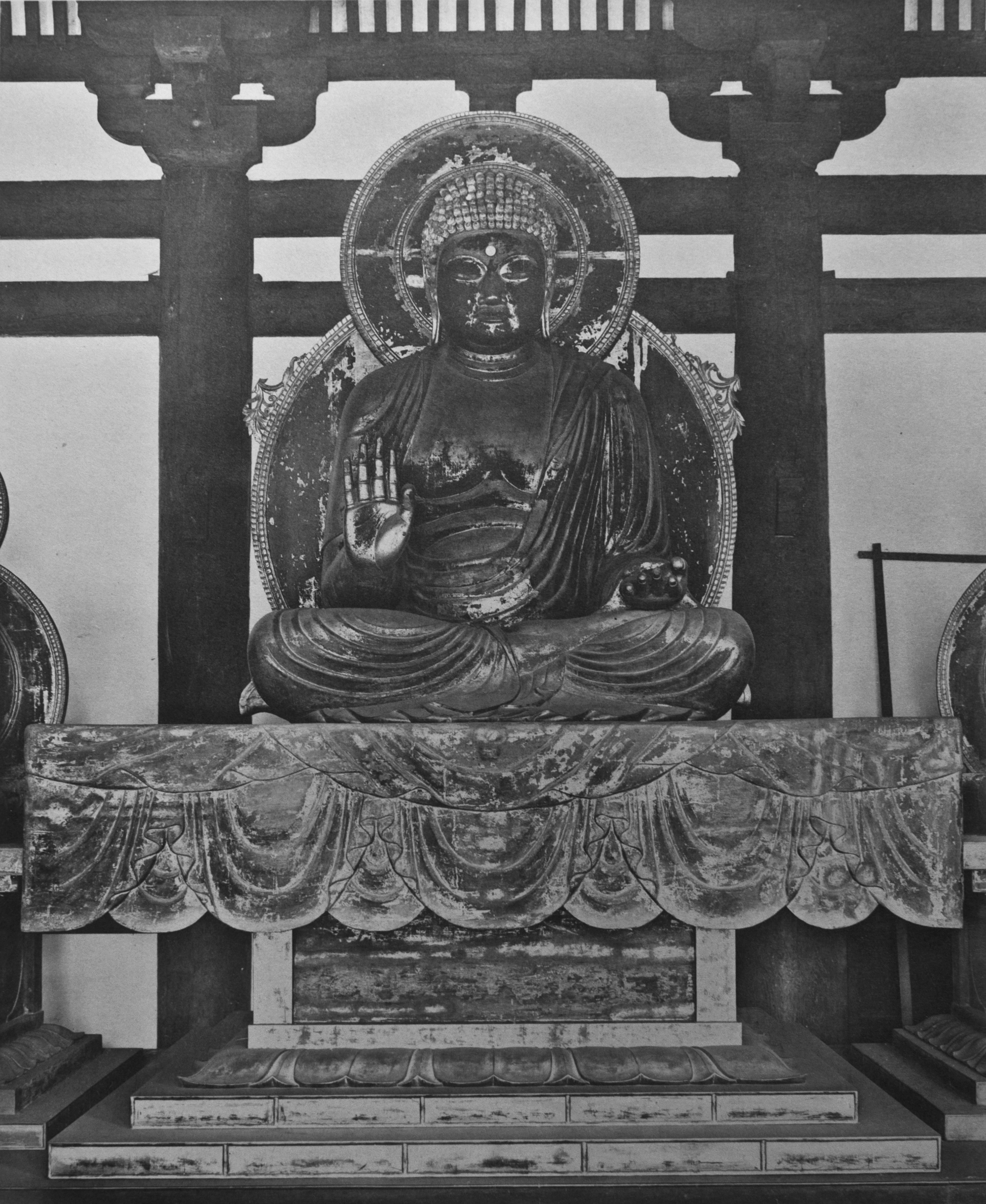
木造釈迦如来像（釈迦三尊像のうち、上御堂）
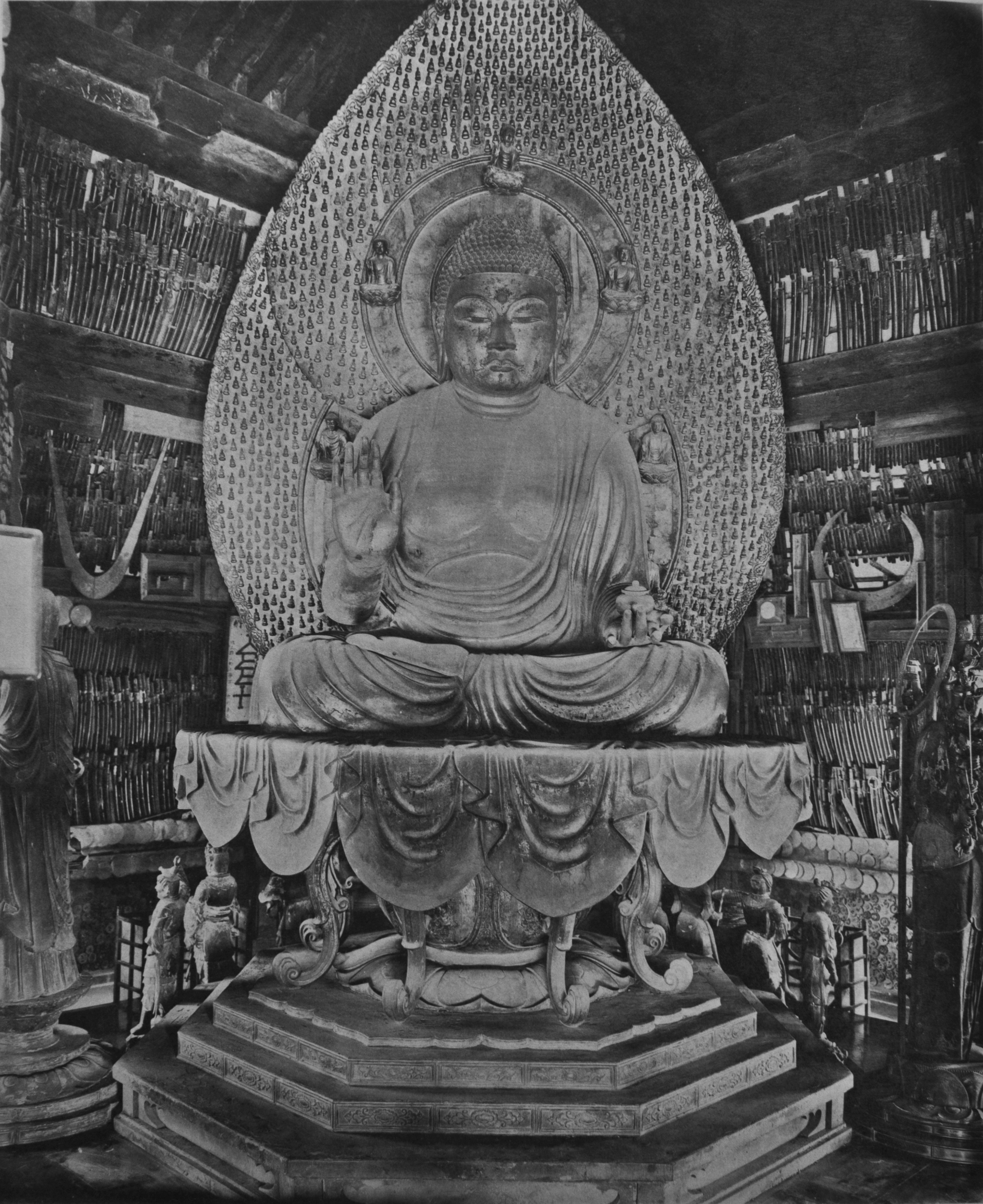
乾漆薬師如来坐像（西円堂）
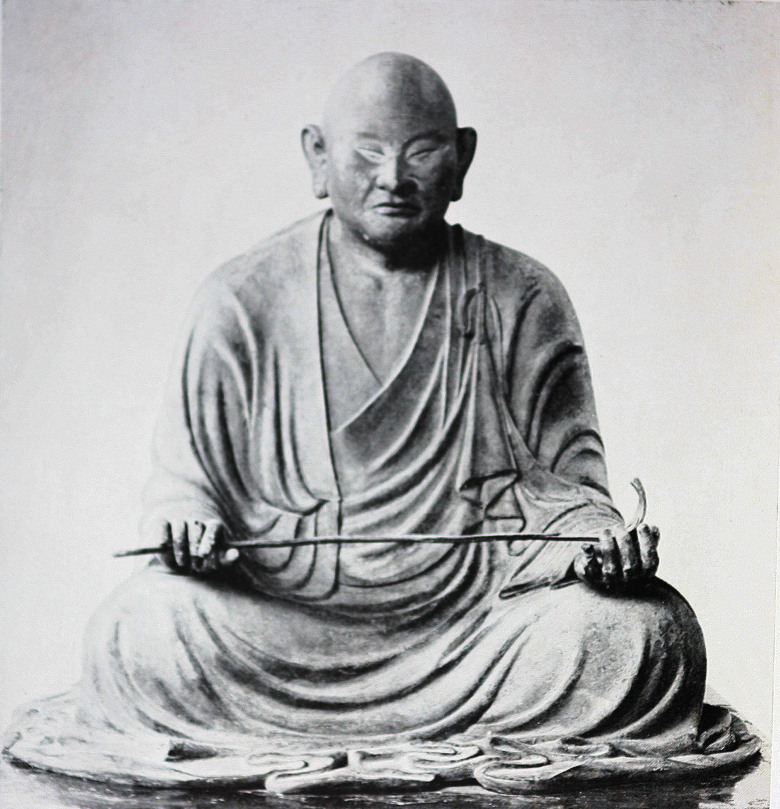
乾漆行信僧都像（夢殿）
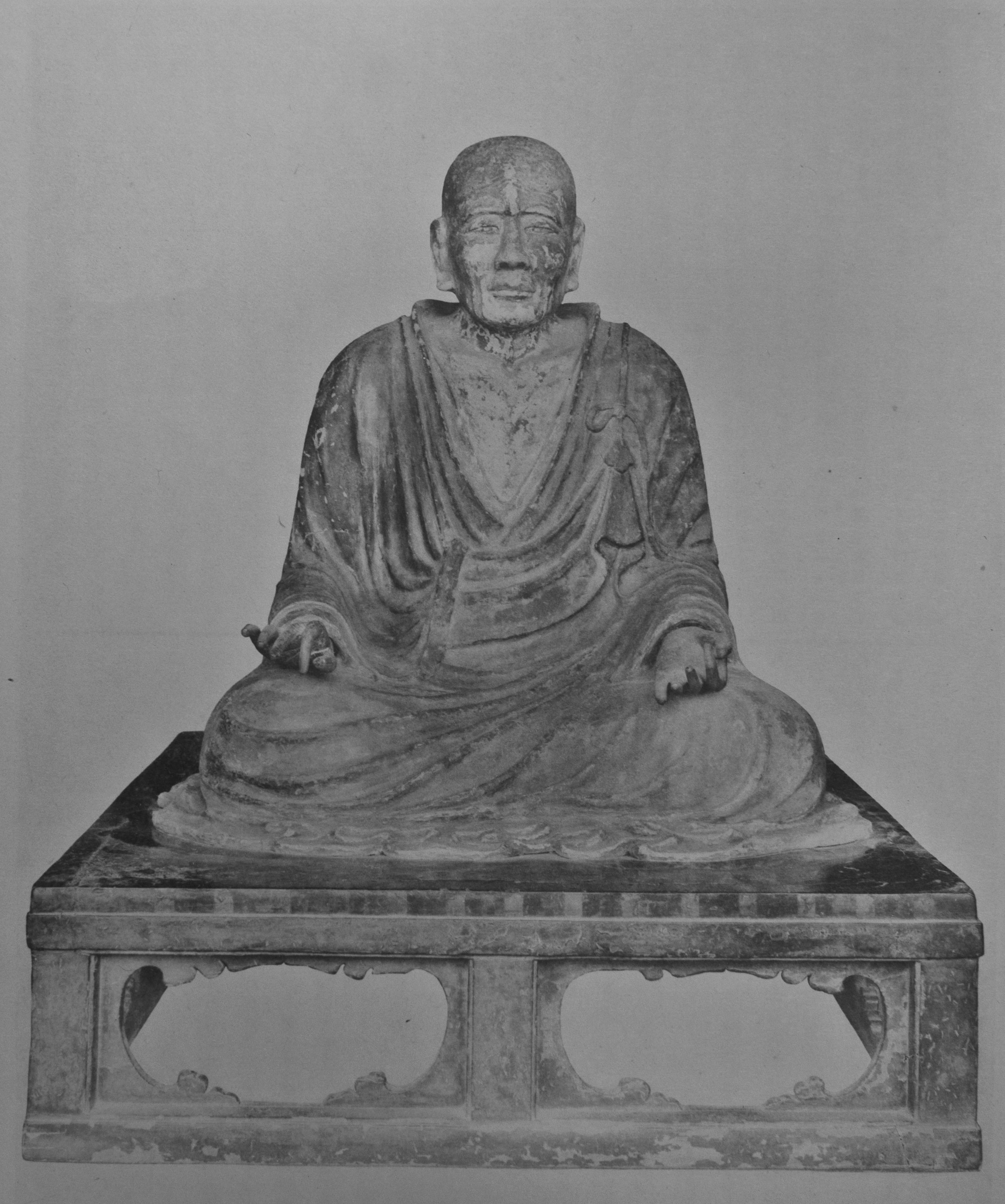
塑造道詮律師像（夢殿）

#### 重要文化財

##### 建造物
- 西院大垣 3棟
- 西院西南隅子院築地 2棟
- 西院東南隅子院築地 2棟
- 西園院唐門
- 西園院上土門（あげつちもん）
- 西園院客殿
- 新堂
- 大湯屋
- 大湯屋表門
- 中院本堂
- 宝珠院本堂
- 薬師坊庫裏
- 地蔵堂
- 上御堂（かみのみどう）
- 細殿
- 妻室（つまむろ）
- 律学院本堂
- 福園院本堂
- 旧富貴寺羅漢堂
- 宗源寺四脚門
- 東院四脚門
- 東院南門
- 東院回廊 2棟
- 東院礼堂（らいどう）
- 東院絵殿及舎利殿
- 東院大垣 3棟
- 北室院本堂
- 北室院太子殿
- 北室院表門

##### 絵画
- 金堂外陣旧壁画 20面（飛天図）
- 金堂内陣旧壁画 12面

釈迦浄土図（第1号大壁）、菩薩像（第2号小壁）、観音菩薩像（第3号小壁）、勢至菩薩像（第4号小壁）、菩薩像（第5号小壁）、阿弥陀浄土図（第6号大壁）、観音菩薩像（第7号小壁）、文殊菩薩像（第8号小壁）、弥勒浄土図（第9号大壁）、薬師浄土図（第10号大壁）、普賢菩薩像（第11号小壁）、十一面観音像（第12号小壁）
- 五重塔初層旧壁画 18面（菩薩像6、山水図12）
- 絹本著色五尊像
- 絹本著色孔雀明王像
- 絹本著色十六羅漢像 八曲屏
- 絹本著色星曼荼羅図（1902年重文指定）
- 絹本著色星曼荼羅図（2004年重文指定）
- 絹本著色法華曼荼羅図
- 絹本著色聖皇曼荼羅図 尭尊筆
- 絹本著色聖徳太子像
- 絹本著色聖徳太子勝鬘経講讃図
- 絹本著色毘沙門天像
- 絹本著色蓮池図（旧舎利殿須弥壇後壁貼付） 二曲屏風
- 紙本著色扇面古写経

##### 彫刻
安置場所ごとに区分して示した。同一名称でまぎらわしいものに限り、像高、重文指定年度などを注記した。
- 塑造金剛力士立像 2躯（吽形躰部木造）（中門安置）
- 銅造阿弥陀如来及び脇侍像 2躯（康勝作）（金堂安置）[注釈 2]
  - 附：像内納入品（万坏供養摺札325枚、阿弥陀如来及両脇侍摺仏103枚）[50]
- 木造伝観勒僧正坐像（経蔵安置）
- 木造四天王立像（大講堂安置）
- 木造地蔵菩薩立像（聖霊院安置）
- 木造如意輪観音坐像（聖霊院安置）
- 木造阿弥陀如来坐像（三経院安置）
- 木造持国天・増長天立像（三経院安置）
- 木造十二神将立像（西円堂安置）[注釈 3]
- 木造千手観音立像（西円堂安置）
- 木造地蔵菩薩半跏像（地蔵堂安置）
- 木造四天王立像（上御堂安置）
- 塑造薬師如来坐像（食堂安置）
- 木造薬師如来両脇士像（新堂安置）
- 木造四天王立像（新堂安置）
- 木造不動明王及二童子立像（護摩堂安置）
- 木造弘法大師坐像（護摩堂安置）
- 木造文殊菩薩騎獅像（宝珠院本堂安置）（宝珠院所有）
- 木造聖観音立像（夢殿安置）
- 木造聖徳太子立像（夢殿安置）
- 乾漆阿弥陀如来及両脇侍像（伝法堂安置）（1909年重文指定、中の間本尊）
- 乾漆阿弥陀如来及両脇侍像（伝法堂安置）（1902年重文指定、西の間本尊）、
- 乾漆阿弥陀如来及両脇侍像（伝法堂安置）（1902・1909年重文指定、東の間本尊）[注釈 4]
- 木造梵天・帝釈天立像（伝法堂安置）
- 木造四天王立像（伝法堂安置）
- 木造薬師如来坐像（伝法堂安置）
- 木造釈迦如来坐像（伝法堂安置）
- 木造弥勒仏坐像（伝法堂安置）
- 木造阿弥陀如来坐像（伝法堂安置）
- 木造阿弥陀如来及両脇侍像（北室院本堂安置）（北室院所有）
- 金銅釈迦如来文殊菩薩像一座（戊子年銘）（大宝蔵院所在）
- 塑造吉祥天立像（大宝蔵院所在、旧金堂）
- 金銅薬師如来坐像（伝西円堂薬師如来胎内仏）（大宝蔵院所在）
- 木心乾漆弥勒菩薩坐像（大宝蔵院所在）
- 木造文殊・普賢菩薩立像（伝六観音のうち）（大宝蔵院所在）
- 木造日光・月光菩薩立像（伝六観音のうち）（大宝蔵院所在）
- 木造観音・勢至菩薩立像（伝六観音のうち）（大宝蔵院所在）
- 金銅誕生釈迦仏立像1躯・金銅観音菩薩立像5躯（大宝蔵院所在、他）[注釈 5]
- 塑造梵天・帝釈天立像（大宝蔵院所在、旧食堂）
- 塑造四天王立像（大宝蔵院所在、旧食堂）
- 厨子入木造聖徳太子坐像 円快作（大宝蔵院所在）
- 木造如意輪観音坐像（大宝蔵院所在）
- 厨子入銅板押出阿弥陀三尊及僧形像・銅板押出如来及両脇侍立像（板扉貼付）・銅板舟形後屏（銅板押出天蓋付）（大宝蔵院・大宝蔵殿所在）
- 銅造観音菩薩立像（伝・金堂薬師如来脇侍）2躯（大宝蔵殿所在）
- 銅造観音菩薩立像（大宝蔵院所在、旧金堂）[注釈 6]
- 銅造観音菩薩立像 1躯（玉虫厨子安置）
- 木造薬師如来坐像（大宝蔵殿所在）
- 木造釈迦如来坐像（大宝蔵殿所在）
- 木造阿閦如来坐像（大宝蔵殿所在）
- 木造阿弥陀如来坐像（大宝蔵殿所在）（像高92センチメートル、1906年重文指定）
- 木造阿弥陀如来坐像（大宝蔵殿所在）（像高34センチメートル、1906年重文指定）
- 木造聖観音立像（大宝蔵殿所在）（像高165センチメートル、1897年重文指定）
- 木造聖観音立像（大宝蔵殿所在）（像高182センチメートル、1909年重文指定）
- 木造普賢延命坐像（大宝蔵殿所在）
- 木造天鼓音如来坐像（大宝蔵殿所在）
- 木造千手観音立像（大宝蔵殿所在）
- 木造弥勒菩薩半跏像（大宝蔵殿所在）
- 木造弥勒菩薩坐像（大宝蔵殿所在）
- 木造善女竜王立像（大宝蔵殿所在）
- 木造光背（大宝蔵殿所在）
- 磚製阿弥陀如来及脇侍像（大宝蔵殿所在）
- 金銅僧徳聡等造像記（甲午年銘）（大宝蔵殿所在）
- 木造伎楽面 1面（大宝蔵殿所在）
- 木造舞楽面 35面（胡徳楽7、地久7、退宿徳2、石川、抜頭、還城楽、二ノ舞2、新鳥蘇5、皇仁庭2、崑崙八仙4、陵王、納曽利2、附：散手、崑崙八仙）（大宝蔵院・大宝蔵殿所在）
- 木造行道面（聖霊会所用）10面（獅子頭2、綱引、蝿払、八部衆6、附：八部衆残欠1片）（大宝蔵殿所在）
- 木造菩薩面3面（附：菩薩面5面）（大宝蔵殿所在）
- 木造追儺面 3面（大宝蔵殿所在）
- 木造阿弥陀如来坐像（東京国立博物館寄託、1909年重文指定）
- 金銅釈迦如来立像（1910年盗難）

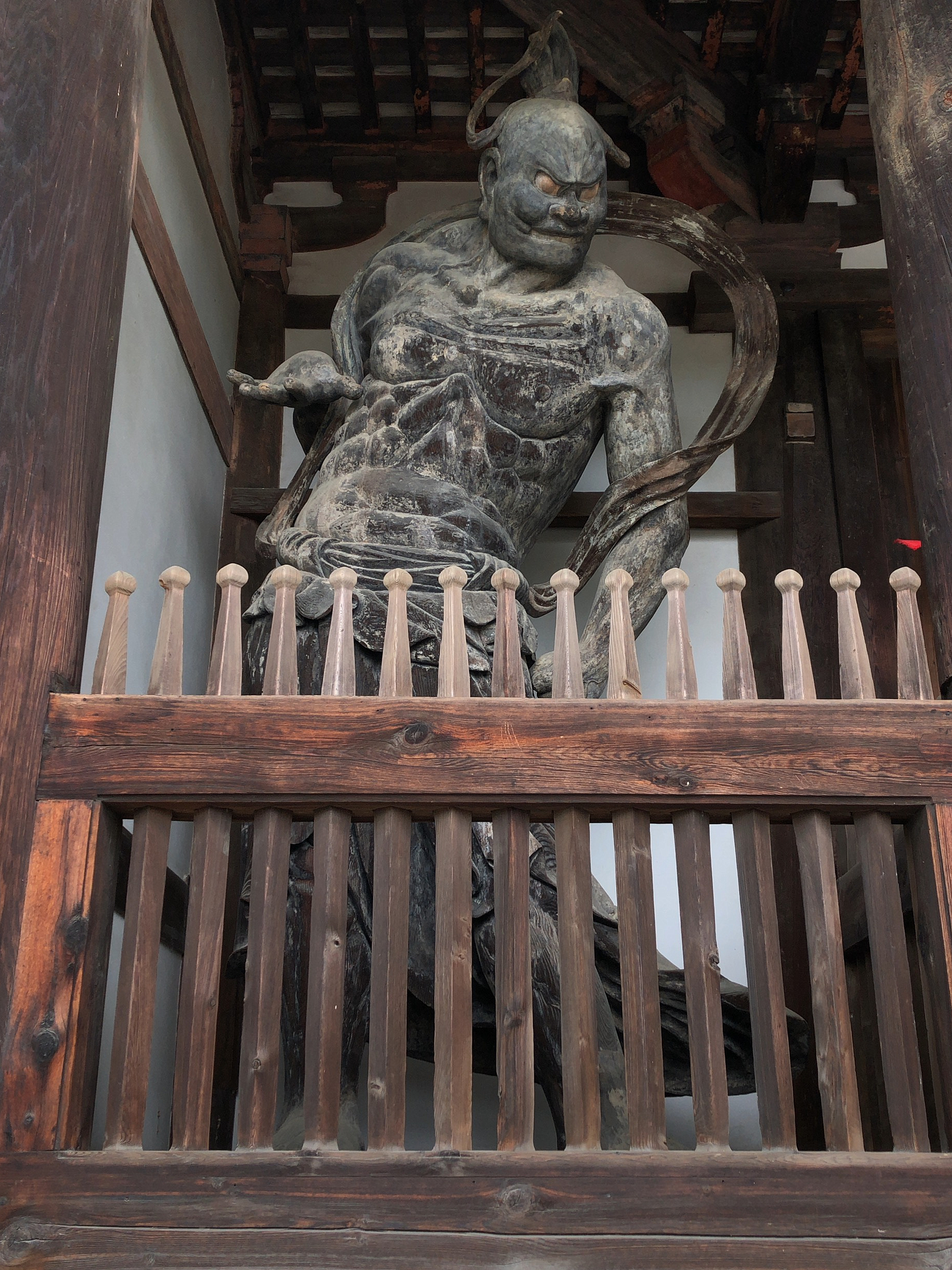
金剛力士立像・吽形 中門安置
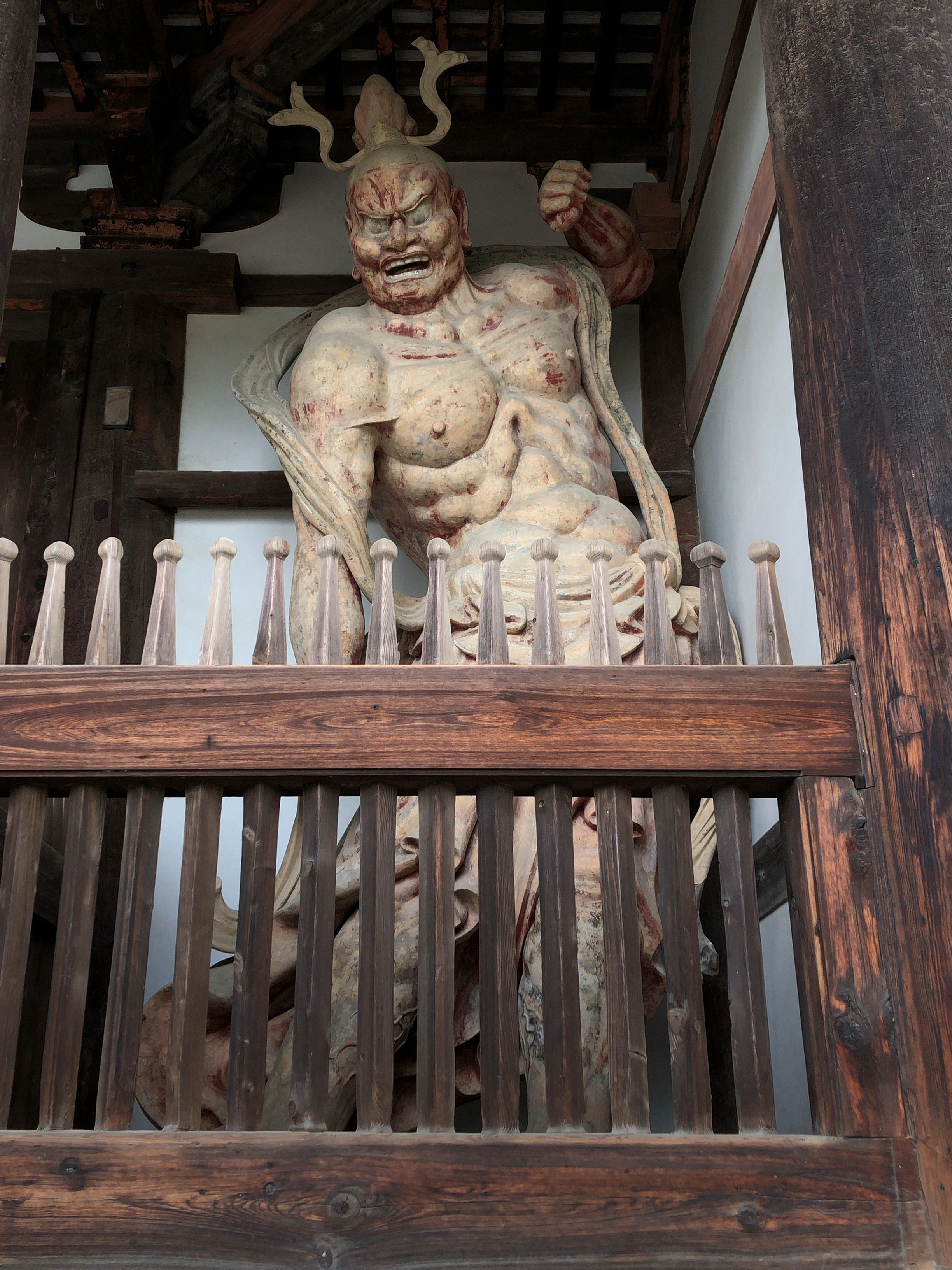
金剛力士立像・阿形 中門安置
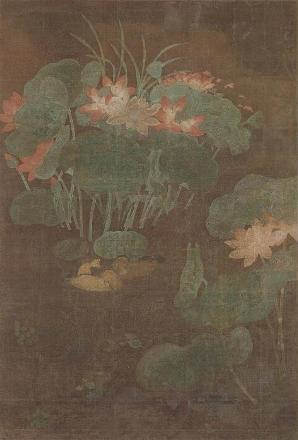
蓮池図（旧東院舎利殿仏壇後壁）
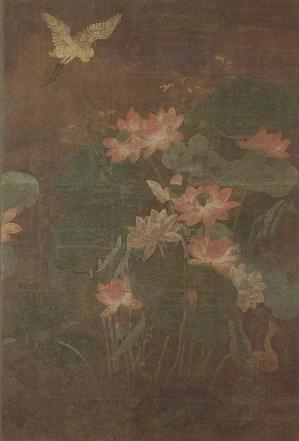
（同左）
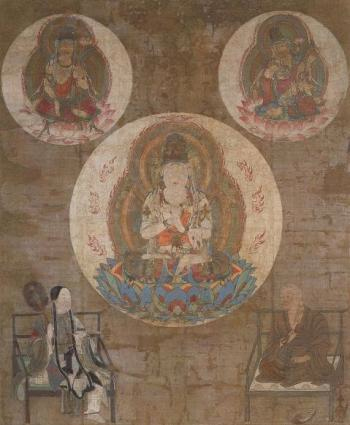
五尊像（大日如来、虚空蔵菩薩、如意輪観音、弘法大師、聖徳太子）
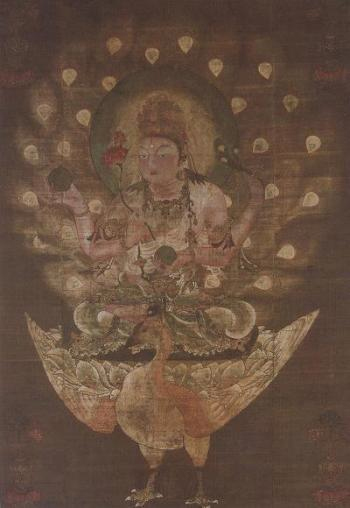
孔雀明王像

##### 工芸品
- 銅水瓶
- 銅壺（香水壺）
- 金銅鉢 3口
- 金銅装唐組垂飾残闕
- 無文磬 銘東院
- 金銅雲形磬
- 金銅火舎 貞治五年銘
- 金銅花瓶 乾元元年銘
- 金銅法具類 一具

火舎（かしゃ）4口、花瓶（けびょう）4口、六器 台皿付24口、飲食器（おんじきき）2口、金剛盤 1面（正安二年銘）、四橛（しけつ） 4本、灑水器（しゃすいき） 1口、塗香器（ずこうき） 1口
- 鋳銅六器 盞一口欠 12口
- 銅錫杖
- 銅錫杖（輪頂五輪塔）
- 銅錫杖（輪頂宝瓶）
- 銅鐘（西院鐘楼）
- 銅鐘（東院鐘楼）
- 鼉太鼓 一対[注釈 7]
- 木造鉦鼓台 3基 附:舞台
- 黒漆華形大壇 正応二年銘（1289年）
- 黒漆布薩手洗2口・黒漆布薩花器1口・銅水瓶3口
- 黒漆六角厨子
- 石燈籠（西院伽藍内所在）
- 蜀江錦 3面

##### 書跡典籍・古文書
- 大慈恩寺三蔵法師伝 巻第一、第七、第九 3巻[注釈 8]。
- 大方広仏華厳経 巻第四十二
- 附法伝 残巻（敦煌出土）
- 弥勒上生経疏 上巻
- 大唐西域記（巻第二、十二欠）10巻
- 大般若経（写経470巻 版経130巻）600巻
- 版本成唯識論述記（巻第十末写本）20冊
- 崇俊塔銘
- 恵沼神塔碑 李邕撰
- 七大寺巡礼私記 残巻
- 法隆寺一切経 890巻（附:補写経36巻、保安三年三月廿三日僧林幸勧進状1巻）[注釈 9]
- 法隆寺縁起白拍子 貞治三年重懐書写奥書
- 文書（天平勝宝三年五月廿一日下総国司解以下11通） 1巻
- 法隆寺領播磨国鵤庄絵図 嘉暦四年卯月日（附:同庄絵図案（至徳三年書写裏書））

##### 考古資料・歴史資料
- 百万塔
  - 木造百万小塔100基、木造十万節塔（残欠蓮座付）1基、木造一万節塔（蓮座付）1基[注釈 10]
  - 附：木造組立小塔6基、他に残欠屋蓋3箇、台2箇
  - 附：陀羅尼100巻（自心印陀羅尼39巻、相輪陀羅尼27巻、根本陀羅尼27巻、六度陀羅尼7巻）
- 十七条憲法板木 弘安八年施入
- 調布 2枚 内一枚、天平勝宝四年十月常陸国信太郡貢進墨書
- 法隆寺枡 2口
  - 一升枡 康正二年銘（1456年）（観音講枡）
  - 一升枡 天正二年銘（1574年）
- 法隆寺金堂壁画写真ガラス原板 363枚[51]

出典：2000年までの指定物件については、『国宝・重要文化財大全 別巻』（所有者別総合目録・名称総索引・統計資料）（毎日新聞社、2000）による。

### 国指定史跡
- 法隆寺境内

### 奈良県指定有形文化財
- 剣 1口

### その他の文化財
- 五重塔舎利容器 - 1926年（大正15年）の調査時に心柱下の地中の心礎から発見されたもので、響銅大鋺、響銅宝珠紐合子（銀鎖付）、卵形透彫銀製容器、卵形透彫金製容器、瑠璃製舎利瓶（銀栓付）が順に入れ子になり、大鋺中には海獣葡萄鏡があった。これら遺物は調査後、元のとおりに埋納された[52]。
- 善光寺如来御書箱 - 善光寺如来（長野県・善光寺の阿弥陀如来）から聖徳太子あての御書（おんしょ、手紙）と称する文書を納めた箱で、古来、開封を禁じているが、明治初期の文化財調査である壬申検査（1872年（明治5年））の際に開封されたことがあり、その際に取られた文書の写しが東京国立博物館に保管されている。箱の表面には飛鳥時代の蜀江錦が張られ、これを錦袋や綾袋で幾重にも覆っている。蜀江錦張りの箱は1994年（平成6年）に開催（東京国立博物館など5館を巡回）された「国宝法隆寺展」で公開されたことがある[53]。
- 西円堂奉納品 - 西円堂には、本尊の薬師如来の霊験を信じて病気平癒を祈願した人々が古くより様々なものを奉納してきたが、最も多いのが室町時代中期から江戸時代初期までの武器類で、なかんずく刀剣が約6,000点、次いで鏡が3,000点超あり、その他は刀装具、弓、鑓、薙刀、鉄砲、甲冑など、全部で1万点超が確認され[54][55]、日本の武器研究における重要な資料が多く含まれていると目されている[54]。奉納品群はかつては堂建物内外の壁や柱に隙間なく掛けられていたが、1935年（昭和10年）の西円堂修理の際に全て取り外され[54]、現在は宝物庫にて保管されている[55]。

## 主な行事
- 1月1日 - 3日 舎利講 聖徳太子2歳の時、「南無仏」と唱えたところ出現した仏舎利を本尊として行われる法要。
- 1月5日 初護摩祈願法要
- 1月8日 - 14日 金堂修正会 768年（神護景雲2年）以来続く伝統行事。国家安隠、万民豊楽等を祈る。
- 1月16日 - 18日 上宮王院修正会 夢殿の十一面観音への悔過法要。国家安泰を祈る。
- 1月26日 金堂壁画焼損自粛法要
- 2月1日 - 3日 西円堂修二会 1261年（弘長元年）以来続く伝統行事。薬師如来座像に対し「薬師悔過」を行う。
- 2月3日 追儺式（鬼追い式） 節分の行事。西円堂に黒鬼、青鬼、赤鬼が現れ、松明を投げ、毘沙門天が現れて鬼を追う。
- 2月5日 三蔵会 玄奘三蔵を讃える法要。古くからあったが明治に中断し、1983年（昭和58年）に復活した。
- 2月15日 涅槃会 大涅槃図を懸け、釈尊の遺徳を讃える。
- 2月21日 聖徳太子御忌・慧慈忌
- 2月22日 太子道をたずねる集い（磯長ルート）
- 3月2日 道詮忌
- 3月7日 推古天皇御忌
- 3月8日 良謙忌
- 3月17日 定朝忌
- 3月22日 - 24日 お会式 聖徳太子の命日にその遺徳を讃える法要。秘仏に近い扱いの聖徳太子坐像が開帳される[56]。例年は聖霊院で行われるが、10年に1度、大講堂で「大会式」が行われる。独特の供物が捧げられる。雅楽の流れる中、寺僧たちが訓迦陀（くんかだ）と呼ばれる仏の徳を讃える声明（しょうみょう）を唱え、太子の徳を讃嘆する。
- 4月4日 仏生会 釈尊の誕生を祝う。食堂に釈迦誕生仏を安置し、甘茶をそそぐ。いわゆる「花祭り」（灌仏会）。
- 4月9日 用明天皇御忌
- 4月11日 夢殿本尊開扉法要
- 4月中旬 法隆寺文化講演会
- 5月16日 夏安居開白法要
- 5月16日 - 8月15日 夏安居 西室で90日間、聖徳太子の『三経義疏』の講義を行う。
- 7月7日 弁天会
- 7月24日 東院地蔵会
- 7月26日 - 29日 法隆寺夏季大学
- 8月14日 - 15日 盂蘭盆会
- 8月15日 夏安居結願法要
- 8月24日 閼伽井坊地蔵会
- 9月2日 覚勝忌
- 9月23日 彼岸会
- 10月2日 行信忌
- 10月8日 西円堂奉納鏡奉納大般若経転読法要
- 10月22日 - 11月23日 夢殿本尊秋季特別開扉
- 11月3日 崇峻天皇御忌・山背大兄王御忌、藤ノ木古墳参拝
- 11月3日 秋季 法隆寺文化講演会
- 11月13日 慈恩会 法相宗の高祖・慈恩大師基（窺基）のための法会。一時途絶えていたが、1978年（昭和53年）復興。
- 11月15日 勝鬘会
- 11月22日 太子道をたずねる集い（小墾田ルート）
- 12月8日 お身拭い
- 12月21日 間人皇后御忌

## 前後の札所
南都七大寺
6 薬師寺　-　7 法隆寺
聖徳太子霊跡
13 日向寺　-　14 法隆寺　-　15 中宮寺
大和北部八十八ヶ所霊場
49 薬師寺　-　50 法隆寺北室院　-　51 法隆寺西円堂　-　52 法起寺
神仏霊場巡拝の道
25 薬師寺　-　26 法隆寺　-　27 中宮寺

## 交通アクセス
- JR大和路線法隆寺駅下車。徒歩で20分。または奈良交通バス（72系統）で、法隆寺駅バス停→法隆寺参道バス停徒歩3分。
- JR・近鉄王寺駅下車。奈良交通バス（62・63・92系統）で王寺駅北口→法隆寺前バス停徒歩3分。
- 近鉄橿原線筒井駅下車。奈良交通バス（63・92系統）で筒井駅バス停→法隆寺前バス停徒歩3分。
- 近鉄橿原線近鉄郡山駅下車。奈良交通バス（50・51・52・97・98系統）で近鉄郡山駅バス停→法隆寺前バス停徒歩3分。
- 奈良交通バス奈良・西の京・斑鳩回遊ライン（97系統）春日大社本殿 - 近鉄奈良駅 - JR奈良駅 - 薬師寺東口 - 近鉄郡山駅 - 法起寺前 → 法隆寺前バス停徒歩3分。春日大社や奈良駅等から（へ）乗り換えずに行くことができる。ただし、本数が少なく、最終バスの時間が早いので注意[57]。

## 拝観
- 西院伽藍（金堂、五重塔、大講堂）、大宝蔵院（百済観音堂を含む）、東院伽藍（夢殿）の3か所は有料で拝観可。
  - 拝観券は、西院伽藍・大宝蔵院・東院伽藍の3箇所共通券が大人・大学生・高校生2000円 / 中学生1700円 / 小学生1000円[58][注釈 11]。西院伽藍入口でのみ発券。

西円堂・聖霊院等は無料で拝観可。その他の諸堂および子院は原則として非公開。ただし、下記の諸堂は期日を限って公開。
- 上御堂 11月1日 - 3日開扉[60]。西院伽藍の拝観券が必要。
- 地蔵堂 8月24日昼の地蔵会で開扉。
- 護摩堂 毎月28日の月例護摩で開扉。
- 聖霊院 外陣にはいつも無料で上がれるが、本尊聖徳太子像などの諸仏は秘仏で、開扉は3月22日 - 24日のお会式と3月21日夕刻の逮夜法要のみ。ただし、内陣で本尊を拝観できるのは逮夜法要時のみ[61]。
- 舎利殿・絵殿 1月1日 - 3日舎利講で開扉[62]。東院伽藍の拝観券が必要。
- 伝法堂 7月24日夕刻の東院地蔵会で開扉。東院伽藍の拝観券が必要。
- 律学院 3月22・23日のお会式と8月14・15日に開扉。